# Kürschnerei in Düsseldorf

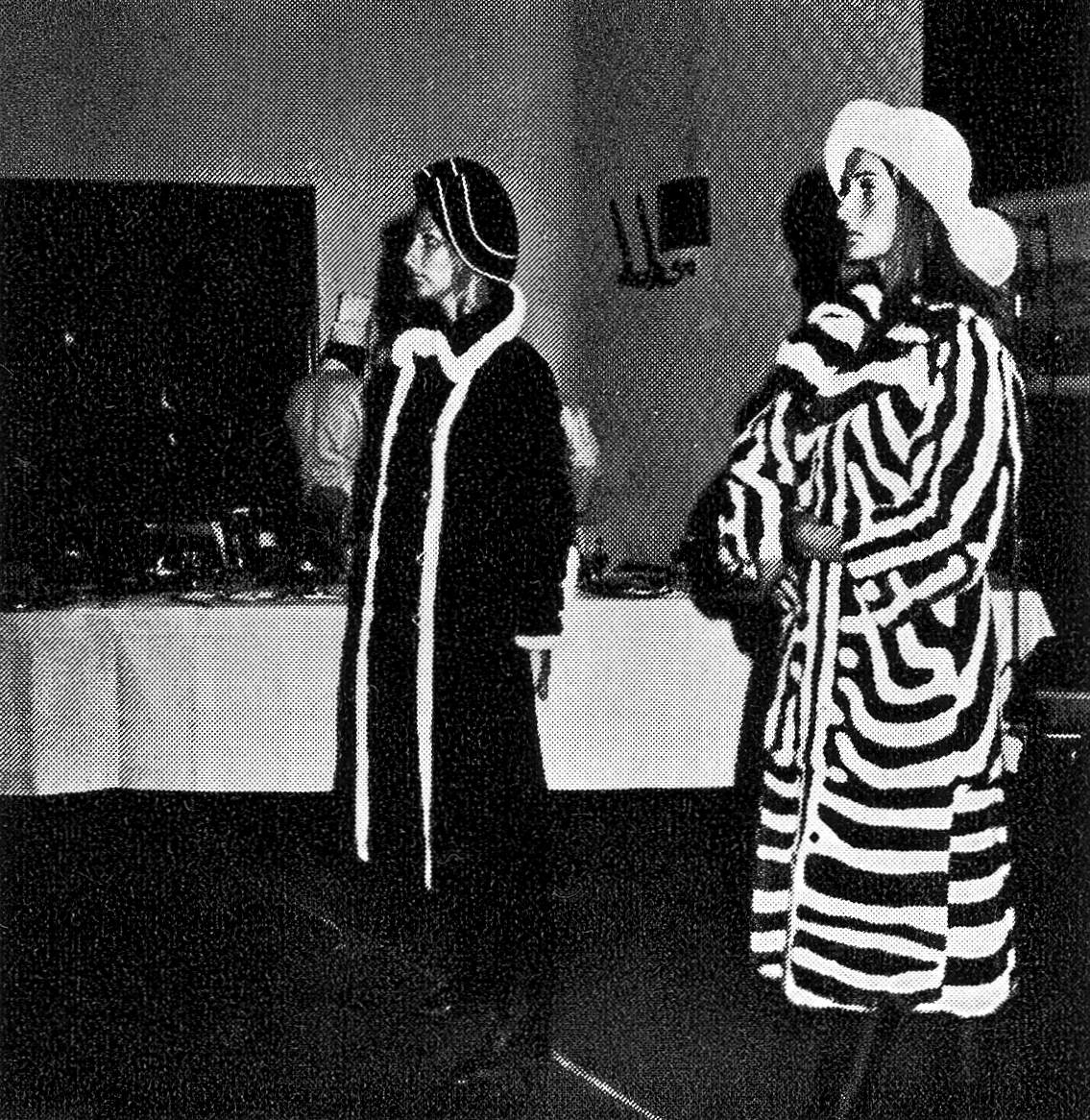
Gemeinschaftsmodenschau der Düsseldorfer Kürschner mit der Beteiligung von 19 Betrieben im Hilton Hotel (1971)

Die Kürschnerei in Düsseldorf hatte seit Anfang des 20. Jahrhunderts in dem wohlhabenden Umfeld der, „Schreibtisch des Ruhrgebiets“ genannten, heutigen Landeshauptstadt von Nordrhein-Westfalen bis um das Ende des 20. Jahrhunderts ein besonderes Niveau und Auskommen. Nahezu sämtliche Kürschnerbetriebe fertigten und verkauften Pelze und eventuelle Nebenprodukte an die Endkundschaft, anders als beispielsweise in den Konfektionszentren Berlin, Frankfurt am Main und vor dem Zweiten Weltkrieg auch Leipzig, wo viele Lohnkürschner und sogenannte Zwischenmeister für den Zwischen- und Einzelhandel tätig waren. Philipp Manes, der von den Nationalsozialisten ermordete Geschichtsschreiber der deutschen Pelzbranche, nannte vor 1942 in seiner Aufzählung der Städte mit den exklusivsten Pelzläden als Erste die beiden Rheinstädte: „Köln – Düsseldorf – Frankfurt – München – Dresden weisen Geschäfte auf, die in der Grösse und Aufmachung Berlin in den Schatten stellen“.
In der Zeit nach dem Zweiten Weltkrieg, einer besonderen Blütezeit der Pelzmode, gab es in der Stadt mit damals knapp 500.000 Einwohnern laut einem 1957er Fachadressbuch 66 Kürschnereien, fast alle verbunden mit einem Ladenlokal. Die Stadt mit der Igedo als großer nationaler und internationaler Messeplatz für Mode entwickelte sich schnell zu einem Schwerpunkt des modischen Schaffens im Kürschnerhandwerk, nachdem nach dem Krieg viele Kürschnereibetriebe aus der Gegend des früheren Pelzzentrums des Leipziger Brühls zu den heimischen Fachbetrieben hinzugekommen waren.
Düsseldorf mit seiner exklusiven Einkaufsstraße Königsallee gilt bis heute als Modestadt mit einem Hang zum Schickimicki. Symbolhaft für das Image der Luxusmeile standen jahrzehntelang die flanierenden, im Winter ihren Pelz zur Schau stellenden Damen und immer noch, die lautstark um die „Kö“ kurvenden, mit teuren, möglichst offenen Kraftfahrzeugen protzenden Männer.
Der Einzugsbereich des Einzelhandels reicht weit über die Stadt hinaus, bis ins Ruhrgebiet oder in die nahen Niederlande. Für die an der Königsallee ansässigen Kürschner stellten außerdem, bis zur Schließung des letzten an der Straße ansässigen Unternehmens im Jahr 2021, Besucher aus den arabischen Emiraten und aus Russland einen wichtigen Kundenkreis.

## Allgemein

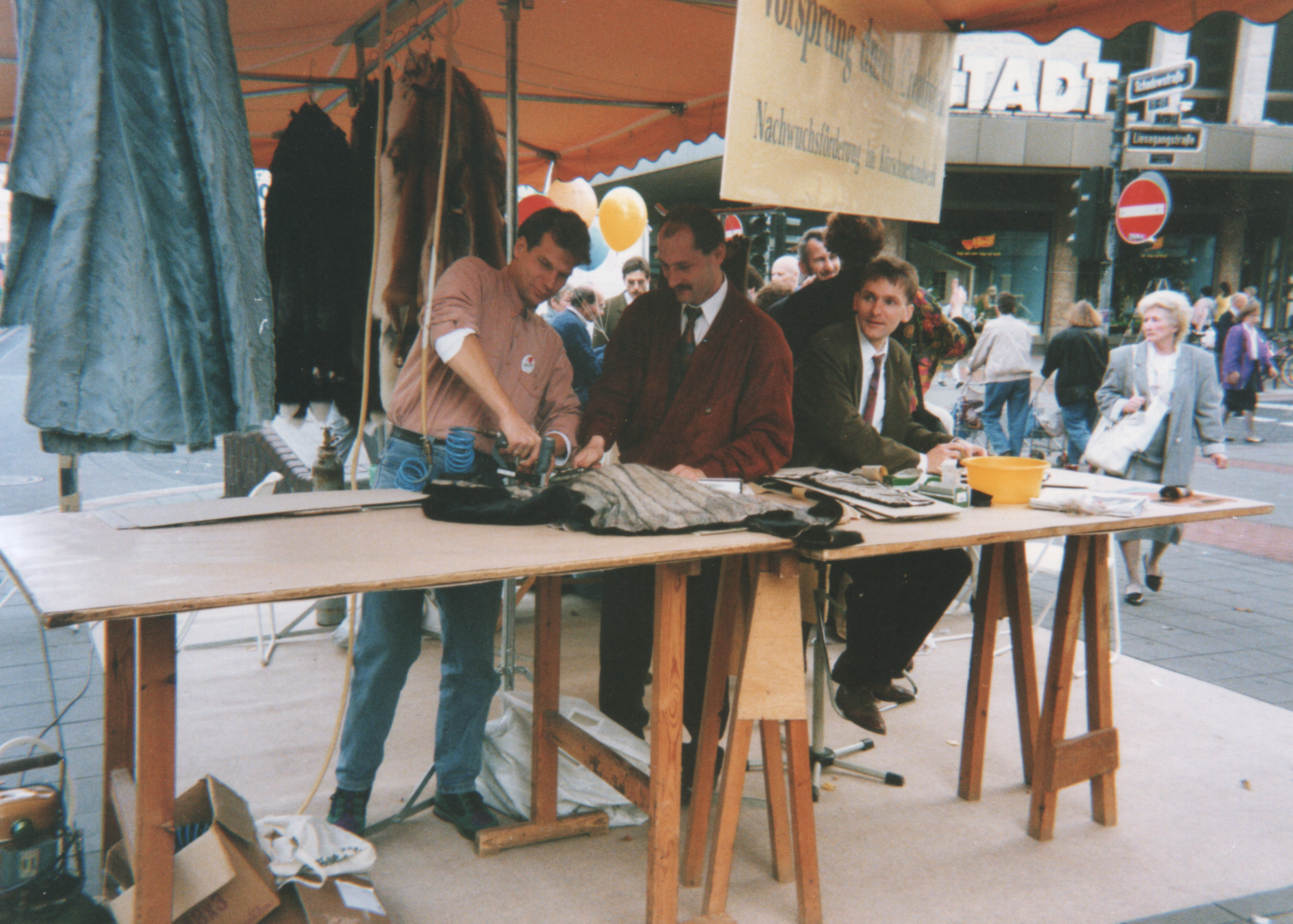
Nachwuchswerbung, Kürschnerwerkstatt auf der Schadowstraße (1990)

Anders als in den meisten anderen Branchen erfordert der Pelz wegen der breiten Palette seiner Ausgangsprodukte, den unterschiedlichen Fellen von unterschiedlichen Tierarten und deren Individuen, eine dem Einzelfell angepasste handwerkliche Verarbeitung. Eine Rationalisierung durch Industrialisierung ist daher nur begrenzt möglich. Dies hat sich seit dem Mittelalter, bis auf die Erfindung der erheblich Arbeitszeit sparenden Pelznähmaschine, nur wenig verändert. Allerdings erfordert selbst das Nähen mit der Maschine eine erhebliche Übung und Geschicklichkeit. Auch das Zwecken, das Aufspannen der Felle und Pelze erfolgt heute in der Regel nicht mehr mit Zwecknägeln und Zweckzange, sondern mit Presslufttacker und Zweckzange.
Die Anfertigung eines Pelzmantels nimmt unter Umständen einige Arbeitstage in Anspruch. Da das Ausgangsmaterial häufig teuer ist, hat der Lohnkostenanteil bei hochwertigen Pelzen, wie beispielsweise Nerz, trotzdem nicht unbedingt einen entscheidenden Einfluss auf den Anteil am Verkaufspreis. Das ermöglicht es einem kleinen Kürschner-Handwerksbetrieb prinzipiell, auch in dem Höchstlohnland Bundesrepublik zu überleben, zumal sein Produkt in der Regel individueller und sorgfältiger gearbeitet sein sollte. Der oft hohe Wert macht es zudem für den Verbraucher sinnvoll, den Pelz von Zeit zu Zeit aktualisieren zu lassen, eventuelle Reparaturen oder andere Serviceleistungen ausführen zu lassen, oder ihn sogar den Sommer über zum Kürschner in die Pelzkonservierung zu geben. Das galt vor allem bis gegen Ende des 20. Jahrhunderts, als sich dann doch erhebliche Schwierigkeiten eröffneten.
Die Bundesrepublik wurde nach dem Zweiten Weltkrieg recht schnell weltweit zum größten Pelzverbrauchsland, zumindest was den Pro-Kopf-Verbrauch betraf. Als gegen Ende der 1980er Jahre die ersten warmen Winter begannen, und gleichzeitig aus Tierschutzkreisen und der veganen Bewegung zuallererst das Pelztragen angegriffen wurde, verließen viele Pelzanbieter die Branche und viele Kürschnerkinder ergriffen erstmals nicht den Beruf ihrer Eltern. Nach Erreichung der Altersgrenze stellten die teilweise seit vielen Generationen bestehenden Unternehmen ihren Betrieb ein. Auch zeigte sich zunehmend, dass der Kürschner, der auf gute bis sehr gute Geschäftslagen angewiesen ist, kann er doch nicht gänzlich auf Laufkunden verzichten, die entsprechenden hohen Mieten nicht mehr erwirtschaften konnte, die während des außerordentlichen Pelzbooms der Nachkriegsjahrzehnte kein größeres Problem darstellten. Die Kürschnerei ist im Wesentlichen ein Saisongeschäft, den Sommer überbrückt der Handwerker mit Umänderungen, Reparaturen, Pelzkonservierung und anderen Serviceleistungen. Nach einer Auswertung aus dem Jahr 1965 erzielten die deutschen Kürschner durchschnittlich 51,6 Prozent ihres Umsatzes in den jeweils letzten drei Monaten des Jahres. In Innenstadtlagen muss der Kürschner jedoch, bei gleicher Miete, mit Geschäften konkurrieren, zunehmend mit Filialbetrieben, die ganzjährig ihre Produkte verkaufen. Hinzu kam die Witterungsabhängigkeit bei anhaltender Klimaerwärmung. Pelz unterliegt inzwischen beinahe ebenso der Mode wie Textilien. In der darauffolgenden Saison haben die Pelze nicht mehr die gleichen Verkaufschancen, insbesondere nicht bei der Stammkundschaft, die die Modelle aus der Modenschau des vergangenen Jahres kennt. Die seit der Jahrtausendwende wieder verstärkt aufgekommene Mode mit Pelzbesätzen auf Kragen und an Kapuzen hat für die hiesigen Detailkürschner vom Umsatzanteil her nur wenig Bedeutung. Der Internetverkauf stellte bisher dagegen nur begrenzt eine Konkurrenz oder einen zusätzlichen, wesentlichen Geschäftszweig dar, der Käufer möchte die Pelze vor dem Kauf fühlen und anprobieren.

## Geschichte

Der Schneider-Altar in St. Lambertus
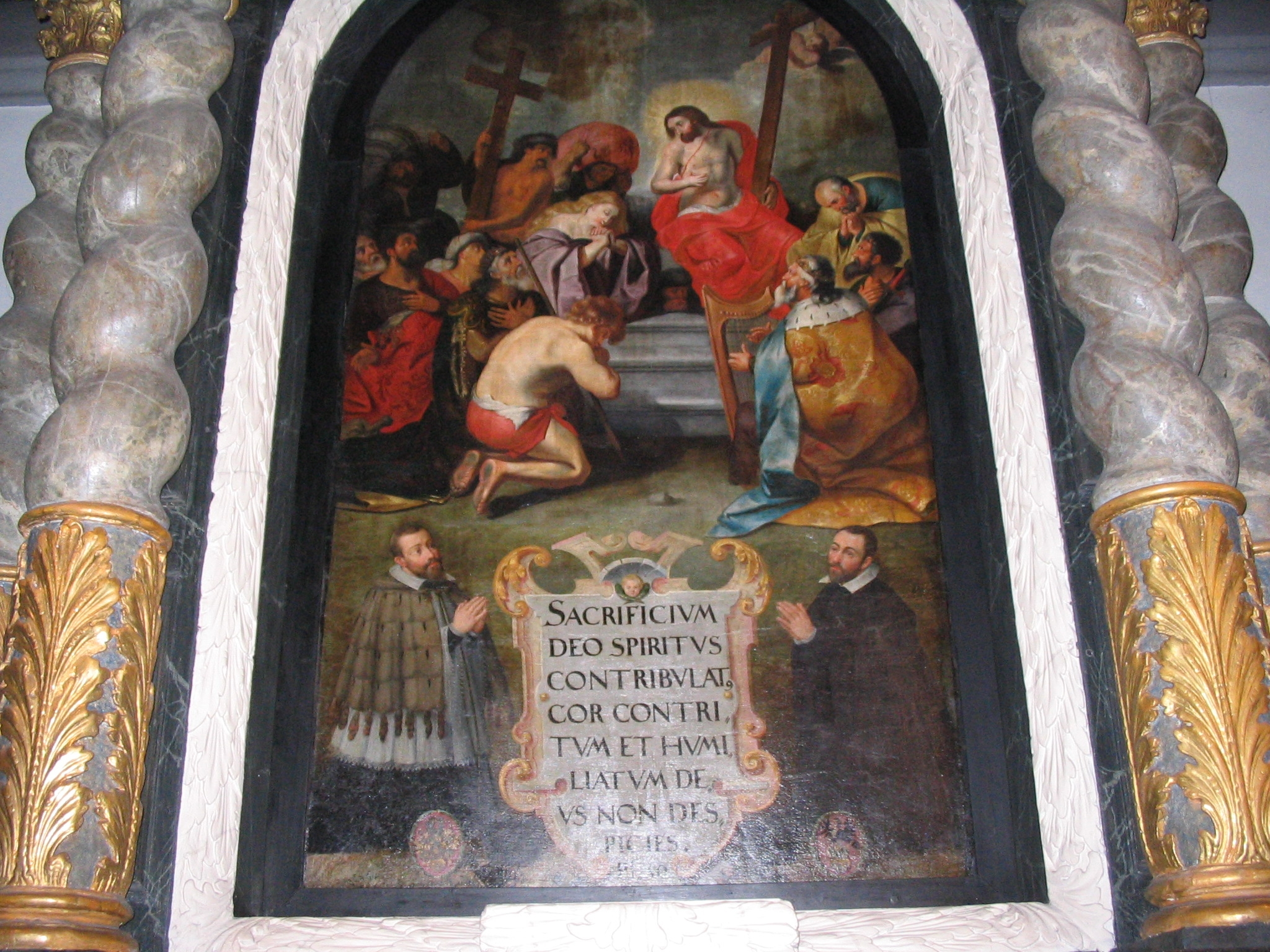
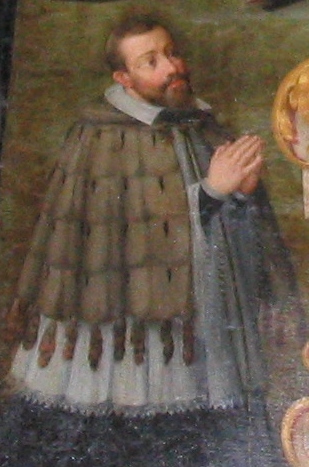
Almutia aus Fehrückenfell

Für die frühe Zeit in der damals noch kleinen Stadt Düsseldorf scheint über eine Kürschnerei kaum etwas oder nichts bekannt zu sein. Nach der spontan erfolgten Stadterhebung im Jahr 1288 war der bisherige Flecken Düsseldorf ohnehin erst einmal nur von Bauern und Fischern bewohnt, ein selbständiges Handwerk war, anders als in Köln, Aachen oder dem benachbarten Neuss, kaum vorhanden. Handwerk fand fast nur für den eigenen Bedarf statt. Für die Zeit einhundert Jahre später wird vermutet, dass es für mehrere große Handwerke zunftmäßige Zusammenschlüsse unter der Bezeichnung von Bruderschaften gab. Falls auch schon Kürschner ansässig waren, so gehörten sie mit Sicherheit nicht dazu, die erhaltene Literatur über die ältere Handwerksgeschichte der Stadt ist jedoch sehr spärlich. Im 15. Jahrhundert stand das Düsseldorfer Handwerk schon in einiger Blüte, in einer Aufzählung der privilegierten Handwerker der Zeit sind die Kürschner nicht dabei. Im Jahr 1580 erhielten die Schuhmacher und Gerber, wohl als letzte Handwerkergruppe die Bestätigung als Zunft des Landesvaters Herzog Wilhelm; 1799 gründeten die Fassbinder unter Kurfürst Maximilian Joseph die allerletzte Zunft. 1809 wurden die Zünfte im Rahmen der von Frankreich ausgehenden Liberalisierung aufgehoben.
In den Schoßlisten aus dem zweiten Viertel des 15. Jahrhunderts, der Zusammenstellung der Grundsteuerpflichtigen, befindet sich zumindest ein Kürschner. In den Hospital- und Gasthausrechnungen seit dem 16. Jahrhundert finden sich in manchen Jahren drei Kürschner (darunter Gerhard Peltzer, 1571), so dass der Historiker Erich Wisplinghoff daraus schloss, dass man demnach wohl mit insgesamt sechs Kürschnern rechnen darf und dass der Bedarf an Pelzen insgesamt recht hoch gewesen ist. Weder die armen Bewohner von Bilk noch die Siechen erhielten Pelze, wohl aber eine größere Zahl der von einem Gasthaus unterstützten Armen, 1571 waren es schätzungsweise 15 Personen. Daher darf man annehmen, dass ein Pelz zur Ausstattung eines normalen Bürgers gehörte, ein alleinstehender Handwerksmeister konnte ihn sich ebenfalls leisten. Ein Pelz kostete zu der Zeit etwa fünf Mark, ein siebenpfündiges Brot ⅓ Mark. Erhaltene Gasthausrechnungen des Jahres 1580 sind auf die Kürschner Godert Peltzer und Gerhard Peltzer ausgestellt. Auch in Belegen von Gerresheim des 15. und 16. Jahrhunderts erscheinen Kürschner. Im Landsteuerbuch aus dem Jahr 1632 ist auf der Zollstraße ein „Bundföderer aldae Mr (Meister) Johan“ genannt. Ein Buntfütterer war ein Kürschner, der vor allem edleres Fellwerk verarbeitet, benannt nach dem lebhaft gefärbten Bauchfell des russischen Eichhörnchens, dem Fehfell.

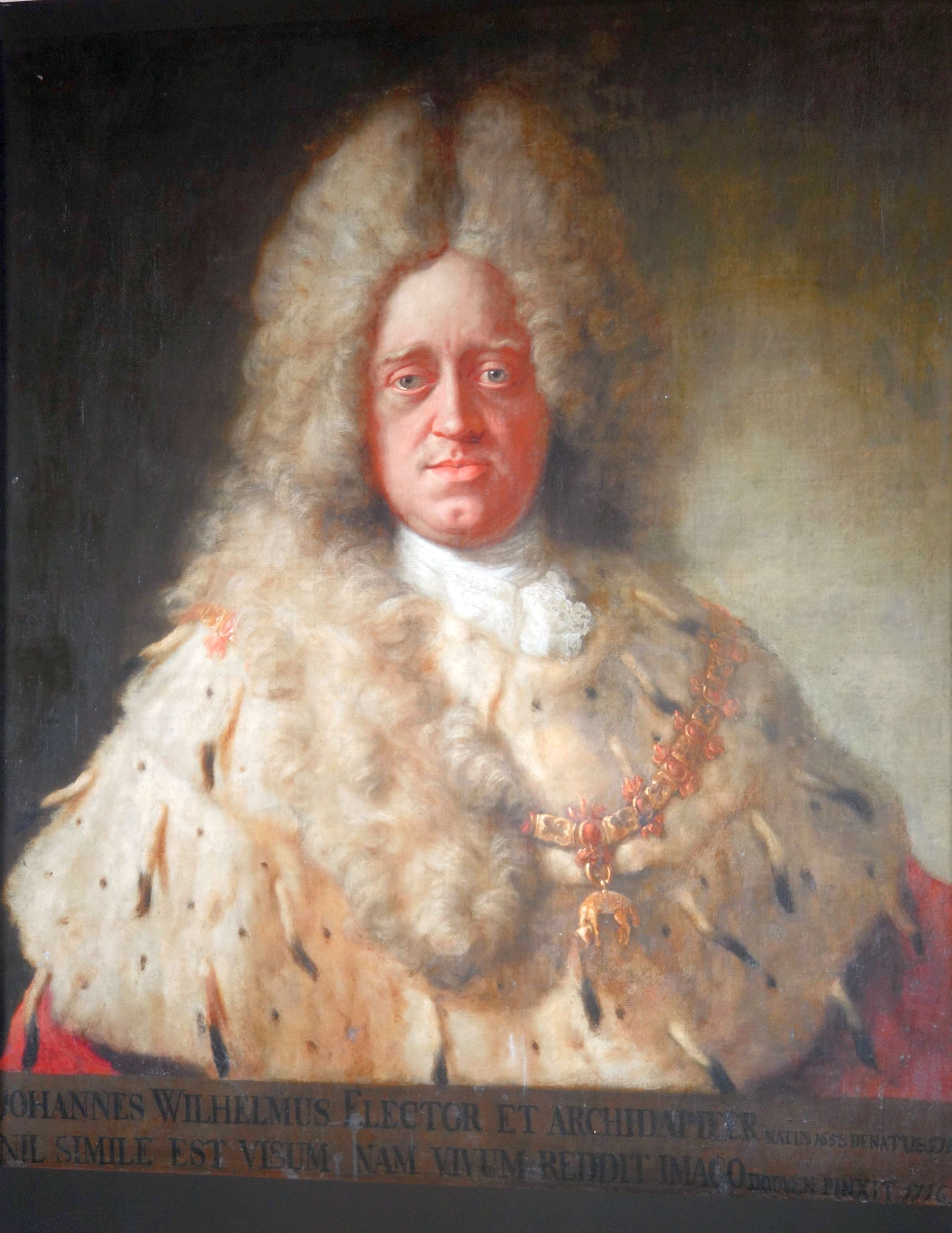
Johann Wilhelm von der Pfalz in prächtiger, beschwänzter Hermelinrobe

Die noch erhaltenen Kabinettsrechnungen der seit 1691 in Düsseldorf residierenden Anna Maria Luisa von der Pfalz zeugen ebenfalls von dem Vorhandensein eines Kürschnerhandwerks in Düsseldorf im 17. Jahrhundert. Daraus ersichtlich hatte die Kurfürstin einigen Bedarf an Kürschnerartikeln für sich und als Präsent für ihren Umkreis und an Dienstleistungen ihres Kürschners. Eine noch vorhandene Anweisung aus dem Jahr 1699 zum „Aufheben und Putzen des Pelzwerks der Kurfürstin“ der in Düsseldorf residierenden Anna Maria Luisa von der Pfalz an den dortigen Kürschner, den „Bundwirker“ Johann Welen (Johann Wolon?) zeigt, dass bereits zu der Zeit die Pelzwerker bei genügend betuchter Kundschaft die Aufbewahrung und die Pflege der Kundenpelze übernommen hatten. Die Kurfürstin bezahlte am 2. Juli für diese Dienstleistung vier Reichstaler, die Anzahl und Art der dafür aufbewahrten Pelze wurde offenbar nicht erwähnt.
Aus den Kabinettsrechnungen gehen diverse weitere Arbeiten und Kleidungsstücke hervor, die die Kurfürstin an den inzwischen zum Hofkürschner ernannten Franz David Geilmeier gab. Siehe dazu am Ende dieses Artikels (→ Pelze der Anna Maria Luisa von der Pfalz während ihrer Zeit in Düsseldorf für die Jahre 1691 bis 1717). Als Anna Maria Luisa 1917 nach Florenz zurückkehrte, wird es den Hofkürschner schwer getroffen haben. Nicht nur die Kurfürstin, sondern auch der restliche Hofstaat dürfte zu seinen Kunden gezählt haben. Allerdings blieb Düsseldorf Verwaltungszentrum und Wohnsitz zahlreicher adliger Familien.
Im Jahr 1703, einer Zeit des Wirtschaftswachstums, wurde die Zahl der in- und auswärtigen Bürgerschaft der jetzigen Residenzstadt auf insgesamt 8578 beziffert. Das Handwerk allgemein war zwar inzwischen Düsseldorfs wichtigster Wirtschaftsfaktor, belieferte im Wesentlichen jedoch nur die örtliche Bevölkerung. Im Jahr 1616 beklagte der Düsseldorfer Magistrat zudem, die meisten Bürger seien „arme unvermögende handwerksleute“, „so von sich selbsten und ire weib und kinder das tegliche liebe brot in itzigen zeiten, darinnen dieses orts gar und gantz keine nahrung noch hantirung getrieben wird, nicht zu verdienen wüssten“. Klaus Müller erwähnte in seiner Schilderung der Geschichte Düsseldorfs bis Ende 1900 diverse Zusammenschlüsse von Handwerkern, die Kürschner sind nicht dabei. Für das Jahr 1798 gab er an, dass Produkte wie Wein oder Pelze zu den gängigen importierten Handelsprodukten der Stadt gehörten.
Eine Bestandserhebung aller Gewerbetreibender des Jahres 1816 zählte drei Kürschner; 1831 kam ein späterer Sekretär der Handelskammer auf die gleiche Anzahl. Das Adressbuch des Jahres 1856 nennt fünf oder sechs Kürschner, wobei nicht ersichtlich ist, ob sie ihren Beruf alle selbständig ausübten. Um 1859 war Düsseldorf so groß geworden, dass die Nummerierung nach Häusern geändert wurde in durchgehende Hausnummern der Straßen. Der Wechsel vom weit überwiegend nach Auftrag produzierenden zum auch Fertigware vorhaltenden Handwerker fand seinen Ausdruck, indem um 1880 neben den Kürschnern erstmals „Pelz-Waarenhandlungen“ separat im Düsseldorfer Adressbuch aufgeführt wurden.
Im Jahr 1852 wurden die Kürschner aufgerufen, zusammen mit anderen Gewerken die keine Innung hatten, „2 bis 4 Meister, desgleichen die Gesellen des Handwerks 2 bis 4 Gesellen zu wählen, unter welchen der Vorsitzende der Prüfungs-Kommission in jedem einzelnen Falle die bei der Prüfung hinzuzuziehenden Mitglieder der Kommission auswählt“. Am 19. Januar um 11 Uhr, nach den Gerbern und Lederbereitern, sollten sich dazu die Kürschner zusammen mit den Handschuhmachern und Sattlern im hiesigen Rathaussaale einfinden. Im Verzeichnis der Handwerkerprüfungen für die Jahre 1857–1859 sind für die Kürschner zwei Meisterprüfungen und keine Gesellenprüfung vermerkt. Dem Amtsblatt der Regierung zu Düsseldorf vom 5. Januar 1866 ist zu entnehmen, dass im Regierungsbezirk Düsseldorf „noch 51 verschiedene Innungen“ bestanden, darunter nur vier im Kreis Düsseldorf. Lediglich in Langenberg waren die Kürschner in der Schuh- und Pantoffelmacher- und Kürschner-Innung mitvereinigt. Das Adressverzeichnis des Jahres 1902 für die Stadt Düsseldorf führt nur wenige Innungen auf, so auch die Schneiderinnung, nicht aber eine Innung der Kürschner.
Mit dem sogenannten „Innungsgesetz“ vom Juli 1881, als in Düsseldorf nur noch eine Innung bestand, setzte eine Welle von Neugründungen ein, auch jetzt wurden die Kürschner nicht erwähnt. Einen Hinweis darauf, dass die Kürschner vielleicht zusammen mit den Schneidern, sehr viel früher, in einer Zunft vereinigt waren, könnte der aus dem 15. Jahrhundert stammende „Schneider-Altar“ in St. Lambertus geben, der Mutterkirche der Stadt. Bekrönt wird er von der Figur des heiligen Martin von Tours, dem Patron der Schneider. Eigentlich in allen Städten lagen die Kürschner immer wieder einmal mit den Schneidern im Streit, weil jedes der Gewerke meinte, das andere pfusche zu Unrecht in sein Handwerk hinein. Bei dem Bild des Buß-Altars fällt auf, dass der links unten markant abgebildete Stiftsherr eine sehr detailliert und realistisch gemalte Almutia aus Fehrückenfell trägt, dem einmal üblichen Attribut seines Standes. Oben rechts befindet sich zudem ein Harfenspieler mit einem Kragen aus Hermelinfell. Beides waren Arbeiten, die nach damaligem, einklagbarem Handwerksbrauch ausschließlich den Kürschnern vorbehalten waren. Tatsächlich scheint es jedoch keinen Beleg für eine solche Schlussfolgerung zu geben.
Für das Jahr 1888 verzeichnet das Düsseldorfer Adressbuch zehn Kürschner und Pelzwarenhändler, darunter J. Bisegger-Kühn, Joh. Schenkenbach, die Geschwister Schwenkenberg und den Hofkürschner Julius Baumeier am Carlsplatz 18. Über das Vermögen von Julius Baumeier wurde im Dezember 1889 und noch einmal, jetzt aber Benrather Straße 15, im Juli 1892 ein Konkursverfahren eröffnet. Bereits 1874 war er vom Gemüse-Markt 8 zur Mittel-/Ecke Wallstraße 8 umgezogen.
Über die ehemaligen beiden „Pelz- und Lampenmärkte“ im Oktober und November auf dem Carlsplatz, damals noch Karlplatz, hieß es, dass dort weder Pelze noch Lampen verkauft wurden. Sie nahmen lediglich Bezug auf den nahenden Winter. Diese Tradition gab es über 300 Jahre, die letzten Pelz- und Lampenmärkte fanden in den 1890er Jahren statt.
Bis in das 19. Jahrhundert wurde unter einem Pelz ein pelzgefütterter Tuchmantel verstanden, der hauptsächlich von Männern getragen wurde. Im ausgehenden Mittelalter war in den großen Städten, zu denen Düsseldorf nicht gehörte, die pelzgefütterte Schaube ein Statussymbol, sie wurde bei entsprechenden Anlässen auch im Sommer gezeigt. Das änderte sich ganz wesentlich um 1900, begünstigt durch die Erfindung der Pelznähmaschine, die eine sehr viel wirtschaftliche Produktion und aufwändigere Verarbeitungstechniken ermöglichte. Beginnend mit einer Sealjacke kamen jetzt nicht mehr nur die für Damen bisher schon üblichen Pelzverbrämungen, Muffe und Pelzschals in Mode, sondern Persianer-, Nerz- und andere Pelze, die mit dem Haar nach außen getragen wurden. Erstmals erschloss sich der Pelz einem breiten bürgerlichen Kundenkreis, preiswerte Pelzarten, vor allem Kanin in vielen Veredlungsarten, machten Pelze auch für weniger bemittelte Käufer erschwinglich. Das Kürschnerhandwerk und auch die Pelzkonfektion erfuhren einen ungeheuren Aufschwung.
Das Handwerkergesetz vom 26. Juli 1897 verpflichtete die deutschen selbständigen, nicht fabrikmäßig tätigen Handwerker zur Mitgliedschaft in sogenannten Zwangsinnungen. Die Unterlagen der Kreishandwerkerschaft geben jedoch erst 1934 als Gründungsjahr der heutigen „Kürschnerinnung Düsseldorf für die Stadtkreise Düsseldorf und Neuss und die Landkreise Düsseldorf-Mettmann und Grevenbroich“ an, das Jahr, als nach der Machtübernahme durch die Nationalsozialisten das gesamte deutsche Handwerkswesen mit Zwangsinnungen neu organisiert wurde. Gleichzeitig wurde der große Befähigungsnachweis, die Meisterprüfung, zur Erlangung der Selbständigkeit und der Berechtigung zur Ausbildung von Lehrlingen im Handwerk wieder eingeführt.

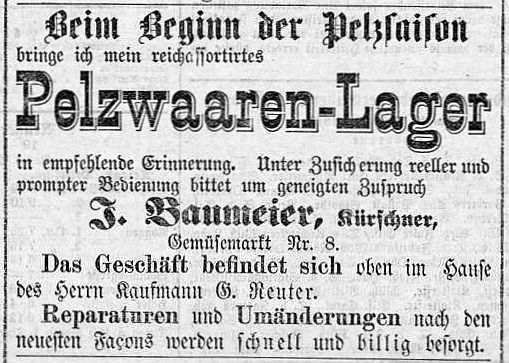
Anzeige der Pelzwaaren-Handlung Julius Baumeier (1873)

Überregional waren zumindest einige der Düsseldorfer Kürschnerbetriebe im 1885 konstituierten Bund deutscher Kürschner-Innungen engagiert. Als am 9. Mai 1925 eine Studienkommission deutscher Kürschner und Pelzwarenfabrikanten „mit Deutschlands schönstem und größtem Dampfer“ Columbus nach den USA aufbrach, um durch den Ersten Weltkrieg locker gewordene Beziehungen zu festigen und die dort ganz anders geartete amerikanische Pelzfertigung und das Marketing kennen zu lernen, waren unter den zwölf Teilnehmern auch die beiden Düsseldorfer Franz Häupler und Arnold Bisegger.
Im Besitz der Kürschnerfamilie Schenkenbach befinden sich zwei Fotos, die einen Wagen der Kürschnerinnung Düsseldorf während eines Handwerkerumzugs zeigen, datiert „um 1930“. Entsprechend der Innungsgründung kann es wohl frühestens das Jahr 1934 gewesen sein. Der Wagen ist mit verschiedenen Felltafeln, mit Fuchs- und Leopardfellen geschmückt. Auf einer Aufnahme stehen angestellte Meister und Gesellen in ihren, für die Pelzbranche einmal typischen, weißen Kitteln, daneben der Innungsvorstand mit dem Obermeister Franz Häupler, Jean Schenkenbach, Paul Albert und Hubert Wolff.
Inzwischen gibt es keine Pflicht zur Innungsmitgliedschaft mehr, die Zwangsmitgliedschaft besteht heute für die Handwerkskammer. In Anbetracht der Abnahme der Kürschnerbetriebe im Raum Düsseldorf hat sich die Kürschnerinnung etwa 2019 mangels Mitgliedern aufgelöst und die einzelnen Kürschner, so sie es wollten, wurden Mitglieder in der Dachorganisation, dem Zentralverband des Kürschnerhandwerks. Der Zentralverband richtet unter anderem alljährlich Leistungswettbewerbe für die Kürschnerbetriebe und für ihre Auszubildenden aus.

### Nach 1900
In einer Erhebung des Deutschen Kürschnerverbandes des Jahres 1907 wurden für Düsseldorf keine Kürschnerlehrlinge angegeben, im nahen Köln waren es sechs, in Deutschland insgesamt 382. In Köln war es 1905 auch zum Abschluss eines Tarifvertrages gekommen, nachdem die Arbeitgeber einen Verband gegründet hatten:

„Erreicht wurde der Neunstundentag, Bezahlung der gesetzlichen Feiertage, vierzehntägige Kündigungsfrist, für die ersten beiden Überstunden 33⅓ Prozent, für die weiteren Überstunden und für Sonntagsarbeit 50 Prozent Aufschlag. Während der Klopfzeit gibt es pro Tag 25 Pf. Zulage. Es durfte kein Arbeiter zur Heimarbeit gezwungen werden, desgleichen der Arbeiter keine Arbeit für andere Geschäfte übernehmen. Dieser Vertrag galt bis zum 1. September 1906. Erfolgte zum 1. Juli keine Kündigung, so galt der Vertrag für ein weiteres Jahr.“

Während des Ersten Weltkrieges versuchten die Kölner Arbeitgeber erfolglos, statt des Wochenlohnes einen Stundenlohn einzuführen, ebenso die Abschaffung der Bezahlung der Feiertage und Verlängerung der Arbeitszeit am Sonnabend von „5½ bis 7 Uhr“. Mit der Besetzung des Ruhrgebiets am 11. Januar 1923 und der folgenden inflationären Geldentwertung waren dann ohnehin alle Tarifvereinbarungen weitgehend wertlos. Für das Reichsgebiet war jedoch bereits 1920 ein Manteltarifvertrag für das Kürschnergewerbe beschlossen worden, der Versuch, Reichstarifverträge abzuschließen war gescheitert. Die Ruhrgebietsbesetzung einschließlich Düsseldorfs endete Juli/August 1925. Bereits am 25. Juli 1925 tagte der Deutsche Kürschner-Verband in Düsseldorf.

### 1933 bis 1945
Von durch die in der Zeit des Nationalsozialismus durch die Judenverfolgung betroffenen Angehörigen der Pelzbranche gehörte die Familie des Kaufmanns Josef Schächter, der eines seiner Pelzwaren-Spezialgeschäfte 1933 auf der Königsallee 72 hatte. Zwei weitere Namen lassen auf jüdische Inhaber von Pelzgeschäften schließen. Das Unternehmen Adolf Goldwasser auf der Gustav-Poensgen-Straße ist 1934 nicht mehr verzeichnet. Georg Nathan, der 1933 noch auf der Graf-Adolf-Straße 21 eingetragen war, im Jahr darauf auf der Graf-Adolf-Straße 16, verschwand 1934. Unter keiner dieser Adressen ist im jeweils darauffolgenden Jahr ein Pelzanbieter verzeichnet.
Der jüdische Düsseldorfer Pelzhändler Albert Reinsberg (* 4. Mai 1879 in Marsberg; gest. 7. Juni 1937) wohnte 1937 laut Protokoll der Gefängnisanstalt in der Schillerstraße 14. Ein Firmeneintrag im Adressbuch von 1920 und 1925 lautete „Albert Reinsberg, Königsallee 82“; im Jahr 1930 „Pelzhaus Reinsberg, Schadowstraße 39“; 1936 dann „Albert Reinsberg o.H., Kreuzstraße 39 (Großhandlung)“. 1937 versuchte er Deutschland zu verlassen, um seine Familie zu retten. Er wurde am 2. Mai des Jahres in das Düsseldorfer Gefängnis Ulmer Höh gebracht, die Anklage erging wegen Devisenvergehen. Am 7. Juni um 16 Uhr 30 stürzte er sich im Treppenhaus der Strafanstalt aus dem dritten Stock, Abteilung 8, auf die Treppe von Abteilung 6 nach Abteilung 5. Er starb um 18 Uhr an seinen Verletzungen im Bezirkskrankenhaus des Gefängnisses. Er hinterließ seine Ehefrau Marta, seine Tochter Ilse und seine Söhne Karlheinz und Ernst Reinsberg.

### Nach 1945
Das Highlight der Männer beim Besuch der Düsseldorfer Eishockeymannschaft DEG, damals noch im Eisstadion an der Brehmstraße, war lange Zeit ein Auftritt in einem auffälligen Pelzmantel, möglichst Wolfs- oder Fuchsfell. Die Kabarettistin Lore Lorentz bemerkte dazu 1983: „Im Fuchspelz auf der Cola-Kiste. Sieg oder Niederlage – sie werden mit Altbier weggeschluckt“.
Waren vor dem Zweiten Weltkrieg die Kürschnereien vor allem in der Altstadt, in Richtung Königsallee bis zum Steigenberger Hof, befanden sich die exklusivsten Pelzanbieter jetzt auf der Königsallee. Die alteingesessenen, in der Altstadt verbliebenen Kürschner, Schenkenbach und Wolff, besaßen eigene Geschäftshäuser und bedienten hauptsächlich die mittlere, aber auch die gehobene Preisklasse. Eine zweite Konzentration befand sich für einige Jahrzehnte auf der Friedrichstraße, eine 2-A-Geschäftslage südlich der Königsallee, wo es auch früher schon gehäuft Kürschnergeschäfte gab.
Die beim jährlich stattfindenden Leistungswettbewerb des deutschen Kürschnerhandwerks verliehene Goldmedaille verlor in Düsseldorf zeitweilig etwas an Werbewert. Die hier ansässigen Betriebe waren modisch und handwerklich so leistungsstark, dass zum Beispiel im Jahr 1985 von deutschlandweit 141 ausgezeichneten Betrieben zwölf aus Düsseldorf kamen. Zum Vergleich, in den weitaus größeren Städten Berlin waren es zehn, in Hamburg und München je vier mit „Gold“ prämierte Kürschnereien.
Die den deutschsprachigen Raum umfassende Vereinigung Initiative Pelzgestaltung (V.I.P.) hatte zeitweise, trotz gemeinsamen, sich bei vielen Kunden überschneidenden, gleichen Werbemitteln, gleich vier Düsseldorfer Mitglieder. An einer Gemeinschaftsmodenschau der Kürschnerinnung im Düsseldorfer Hilton-Hotel im Jahr 1971 nahmen 19 Betriebe teil. Alljährlich erschienen zusammen mit der Innung zu Beginn der Wintersaison Gemeinschaftsanzeigen in den Tageszeitungen. Im Oktober 1985 beinhaltete allein eine 5-seitige Verlagsbeilage der Rheinischen Post Annoncen von 25 Innungsmitgliedern. Vieles deutet auf ein kollegiales Verhältnis der im Wettbewerb zueinander stehenden Kürschner hin.

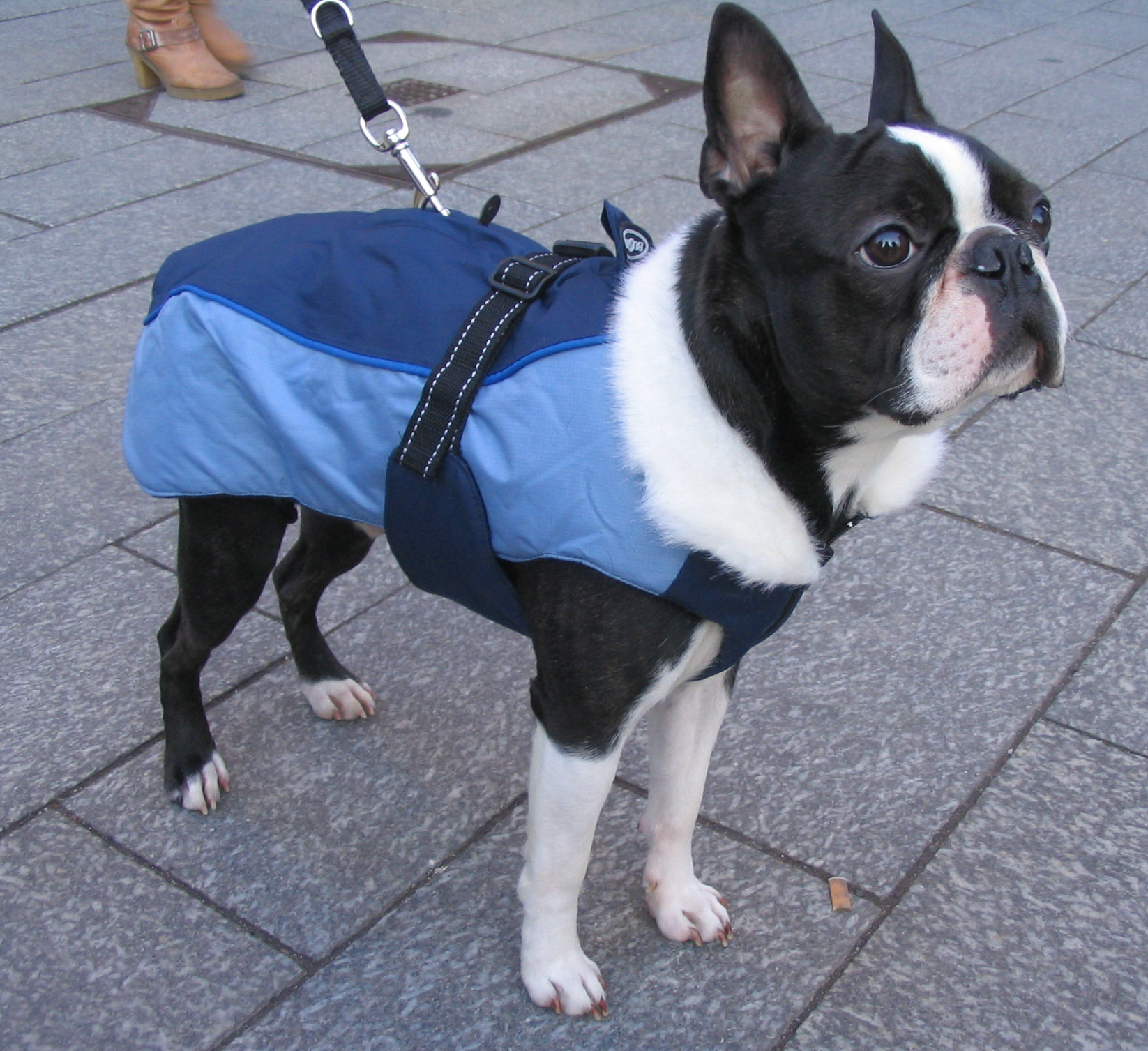
Boston Terrier auf der Königsallee mit Nerzhalsband (2012)

Auseinandersetzungen fanden vor allem mit nicht der Innung angehörenden Unternehmen statt, insbesondere in Zusammenhang mit fragwürdigen Räumungsverkäufen und fehlender oder unkorrekter Warenauszeichnung. Räumungsverkäufe von Pelzanbietern mit tatsächlichen oder vorgeblichen Preisnachlässen beunruhigten die Kürschner zeitweilig in erheblichem Umfang. Im Jahr 1975 wird von etwa 30 einstweiligen Verfügungen berichtet, die Kürschner gegen Warenhäuser, Ladenketten und Einzelunternehmen in der Vergangenheit erwirkten, die „besonders hochwertige Pelze zu einmalig günstigen Preisen“ in der Tagespresse inserierten, allerdings ohne einen für die Kürschner erkennbaren Erfolg. Besonders fiel immer wieder der Name Christen, auch „Haus der Pelze Christen“, am Graf-Adolf-Platz. Schon im Oktober 1971 hatte es einen 50%igen Vergleich bei einer Forderung von 4,5 Millionen Mark an Christen-Pelze, Düsseldorf mit deren Gläubigern gegeben, bei dem die vier Läden der Firma an die Hauptgläubiger übergingen. Beim Konkurs der Firma Kurt H. Christen, Haus der Pelze, Hauptsitz Wuppertal im Jahr 1980, wurde vermutet, dass es sich möglicherweise um den bis dahin größten Konkurs der deutschen Pelzgeschichte handelte. Gleichzeitig lief ein Konkursverfahren gegen den Geschäftsführer des Unternehmens. Mit zu der Zeit acht Läden in den Spitzenlagen in verschiedenen deutschen Großstädten betrug der Jahresumsatz von Kurt H. Christen deutlich über 20 Millionen Mark. Unter mehreren Besitzerwechseln kündigten Christen-Unternehmen immer erneut Räumungsverkäufe an. Zu der Zeit war noch streng geregelt, dass nur die reguläre, auch sonst nur im bisherigen Umfang vorhandene Ware in einem Räumungsverkauf wegen Geschäftsaufgabe angeboten werden durfte. Ein „Nachschieben“ von Ware war untersagt. Nach immer wieder aufgetretenen Auseinandersetzungen veranlasste die Innung, zusammen mit der Industrie- und Handelskammer, dass sämtliche, bei Beginn des, nun letzten, Düsseldorfer Räumungsverkaufs der Firma angemeldeten Pelze mit einer Plombe gekennzeichnet wurden.
Ein bedeutender Pelzanbieter aus der Textilbranche war, wie auch in anderen Städten Nordrhein-Westfalens, im gehobenen Bereich seit 1971 der Filialist Boecker KG, Jan-Wellem-Platz 1 (Konkurs 2004) mit seiner, bei der Eröffnung 10. Filiale. Eine große Schrift auf dem Dach des Eckhauses verkündete „mode + pelz“. Der Anbieter vor allem in der untersten Preisklasse, aber mit Deutschlands jahrelang größtem Pelzumsatz, war das Bekleidungshaus C&A Brenninkmeijer, mit seinem deutschen Hauptsitz in Düsseldorf.
Ein besonderes Geschäftskonzept hatte Percy Müller (* 1945). Von der Bild-Zeitung wurde er bei der Geschäftsaufgabe als „Hofkürschner der holländischen Königin Beatrix“ bezeichnet. Auf der Suitbertusstraße 137 betrieb er seinen „Salonverkauf“, nur ein kleines Schild „ℳcreation“ wies und weist noch 2022 auf die später von Heike Müller geführte Firma hin. Seinen Pelzverkauf im hochwertigen Bereich betrieb er hauptsächlich mit Modenschauen, in Kurorten, in Verbindung mit Modemagazinen auch in Düsseldorf, vor allem aber auf Kreuzfahrtschiffen.
Am 28. November 1987 fand eine Anti-Pelz-Demonstration von Tierversuchsgegnern mit einem Marsch an den Pelzgeschäften vorbei statt. Die Demonstration wurde mit Auflagen genehmigt „und die Polizei hat den Kürschnergeschäften ihren Schutz zugesagt“. Es war wohl die erste von weiteren solchen und ähnlichen Aktionen, begleitet von Sachbeschädigungen, wie zerkratzte Scheiben, Farbbeutelwürfe oder Buttersäureattacken auf Düsseldorfer Pelzgeschäfte. Am 11. Dezember 1987 demonstrierten in Bonn, nach Branchenangaben unter der Beteiligung von über 3500 Personen, Angehörige der Pelzbranche gegen die ihrer Ansicht nach einseitige Berichterstattung über ihren Berufszweig. Die Düsseldorfer Pelzbetriebe charterten zwei Busse für die Fahrt in die damalige Bundeshauptstadt.

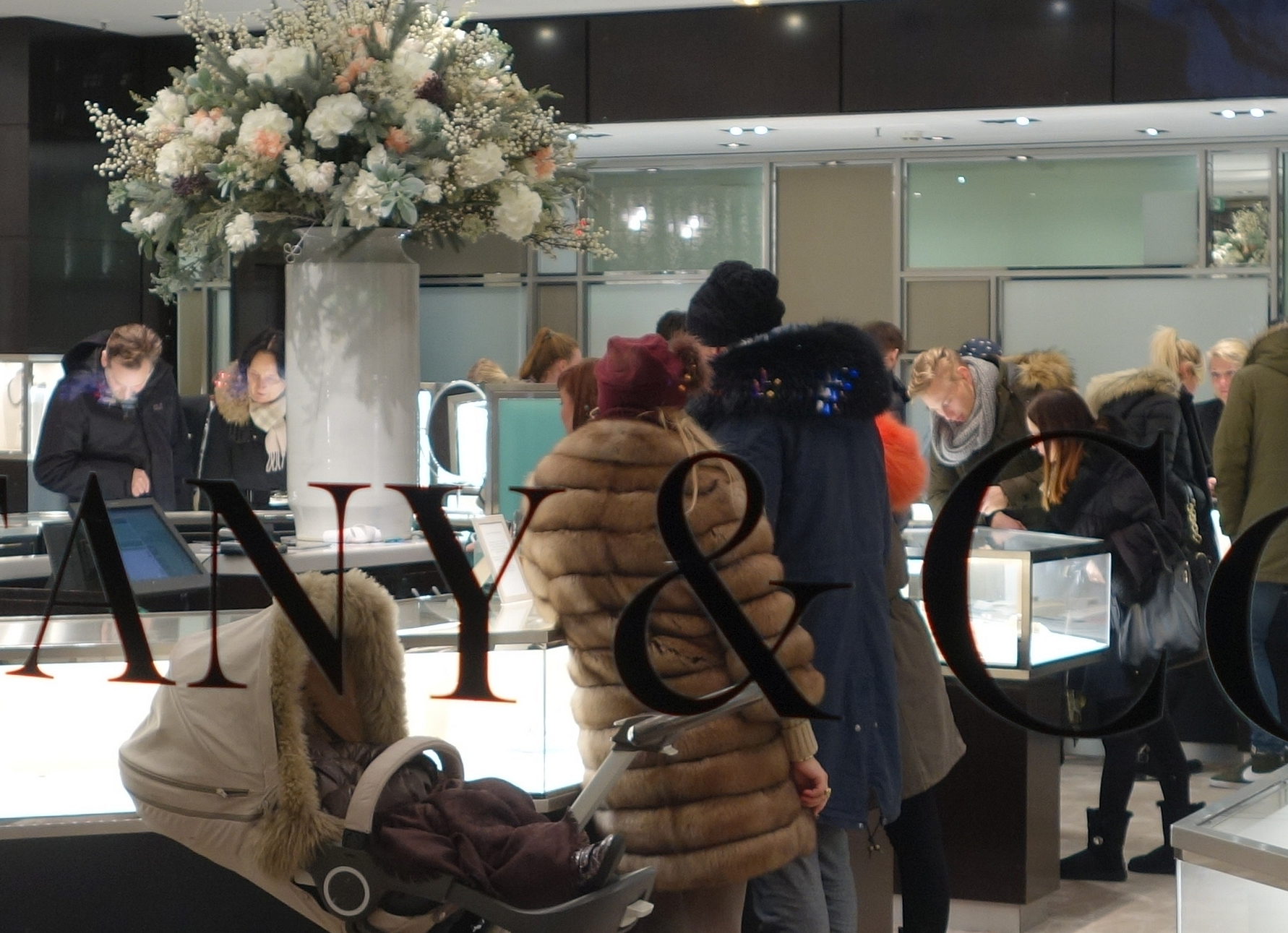
Kundin im Zobelmantel bei Tiffany auf der Königsallee (2016)

Während der Kürschner üblicherweise versucht, das gesamte Geschäft und den kompletten Service um den Pelz abzudecken, beschäftigte sich in Düsseldorf fast niemand mit dem Handel von Secondhandpelzen. Zu groß waren die Bedenken, dass der Kunde vermuten könnte, dass ihm anstelle eines neuen Pelzes ein getragenes Teil untergeschoben wurde. Gegen Ende des 20. Jahrhunderts wuchsen, vor allem durch Erbschaften, die Anfragen, was mit den überraschend erhaltenen, in manchen Fällen erheblichen Mengen Pelzwaren geschehen soll. Mehr und mehr Kürschner gaben dem nach und nahmen Kundenpelze bei einem Kauf in Zahlung. Meist wurden sie wohl an Zwischenhändler weiter verkauft, die sie vor allem in die europäischen Ostländer exportierten, andere dienten zur Reparatur und vielleicht auch zur Ergänzung bei der Umgestaltung der Kundenpelze. Den Einzelhandel mit dem An- und Verkauf und in Kommission genommener Pelze nahmen ansonsten Second-Hand-Firmen der Textilbranche und vereinzelt Spezialgeschäfte mit gebrauchten Pelzen wahr, die in der Regel auch eine kleine Werkstatt unterhielten. In Düsseldorf gab es einige wenige derartige Firmen, die wesentlichste war wohl bis 1999 Pelura (Abkürzung für „Pelze und Rauchwaren“) in Bahnhofsnähe, ein Firmenschild zeugte noch bis März 2019 davon. Die 1975 gegründete Firma, Geschäftsführer Heinz Borchert, hatte ihren Geschäftssitz im Februar 1982 von Hannover nach Düsseldorf verlegt. Von 2014 bis Anfang 2020 hatte der Oberhausener Kürschnermeister Frank Nies neben seiner Zweigstelle in Köln-Holweide eine Filiale auf der Düsseldorfer Corneliusstraße 3, die bevorzugt den An- und Verkauf getragener Pelze bewarb. Kürschnereien, die den Handel mit getragenen, aber modisch aktualisierten Pelzen betreiben, wie sie in einigen anderen deutschen Orten bestehen, gab es 2023 in Düsseldorf noch nicht.
Mit der Aufweichung von für solide Kürschner bisher ehernen Geschäftsprinzipien, kein Ankauf getragener Pelze, kamen auch weitere, bisher eher als unseriös angesehene Werbemethoden auf. Besonders hervor tat sich dabei der Kürschnermeister Udo du Bellier, in der Altstadt auf der Grabenstraße 7. Er lobte in Kundenanschreiben neben der Inzahlungnahme zum halben Neupreis im Jahr 1982 gleichzeitig einen handlichen Zweitfernseher für die Empfehlung eines Neukunden aus und empfahl 1984 eine Baubetreuungs-GmbH, für die er sich verbürgte.
Schon vor dem Zweiten Weltkrieg gab es in Düsseldorf eine Pelzzutatenhandlung, Musterkarten der Firma Carl Gentz, Cranachstraße 12 waren bei der Gerresheimer Kürschnerei Pelz-Orlob noch erhalten (→ siehe Karl Gentz). Nach dem Krieg gründete sich die Pelzzutatenhandlung K & B Karschinierow & Barkowsky auf der Fischerstr. 49. Bald als Gustav Karschinierow firmierend, jetzt auf der Vulkanstraße 13, belieferte man nicht nur die Düsseldorfer Kundschaft, sondern als zeitweilig größter deutscher Pelzzutatenhändler, mit eigener Pelzseidenweberei in Rheydt und einer Filiale in Frankfurt am Main, ganz Europa. Der Sohn Uriel Karschinierow (* 3. September 1938; † 1. Juli 2011) fuhr als Reisender seiner Firma mit den Mustern der Pelzzutaten bis nach Süditalien und Skandinavien. Durch Fehlinvestitionen und veränderte Ansprüche der Pelzverarbeitung ging die Firma Gustav Karschinierow in Konkurs, als Kleinstunternehmen führte Uriel Karschinierow sie noch einige Zeit weiter.

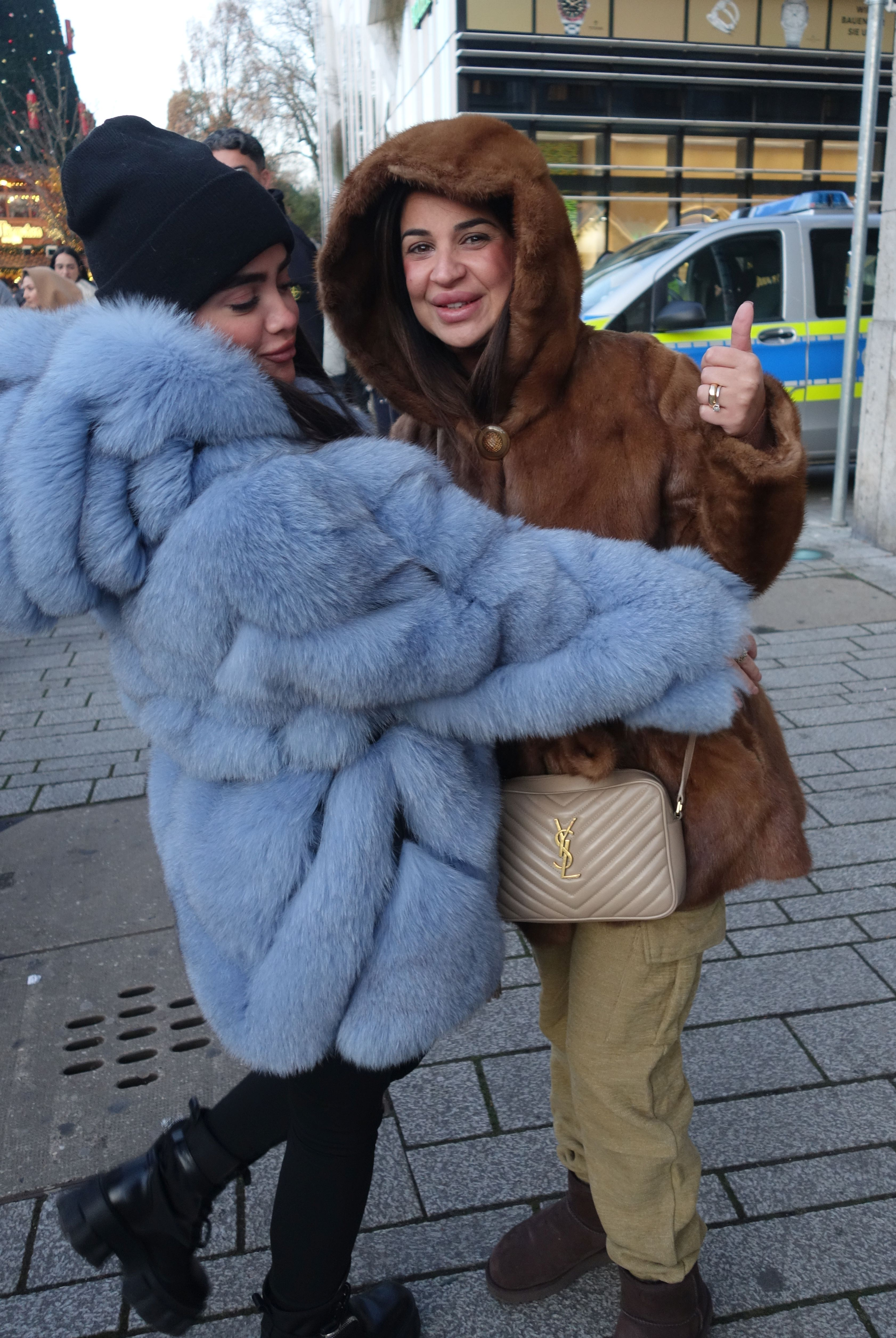
Passanten in Blaufuchs- und Kolinskymantel auf der Königsallee (2025)

Einige wenige Rauchwarenhändler, die Grossisten für den Fellhandel, waren in Düsseldorf ansässig. Ihre Abnehmer waren über Nordrhein-Westfalen und Deutschland verteilt, eventuell auch darüber hinaus, wohl nur in geringem Umfang bedienten sie die Düsseldorfer Kürschner. Eine Ausnahme bildete die Firma Erich Mantel auf der Stresemannstraße, bei der sich die Kürschner zuletzt vor allem ihre Zupasser besorgten, die Felle, die zur Reparatur und Ergänzung bei Umgestaltungen gebraucht werden. Gegründet wurde die Firma am 1. Juli 1930 durch Erich Mantel, „Handel mit Kürschnersortimenten aller gangbaren Artikel“. Erich Mantel (* 1912 in Breslau; † 1973) besuchte die Oberrealschule in Breslau. Er lernte bei Firma Bittmann in Breslau und war nach anschließendem Kriegsdienst für verschiedene Firmen als Reisender und Vertreter tätig. Die Vorgängerfirma seines in Düsseldorf eröffneten Großhandels war die Firma Jonni Wende auf der Kaiser-Wilhelm-Straße 18. Sie besaß neben dem Gründersitz in Hamburg, eine weitere Zweigstelle in Leipzig, Brühl 37/39. Philipp Manes erwähnte nach seinem Besuch in Hamburg im Sommer 1922 „Jonny Wende [hier mit y], der sein junges Geschäft mit seltener Tatkraft und Zielsicherheit zur besten Entwicklung gebracht hat und weit über Hamburgs Grenzen bekannt ist“. Während des Zweiten Weltkriegs führte die Ehefrau Erich Mantels die Firma weiter, die wegen Ausbombung fünfmal verlegt werden musste. Im Jahr 1952 hatte sich der Betrieb noch auf der Steinstraße 80 befunden. Nach dem Tod Erich Mantels leitete sein Neffe, der Rauchwarenhändler Dieter Cofalla (* 30. März 1936; † 27. Mai 2024), er war zwei Jahre zuvor in das Unternehmen eingetreten, die Firma bis zu seinem Eintritt in den Ruhestand.
Im Jahr 2024 bestehen noch zwei Pelzgeschäfte in Düsseldorf, Pelzmoden Elieser, Inhaberin Agnes Sragowicz, in Derendorf auf der Ulmenstraße 3 (an gleicher Stelle zuvor Pelzmoden Erika Völker), gegründet 1984 auf der Kölner Landstraße 118, inzwischen hauptsächlich Textilien führend, sowie die alteingesessene Kürschnerei, linksrheinisch in Oberkassel, die Halfmann Pelzmanufaktur auf der Luegallee.
Das zweite alte Unternehmen Pelzhaus Schenkenbach gab um die Jahreswende 2020/2021, während der Covid-19-Pandemie, den Betrieb auf. Eine weitere Kürschnerin, Elisabeth Fritzsche, Modeatelier Fritzsche, etwas versteckt gelegen in Düsseldorf-Golzheim, Felix-Klein-Straße 1, hatte ihr Geschäft bereits nach einem Räumungsverkauf zum 31. März 2019 geschlossen. Die Kürschnerinnung Düsseldorf löste sich etwa Ende 2019 auf; der einzige im Jahr 2021 bestehende Kürschnerbetrieb wechselte zur Maßschneider-Innung Düsseldorf.
Das in Frankfurt am Main von Jannik Weich (* 1993) und David Kuttschrütter gegründete Unternehmen Weich Couture Alpaca, Weich-Textil GmbH vertreibt Produkte aus selbst importiertem peruanischem Alpakafell in zeitweilig angemieteten Pop-Up-Stores verschiedener Großstädte. Im September beteiligte sich der Investor Peter Pohlmann an dem Start-Up der Weich-Textil GmbH. Im Jahr 2019 eröffneten sie ihren ersten Pop-Up-Store im Düsseldorfer Sevens Center, der 2020, ebenfalls nur für kurze Zeit, in die Kö-Galerie umzog. Ihre Produkte werden zunehmend vom allgemeinen Einzelhandel vertrieben.(Stand 2024)
Im Jahr 2022 eröffnete Mahi Degenring, eine Designerin mit persischen Wurzeln, einen Flagship-Store im ehemaligen Brioni-Shop im Kö-Center. Von 2005 bis 2011 hatte sie zuvor in Düsseldorf-Kaiserswerth die exklusive „Modevilla“ betrieben, „ein livrierter Portier übernahm Wagen und geleitete die Kundin über einen roten Teppich in die Räume“. Ihr Atelier befindet sich in der Homburger Papiermühle in Nümbrecht, oberbergischer Kreis. Anfang 2024 warb sie mit einer „Pelzetage auf der Königsallee“ und bot gleichzeitig Pelzänderungen an. Im Februar 2025 verkündete Mahi Degenring die Aufgabe der Düsseldorfer Dependence, jährliche Ladenmiete knapp 150.000 Euro.

### Liste der Obermeister der Düsseldorfer Kürschner-Innung seit 1934

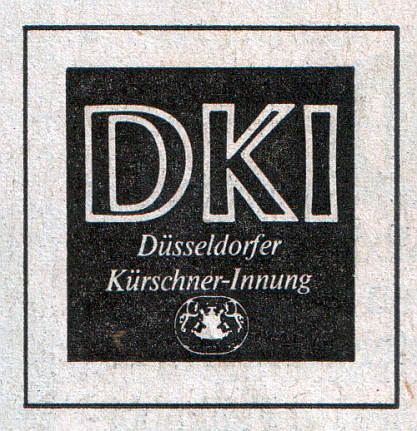
Innungs-Logo

1) 1934 – 1. Juni 1945 Franz Häupler

2) 1. Juni 1945 bis 9. Februar 1951 Carl Langner

3) 9. Februar 1951 bis 19. Mai 1954 Franz Häupler
4) 19. Mai 1954 bis 10. September 1967 Hubert Wolff

5) 24. Mai 1968 bis 18. Mai 1972 Karl Heinz Schäfer

6) 18. Mai 1972 bis 24. April 2008 Fred Vesterling
7) 24. April 2008–2014 Alexander Slupinski

8) 2014-2019 H.-Bernd Schenkenbach

Innung aufgelöst.

## Bedeutende Düsseldorfer Kürschnereien (Auswahl)

### Bisegger und Bisegger-Kühn

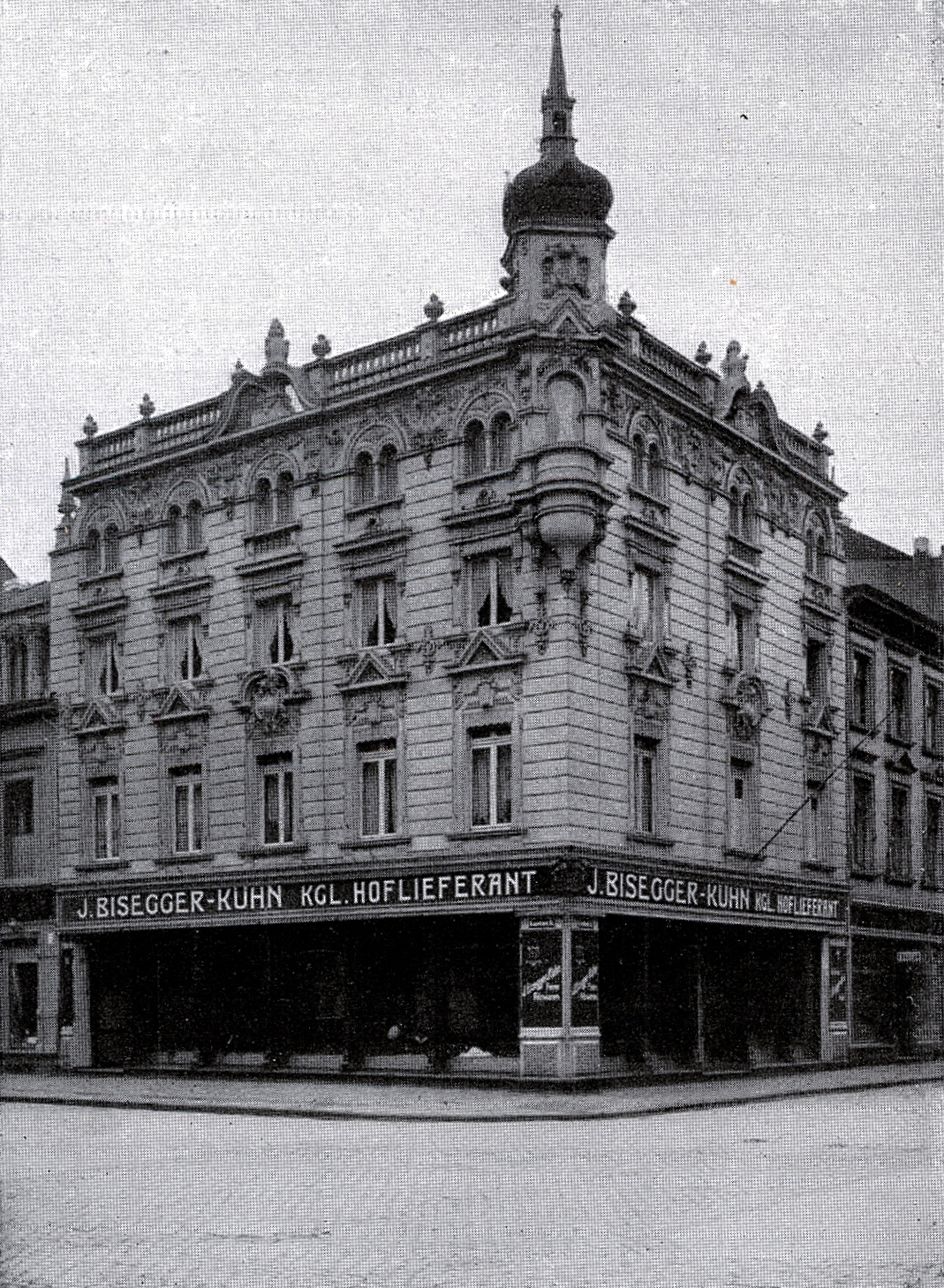
Bisegger-Kühn, Geschäftshaus Ecke Kasernen- und Grabenstraße

Bereits 1870 ist im Düsseldorfer Adressbuch die Pelzhandlung Bisegger im Zentrum der Düsseldorfer Altstadt, auf der Flingerstraße 21 verzeichnet. Ihr erster Inhaber war der Kürschnermeister Johannes Bisegger (* 12. Februar 1841 in Kirchberg, St. Gallen; † 15. November 1904). 1890 ist unweit der bisherigen Adresse, auf der Casernenstraße 11, Johannes Bisegger und als Inhaberin der Pelz-, Hut- und Schirmhandlung seine Ehefrau Josefine Wilhelmine geb. Kühn (* 18. Nov. 1841 in Aachen; † 12. Oktober 1905) im Adressbuch eingetragen.
Im Jahr 1905, nach dem Tod Johann Biseggers, ging die Firma an den Sohn Arnold Bisegger-Kühn über. In der Düsseldorfer Theater Rundschau von 1913 empfahl sich der Hoflieferant Bisegger-Kühn, gegründet 1868, weiterhin auf der Kasernenstraße 11, Ecke Grabenstraße mit dem Angebot feiner Pelzwaren sowie der Aufbewahrung von Pelzwaren und dem Verkauf von Schirmen und Stöcken.
Arnold Bisegger (* 18. Januar 1874 in Düsseldorf; † 13. November 1936; verheiratet mit Maria geb. Decker, 1882–1968) fand 1924 in der Branche Erwähnung, als er auf dem Rheinisch-Westfälischen Kürschnertag erfolgreich für eine Studienreise deutscher Pelzbranchenangehöriger nach den USA warb (die gewünschten Zuschüsse wurden bewilligt). Zusammen mit seinem Düsseldorfer Kollegen Franz Häupler reiste er anschließend im Rahmen der Studienreise deutscher Kürschner und Pelzfabrikanten im Jahr 1924 in die USA. Bis zur Gleichschaltung im Jahr 1934 leitete Arnold Bisegger neben dem Vorsitzenden Adolf Feldmann, sowie Adolf Doll (Berlin) und Gustav Henke den Reichsbund der Kürschner- und Mützenmacher Deutschlands.
Im Jahr 1953, zumindest noch bis 1957, hatte die Firma Bisegger-Kühn einen Eintrag im Fachadressbuch auf der Alleestraße 38, der heutigen Heinrich-Heine Allee, im Gebäude des Luxushotels Breidenbacher Hof. Wohl anschließend residierte dort die erste Düsseldorfer Zweigstelle des Berliner Pelzhauses Herpich. Im Jahr davor, 1956, war einmalig neben Bisegger-Kühn auf der Alleestraße E. G. Bisegger auf dem Kaiser-Wilhelm-Ring im Fachadressbuch verzeichnet.
Hanns Bisegger war der Sohn des früh verstorbenen Düsseldorfer Kürschnermeisters Adolf Bisegger, der Vorsitzender des Bezirksverbands der Kürschner in Nordrhein-Westfalen war. Hanns besuchte das humanistische Gymnasium in Düsseldorf, um dann an den Universitäten Leipzig und München, Paris und Montpellier Jura zu studieren. Eigentlich wollte er Diplomat werden, er übernahm später das Amt eines Konsuls. Auf Drängen seines Vaters erlernte er jedoch die Kürschnerei und trat in das elterliche Pelzgeschäft ein. 1928 legte er nach der Ausbildung im Pelz- und Textilhandel die Gesellenprüfung und 1930/31 in Düsseldorf die Meisterprüfung ab. 1936 übernahm er in Berlin zusammen mit Ludwig Ringelhan aus Hannover das „Modeamt für Pelze“. Nach der Betätigung als Einkaufs- und Abteilungsleiter im In- und Ausland, in Berlin in den Häusern Kersten und Tuteur und mehrjähriger Tätigkeit bei C. A. Herpich Söhne, eröffnete er 1938 in Berlin ein eigenes Engros-Geschäft und den Pelzsalon der Wiener Firma Peniczek & Rainer auf der Straße Unter den Linden 75, neben dem Hotel Adlon. Als die Berliner Filiale der hochangesehenen Firma „in andere Hände übergehen sollte, kam er einzig in Betracht. Nur er war befähigt, dem repräsentativen Pelzgeschäft der Reichshauptstadt in dem bisherigen Rahmen vorzustehen.“ Was der jüdische Branchenkollege Philipp Manes mit „in andere Hände übergehen“ vorsichtig umschrieb, war die Enteignung und Arisierung des Betriebs mit bis dahin jüdischstämmigen Inhabern.
In Berlin eröffnete er zwei große Pelzsalons, 1940 den zweiten am Kurfürstendamm 230. In Berlin am Kurfürstendamm hatte die Firma Hanns Bisegger ein exklusives Geschäft in einem Neubau, das den schönen Laden von Edelpelze Berger an „Raumkunst noch weit übertroffen“ hat. Philipp Manes schrieb, unmittelbar bevor er als Jude in das Konzentrationslager Theresienstadt verschleppt und kurz vor Kriegsende im Konzentrationslager Auschwitz ermordet wurde:

„Endlich haben wir das »Pelzpalais«, das sich unsere Branche seit Jahren gewünscht.
Im Eckhaus der Kommandantenstraße in Berlin-Mitte gründeten Hanns Bisegger und seine Ehefrau im Jahr 1936 in Berlin ihre eigene Firma. In den ersten Jahren gab es noch keine der durch die folgende Kriegszeit bedingten Warenbeschränkungen, ‚er konnte noch frei kaufen und Material wählen, wie es seinem feinen Geschmack zusagte, dem das Beste gerade gut genug schien‘. Er verstand es von Anfang an, dem Unternehmen eine sich von anderen Pelzgeschäften abhebende eigene Note zu geben, und zwar ‚durch die erlesene Form und Qualität seiner Erzeugnisse. So gestaltete sich jedes Stück, das aus seinen Händen hervorging, zu einem wirklichen Modell, das einmalig war. […] Hanns Bisegger brachte die Eignung mit, an erster Stelle zu stehen, nicht nur besaß er die fachlichen Qualitäten, auch seine ganze Persönlichkeit, die Würde und ernste Zurückhaltung seines Wesens machten ihn für den Posten als Führer der Branche gleichsam vorherbestimmt.‘ Bereits ein Jahr darauf, 1937, exportierte die Firma ‚sehr bedeutend‘.
Mit auserlesenem Geschmack eingerichtet, sehr ruhig und vornehm, gedämpfte Farben des Teppichs, der Vorhänge und der Sessel, der Wände. Alles unaufdringlich, zweckmäßig, doch in jedem kleinsten Gerät erkennt man die Hand des Künstlers, der hier seinen eigenen Stil dokumentieren konnte.
Und das ist während des Krieges im Winter 1940/41 geschaffen worden. Hier ist die junge Generation am Werk, die aus eigenem Können heraus mutig sich an das Grösste heranwagt. und gar mancher Kürschner in der Provinz kann sich ein Beispiel an der Bisegger’schen Einrichtung nehmen, wie man einen schönen Verkaufsraum auch mit eigenen Mitteln – Material und Form richtig angewandt – schaffen kann.
[…] Vielleicht ist das Beispiel Hanns Bisegger der Beginn einer neuen Epoche für die Detailgeschäfte der Reichshauptstadt.“

Im Jahr 1946, nach Ende des Krieges und nach Verlust der Berliner Pelzunternehmungen ging Hanns Bisegger nach Nordrhein-Westfalen und errichtete in Bielefeld eine neue Firma, aus der die Firma Jobis (JOhannes BISegger) hervorging. 1957 gehörte die Firma zu den führenden Unternehmungen der Branche und beschäftigte etwa 1000 Arbeitnehmer. Das Berliner Geschäftslokal befand sich jetzt auf dem Kurfürstendamm 36, wo auch während den „Berliner Durchreisen“ die Jobis-Kollektionen vorgeführt wurden. Johannes Bisegger war Mitbegründer der Düsseldorfer Modemesse Igedo. Das Unternehmen Jobis fertigte Damen-Kostüme, -Wollmäntel und -Popelinemäntel. Im April 1953 nahm Johannes Bisegger auch das Berliner Pelzunternehmen wieder auf, jetzt mit Sitz in Bielefeld, wo eine Straße nach ihm benannt wurde. Niederlassungen erfolgten in Berlin, Frankfurt und Düsseldorf.
Die Textilkollektion der Marke Jobis verkörperte einen klassischen Modestil im besonders hochwertigen Genre. Bereits in den 1950er Jahren führte man anspruchsvolle Kostüme, in den 1980er Jahren kamen Blazer und Kleinkonfektion, wie Röcke, Blusen, Hosen und Strick hinzu.

### Pelz Buchheim

Pelzmoden Buchheim, noch in Langensalza
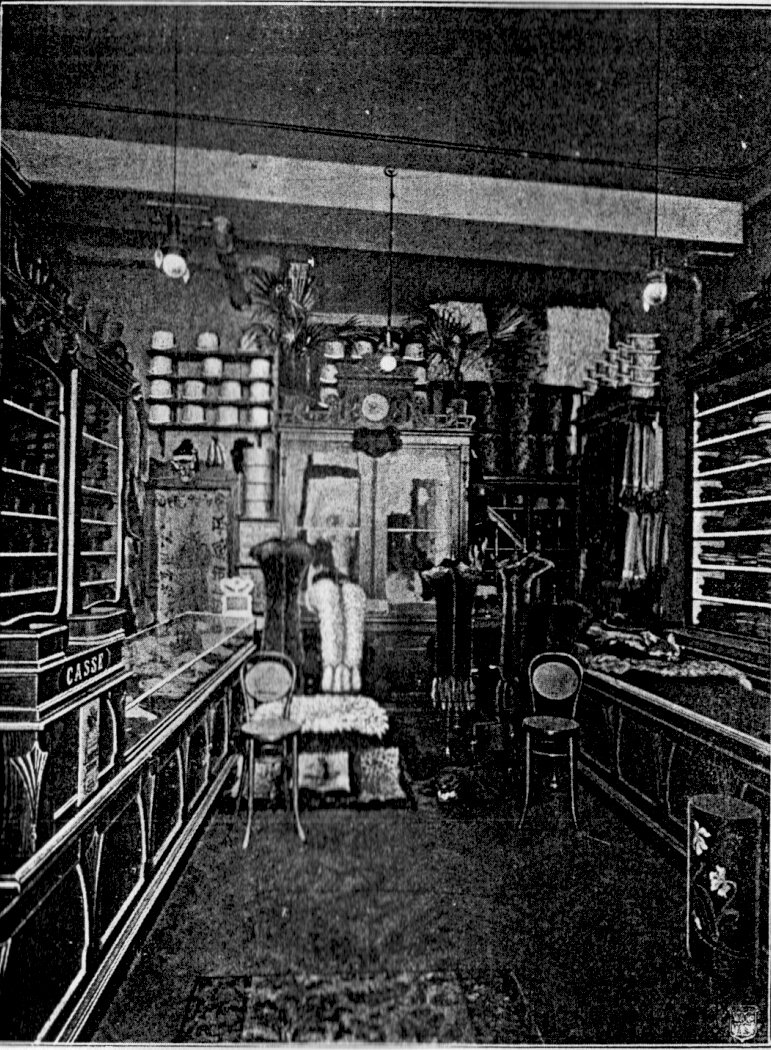
Das Ladeninnere 1907
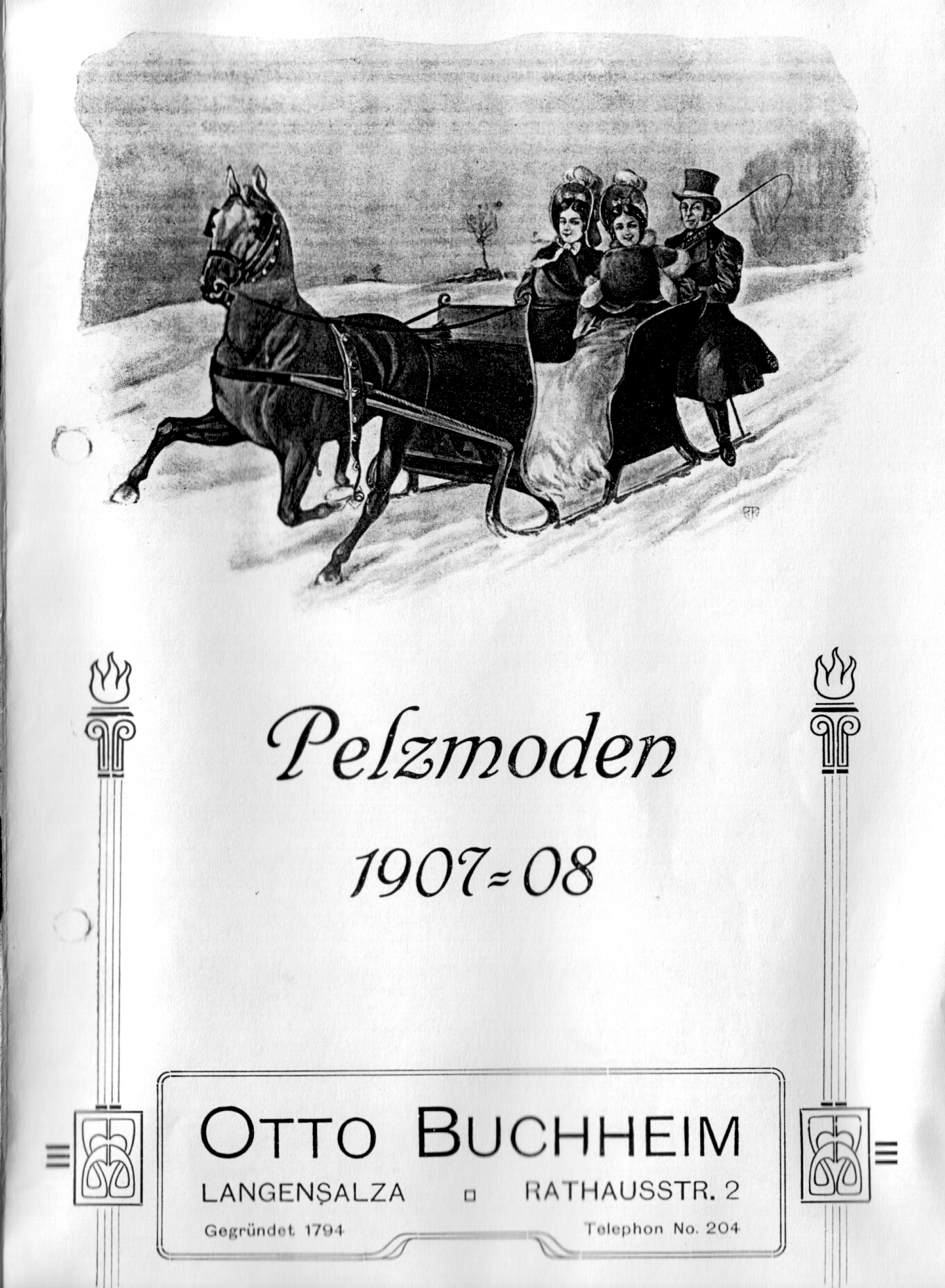
Prospekt von 1907

Die zum Schluss in Düsseldorf ansässige, kleine, eher unauffällige Kürschnerei Buchheim hatte eine lange Tradition. Ihr Firmengründer war Karl Gottlieb Buchheim, der sich 1794 in Langensalza selbständig gemacht hatte. Im Jahr 1924 besuchte Philipp Manes einen der Nachfolger, den Kürschner Otto Buchheim in Langensalza. Er fand ein ausgezeichnet organisiertes Geschäft vor, mit großen, modernen, schön eingerichteten Räumen, das neben Pelzwaren eine besondere Herrenabteilung führte. Besonders beeindruckte ihn die Kundenwerbung, die wegen der geringen Größe des Ortes auch weiter weg wohnende Kunden ansprechen musste, wenn auch in früheren Jahren die reichgewordenen Bauern viel Geld für Pelze ausgegeben hatten. Zum einen ließ der Inhaber und seine „geschäftstüchtige Gattin mit sicher wirkendem Geschmack“ einen Prospekt drucken, dessen Bilder ein „eigenartiger Künstler“ gestaltete. Aber man machte auch Werbung, „und zwar in einer ganz neuen, eigenartigen Form. Er ließ einen Werbefilm in Berlin anfertigen. In Form einer Modenschau wurden die Aufnahmen gemacht und in allen Lichtspielhäusern von ganz Thüringen gezeigt. Der Erfolg war selbstverständlich ausgezeichnet, und der Name der Firma wurde weit über Thüringens Grenzen hinaus bekannt“.
Das Geschäft ging an den Sohn Karl Eduard Buchheim über, dessen Nachfolger war in direkter Folge Karl Hermann Buchheim. Dieser verlegte das Unternehmen 1868 von Langensalza nach Eisenach in Thüringen, wo bessere Voraussetzungen für das Verkaufsgeschäft bestanden. Dessen Sohn, Karl August Buchheim (* 21. Januar 1907 in Eisenach; † 6. Dezember 1991 in Düsseldorf), erlernte das Kürschnerhandwerk in Frankfurt am Main. Nach der Lehrzeit von 1924 bis 1927 ging er erst einmal in das elterliche Geschäft, dann zu zwei weiteren Fortbildungsjahren nach München, mit Unterbrechungen anschließend in die Schweiz, nach Rapperswil und Zürich. Seine Meisterprüfung legte er 1932 in Leipzig nach dem Besuch der Deutschen Kürschnerschule ab. Im Jahr 1937 übernahm er das Geschäft in Langensalza. Im darauffolgenden Jahr heiratete er Charlotte Pfau, Tochter des Schuhhandelskaufmanns Artur Pfau, Eisenach. Aus der Ehe gingen drei Kinder hervor, 1934 die Tochter Inge, die später in der Nähe Düsseldorfs wohnte, 1938 der Sohn Karl-Heinz und 1943 Sohn Günter.
Karl Buchheim (* 1907) übernahm 1983 das Eisenacher Unternehmen. Im Jahr 1943, während des letzten Weltkriegs, ist der Betrieb dort auf der Schlageterstraße 1, der vorherigen Goldschmiedenstraße, und unter Hainweg 3 im Adressbuch verzeichnet. Kriegsbedingt war das Geschäft jedoch zum Erliegen gekommen.
Karl Buchheim kehrte erst 1950 aus sowjetischer Kriegsgefangenschaft zurück und ging nach Düsseldorf. Nachdem auch die Familie aus der Sowjetischen Besatzungszone nach Düsseldorf übergesiedelt war, machte der Senior Karl August nach langem Warten auf eine günstige Gelegenheit und Beschäftigung als Kürschnermeister in verschiedenen Betrieben sich dort am 1. Februar 1958 wieder selbständig. Im Jahr 1957 übernahm er auf der Kopernikusstraße 26–30 einen Betrieb, von wo aus er 1960 auf die Kirchfeldstraße 64 umsiedelte. Am 1. Juli 1963 ging er zusätzlich in das bisherige Ladenlokal des Kürschnermeisters O. Hartig auf der Collenbachstraße 3, das seine Frau als Filiale leitete. Im Jahr 1969 musste er mit seinem Hauptbetrieb wegen eines Neubaus erneut umziehen, zur Talstraße 99. Die Gebäude Kirchfeldstraße und Collenbachstraße befanden sich 1994 im Familienbesitz. Vor 1972 beschäftigte man durchschnittlich acht bis zehn Fachkräfte. Eine weitere zwischenzeitliche Betriebsstätte bestand Am Dreieck in Düsseldorf-Pempelfort.
Der Sohn Karl-Heinz Buchheim (* 22. März 1938), die sechste Kürschnergeneration, bekam in Düsseldorf eine Lehrstelle bei dem Kollegen Klaus Boddenberg, Königsallee 18. Im Jahr 1967 legte er seine Meisterprüfung ab. Noch zu Lebzeiten seines Vaters übernahmen er und seine Ehefrau Angelika die Leitung der Firma. Im Jahr 1982 besaß der Betrieb keine Schaufenster, sondern, wie es im Mai 1962 anlässlich der Verleihung des „Goldenen Meisterbriefes“ der Handwerkskammer zum 60-jährigen Berufsjubiläum hieß: „die Tüchtigkeit und das Fachwissen sorgen durch Mund-zu-Mund-Propaganda für das weitere Fortbestehen der Kürschnerei mit nur Eigenanfertigungen für die Kundschaft“. Dabei verfügte das Unternehmen jedoch „über eine große Werkstatt und viele Fachkräfte“. Das letzte kleine Ladenlokal auf der Bilker Allee 211 hatte dann wieder eine Fensterauslage. Alle wechselnden Adressen waren keine typischen oder gar exklusiven, für ein Pelzgeschäft vermuteten Geschäftslagen. Um 1988 machte auch die Tochter Andrea eine Kürschnerlehre. Sie wäre in der achten Kürschnergeneration die erste Frau an der Firmenspitze gewesen. Jedoch bereits 1994 beschäftigte man nur noch eine zusätzliche Mitarbeiterin, im Jahr 2000 erschien eine Anzeige zum Verkauf des Betriebs.
Der dritte Sohn von Karl August, Günter Buchheim, war in 7. Generation in der Branche als Rauchwarenkaufmann und Pelzkonfektionär tätig. Er lernte im Düsseldorfer Pelzgroßhandelsunternehmen Hans Strelow (* 1924; † 11. April 1981 in Düsseldorf; offizielle Firmenauflösung 1984). Am 1. Juli 1980 machte er sich mit einem Rauchwarengroßhandel auf der Bülowstraße 3 selbständig, seine Mutter Charlotte war zuvor unverhofft verstorben.

### Feilitsch Pelze Avantgarde

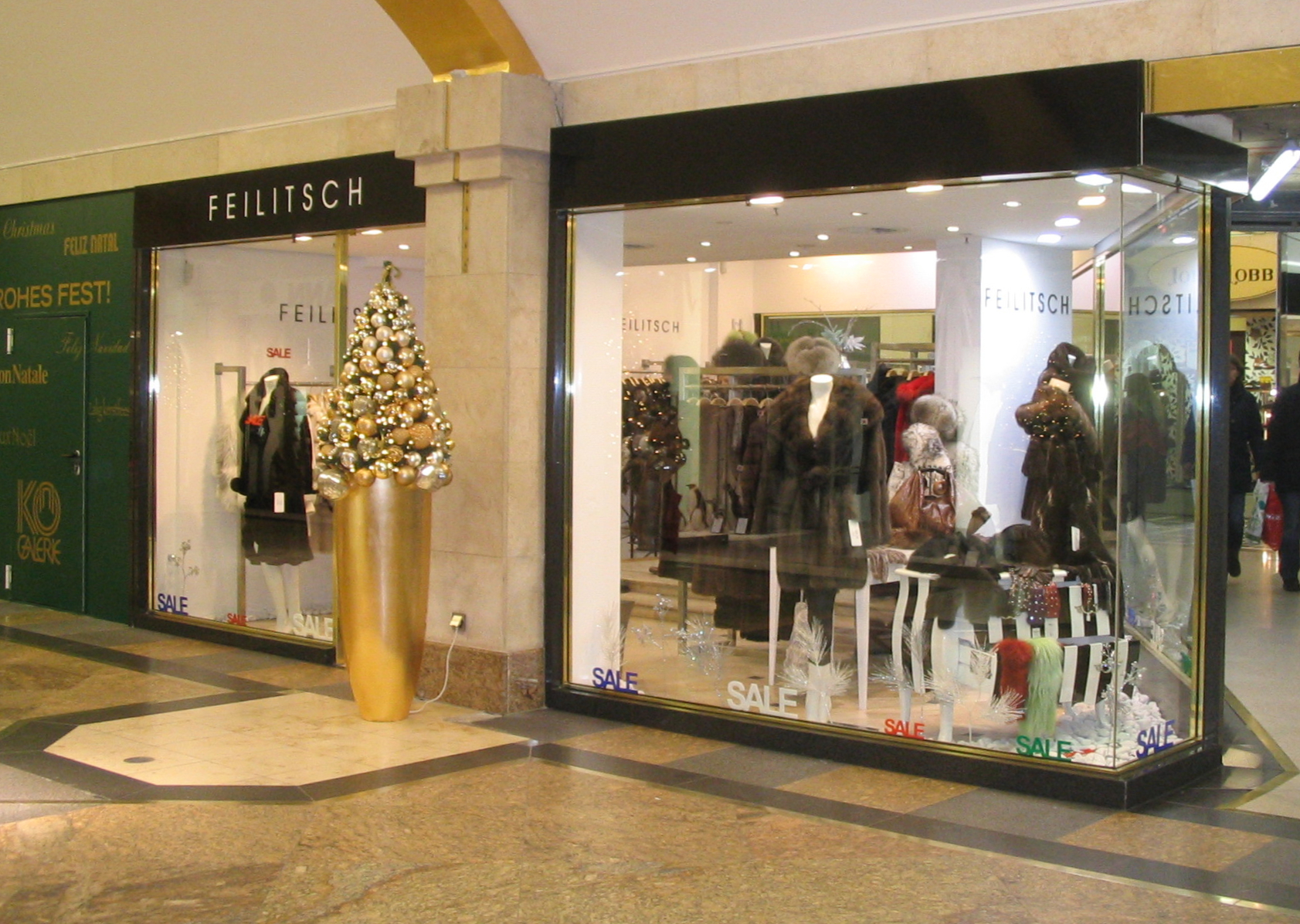
Feilitsch (Kö-Galerie, 2011)

Helmut Feilitsch (* 25. Mai 1926 in Leipzig; † August 2005 in Thailand) begründete seine Selbständigkeit als Kürschner 1951 in Frankfurt am Main. Seine Mutter, Ilse Feilitsch, geboren in Leipzig, „die gute Seele des Geschäfts in der Düsseldorfer Straße in Frankfurt, […] in der Branche sehr bekannt und geachtet“, starb 1994 im 96. Lebensjahr. Als er 1990 nach Düsseldorf kam, hatte er sich in Frankfurt am Main bereits als herausragender Fachmann mit zudem ausgefallenen Ideen einen besonderen Ruf in der Pelzbranche erworben. Schon sein Lehrabschlusszeugnis mit dreimal „sehr gut“ hatte Aufsehen erregt, beim Bundeswettbewerb der Kürschnerjugend wurde er 1. Bundessieger, auch seine Fachprüfung hatte er als Bundessieger abgeschlossen. Sofort anschließend machte er sich als Lohnkürschner selbständig und arbeitete sich schnell zu einem der führenden Kürschner hoch. Sein erstes Detailgeschäft bezog er 1959 im Frankfurter Carlton-Hotel. 1974 und 1975 konnte er zwei neue, exklusive Läden eröffnen, für seinen Konfektionsgroßhandel ein Ladenlokal mit Showroom, den zweiten im Juni des Jahres in der Niddastraße 67, im Jahr 1986 einen weiteren in Wiesbaden. Beim jährlichen Leistungswettbewerb des Kürschnergewerbes war er zeitweilig gleich Bester in mehreren Ausschreibungsgruppen. Aufsehen hatten dort seine Nerzmäntel in Pfauenfederoptik erregt, die er durch eine aufwändige Arbeitstechnik erzielte. Sportlich, häufig auf einem Rennrad unterwegs, nahm er mit guten Ergebnissen an zahlreichen Marathon- und anderen Laufwettbewerben teil. Beim Taunus-Triathlon im Juli 1985 war er unter den 130 Startern der mit Abstand älteste Teilnehmer.
Sein kleines Ladenlokal auf der Düsseldorfer Straße lag direkt am Durchgang zur Niddastraße, zu der Zeit ein Zentrum des deutschen und internationalen Fell- und Pelzkonfektionshandels. Man sagte ihm nach, dass, wenn etwas nicht vorrätig war, er die Kundin bat, etwas zu warten, er ginge eben mal an sein Lager. Von den benachbarten Konfektionsfirmen konnte er dann, durch die Hintertür, Pelze in beliebiger Art und Menge vorlegen.
Auch für seinen Düsseldorfer Einzelhandel hatte Helmut Feilitsch später eine ausgefallene, ganz neue Idee. Auf der Königsallee hatte ein Auktionshaus aufgemacht, das den ganzen Tag über bis in die Nacht in einem Ladenlokal Auktionen veranstaltete, mit Antiquitäten und vor allem mit Orientteppichen. Als Auktionshaus war es nicht an die damals noch rigiden Öffnungszeiten gebunden. Die Versteigerungen hatten einen hohen Unterhaltungswert und die Räume waren überaus gut besucht, zeitweilig waren sie übervoll. Helmut Feilitsch mietete sich in einer Nische des Ladens ein und hatte in „seinem“ fast immer vollen Laden einen regen Zuspruch. In unmittelbarer Nähe befanden sich die Pelzfirmen Slupinski und Lipsia, etwas weiter entfernt unter anderem Georg Krampe, Wolff und Schenkenbach. Als Erstes ließen die Mitbewerber der Firma Feilitsch untersagen, länger als gesetzlich zulässig ihren Verkaufsstand offen zu halten. Im Oktober 1991 erwirkte die Kürschnerinnung Düsseldorf vor dem Landgericht ein Urteil gegen Helmut Feilitsch, in dem ihm, ohne eine Werkstatt zu besitzen, die Behauptung untersagt wurde, er verkaufe Ware aus seinem eigenen Atelier. Aus den Prozessunterlagen geht hervor, dass Helmut Feilitsch am 30. November 1988 aus der Frankfurter Handwerksrolle ausgetragen wurde und jetzt nur noch einen Pelzeinzelhandel in Düsseldorf unterhielt.
Später bezog die Firma Feilitsch GmbH Verkaufsräume in der Kö-Galerie, Königsallee 58. Das Unternehmen wurde von Helmut Feilitschs Stiefsohn Patrick Gabriel (* 19. September 1965) und Manuela Gabriel weitergeführt. Ende des Jahres 2014 erfolgte ein Räumungsverkauf wegen „Geschäftsaufgabe in der Kö-Galerie“. Nach eigenen Angaben beschäftigten Patrick und Manuela Gabriel zu der Zeit 7 Angestellte und 20 Personen in der Produktion. Ende 2015 bis Ende Januar 2016 erschien die Firma noch einmal für eine Wintersaison, wieder in der Kö-Galerie, auf der ersten Etage in schwieriger Geschäftslage mit nur geringer Laufkundschaft. Im Jahr 2017 war die Feilitsch GmbH, Brühler Weg 5a, 40667 Meerbusch, mit einem Verkaufsstand auf der Düsseldorfer Messe „Boot“ präsent.

### Halfmann Pelzmanufaktur

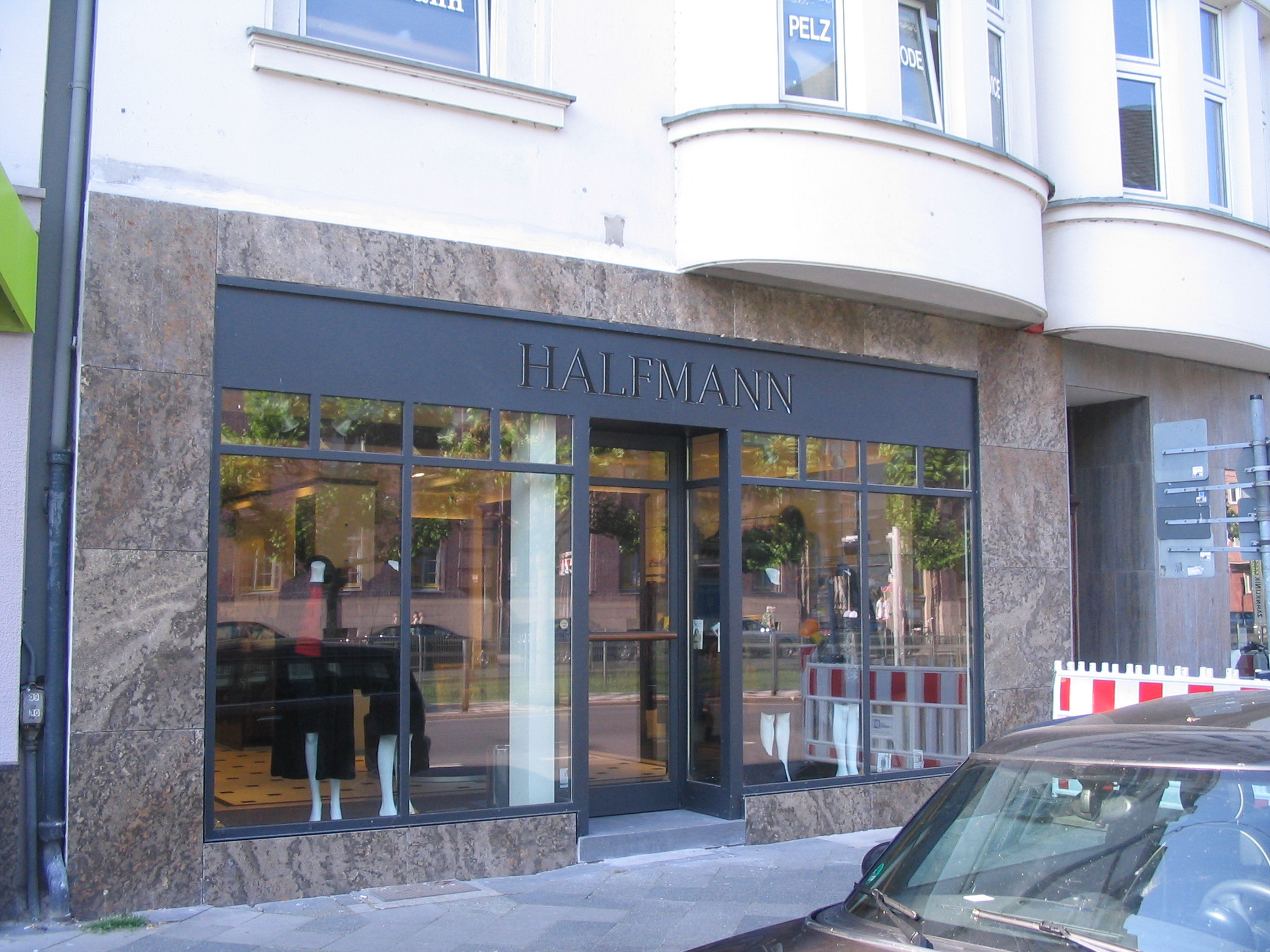
Halfmann Pelzmanufaktur (2013)

Die Halfmann Pelzmanufaktur, bis März 2013 Pelzatelier Halfmann, befindet sich in Oberkassel, das ist das links des Rheins, der Altstadt gegenüberliegende Stadtviertel. Hier und im Umland wohnt ein überdurchschnittlich großer Anteil wohlhabender Bürger. Die Geschäftsräume sind, nach einem sehr kurzen Beginn in der Dominikanerstraße 12, seit Anbeginn auf der Luegallee 49, der Haupt- und Geschäftsstraße der linken Rheinseite. Im Jahr 1971 wurde erwähnt, dass es nach wie vor das einzige Fachgeschäft seiner Branche in Oberkassel sei. Man sagt den Oberkasseler Bürgern nach, dass sie nicht gerne über den Rhein fahren, sondern lieber in ihrem Stadtteil einkaufen. So haben sich im Jahr 2019 hier noch viele weitere inhabergeführte Spezialgeschäfte behaupten können.
Das Düsseldorfer Adressbuch des Jahres 1856 führt sieben Personen mit dem Namen Halfmann auf. Auffallend ist, das drei davon Näherinnen und eine Putzmacherin waren, also bereits in der Bekleidungsbranche tätig waren.
Das Pelzgeschäft Halfmann mit angeschlossener Kürschnerei wurde im Oktober 1932 von Kürschnermeister Alfred Halfmann gegründet, nachdem er, unter anderem in Leipzig, entsprechende Fachkenntnisse und Erfahrungen gesammelt hatte. Im Jahr der Gründung belegte es nur die Hälfte der heutigen Fensterfront, im rechten Teil des heutigen Ladenlokals befand sich eine Kleiderpflege.
In der nächsten Generation führte das Unternehmen Rolf-Dieter Halfmann (* 6. April 1934). Seine Lehre hatte er in einem namhaften Duisburger Branchenbetrieb absolviert, im September 1963 legte er die Meisterprüfung ab. Als er den Betrieb Anfang 1969 übernahm, ließ er das Ladenlokal noch im selben Jahr nach modernen Gesichtspunkten umbauen. Die Werkstatt, die sich bis dahin im gegenüberliegenden Haus befunden hatte, zog in die erste Etage oberhalb des Geschäfts um. Anfang 2023 waren dort, neben dem Firmenchef, drei Mitarbeiter beschäftigt.
Der heutige Inhaber ist der Kürschnermeister Guido Halfmann (* 24. Oktober 1962), der Enkel des Firmengründers. Guido Halfmann führt das Geschäft in dritter Generation. Mit der Aktualisierung des Firmennamens im Jahr 2013 erfolgte eine völlige Umgestaltung des Ladenlokals und der Schaufensterfront. Der Sohn Robin erlernte ebenfalls das Kürschnerhandwerk und arbeitete zeitweilig im elterlichen Betrieb.Stand Januar 2023

### Franz Häupler

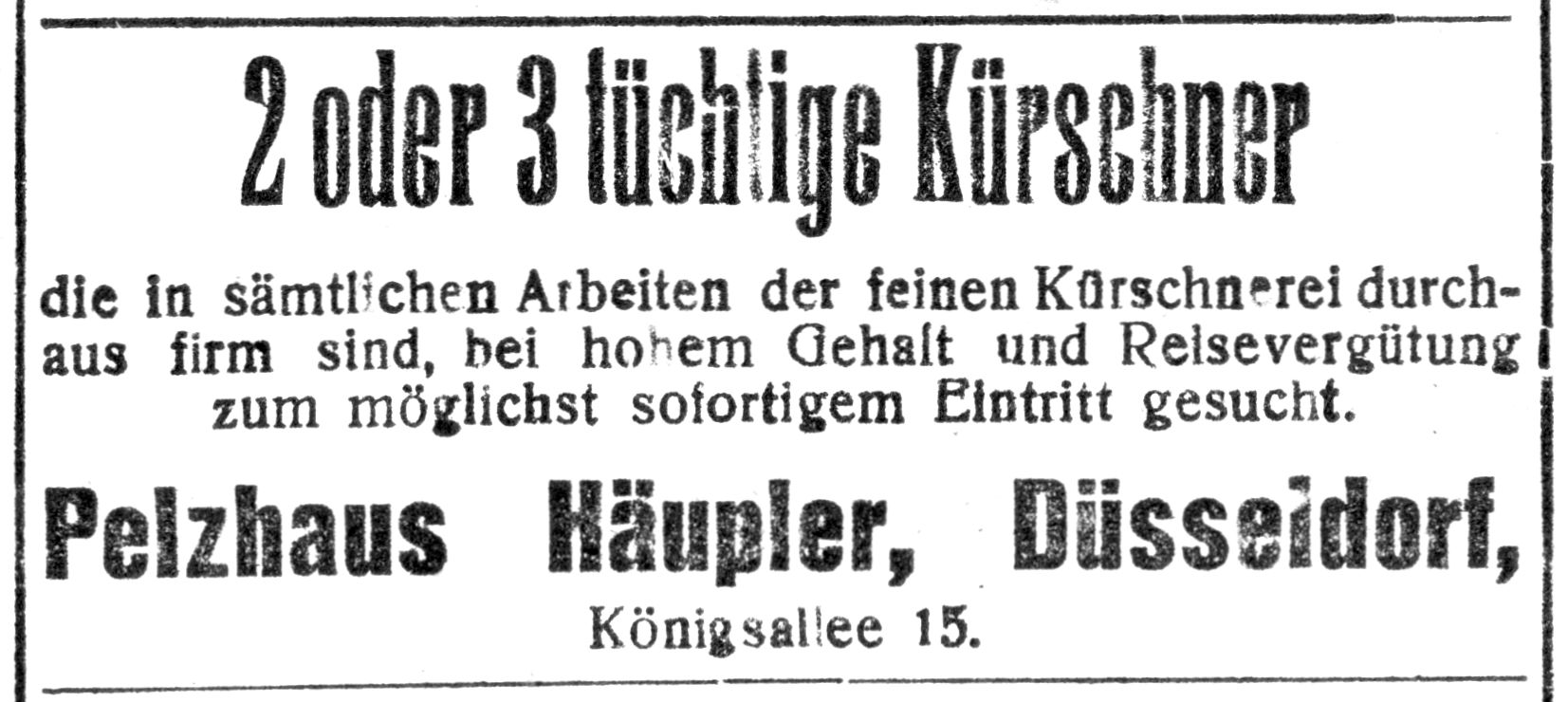
Stellenangebot des Pelzhauses Häupler (1922)

Das Pelzhaus Häupler hatte sein Ladenlokal von 1922 bis 1957 neben dem Palasthotel Breidenbacher Hof, Königsallee 15. Etwa Anfang der 1960er Jahre ist das Pelzhaus Franz Häupler e. K. im Handelsregister erloschen.
Um 1916 hatte Franz Häupler das bereits hier befindliche Pelzhaus Linthout übernommen. Zehn Jahre zuvor, 1906, war die Johann Linthout G.m.b.H. unter der Rubrik „Naturalien-Präparator“ noch unter der Altstadt-Adresse Grabenstraße 19 verzeichnet. Johann Linthout war mit Eugenie Wilhelmine, geborene Malkowsky, verheiratet.
1908 waren die Eigentümer des Hauses Königsallee 15 mit Pelzwarenfabrik Eugenie Linthout und Johann Linthout. 1906 hatte es noch der Witwe eines Hugo Schüll gehört. Um 1916/1917 wird Franz Häupler Eigentümer des Hauses. Johann Linthouts Adresse war 1920 bereits in Den Haag, Holland, spätestens 1922 war Franz Häupler Eigentümer des Geschäftshauses auf der Königsallee. Im Jahr 1918 firmierte Häupler noch unter dem Firmennamen seines Vorgängers. Nach dem Zweiten Weltkrieg hatte Franz Häupler, Leiter des Modeausschusses des Zentralinnungsverbandes, „nach Überwindung unsäglicher Schwierigkeiten sein Geschäftshaus in alter Schönheit wieder errichtet und am 16. September 1949 eröffnet“. Fotos aus diesem Jahr zeigen die Geschäftsräume im gepflegten Wohnraumambiente. Die Pelze sind sämtlich nicht sichtbar in getäfelten Wandschränken aufbewahrt. Ein Raum ziert ein Kronleuchter, ein größerer Verkaufsraum ist mit neuzeitlichen runden Deckenleuchten ausgestattet, Orientteppiche in beiden Räumen.
Franz Häupler war der erste Obermeister der Kürschnerinnung Düsseldorf. Er hatte das Amt von 1934 bis zum 1. Juni 1945 inne, und noch einmal nach dem Krieg vom 5. Februar 1954 bis zum 19. Mai 1954. Auch wird sein Name im Zusammenhang mit der Leitung des Reichsbundes deutscher Kürschner genannt. Er war außerdem nach dem Zweiten Weltkrieg, am 28. Mai 1946, einer der sechs Gründer des „Zoneninnungsverbands für das Kürschnerhandwerk der britischen Zone“, aus dem sich neben anderen der „Zentralverband des Kürschnerhandwerks“ entwickelte.
Im von Düsseldorf knapp 50 Kilometer entfernten Köln bestand bis in die 1990er Jahre unter der Firmenbezeichnung Gebr. Häupler, Specialhaus eleganter Pelzmoden eines der angesehensten Kürschnergeschäfte. Es befand sich in der ebenfalls hervorragenden Geschäftslage Schildergasse 72/74. Im Kriegsjahr 1940 entschuldigte man sich dort bei einer Kundin für den veranschlagten hohen Preis für die Reparatur ihres Indisch-Lamm-Mantels: „Ausserdem haben wir als letzten Kürschner nur noch unseren hochbezahlten Werkstattleiter, wodurch sich der Arbeitslohn dementsprechend erhöht“. Dem Briefkopf ist zu entnehmen, dass die Firma im Jahr 1920 auf der Neuheiten-Ausstellung in Leipzig eine Auszeichnung erhalten hatte. Selbsbewusst inserierte Häupler 1950 mit dem ungewöhnlichen Zusatz „Kunstwerkstätten für elegante Pelzbekleidung“.

### Herpich

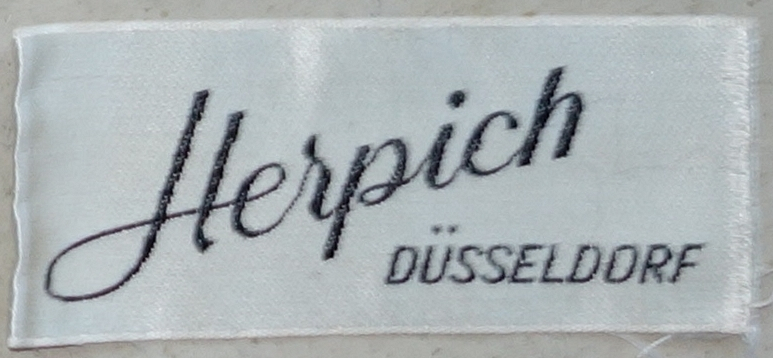
Web-Etikett Herpich

Das Berliner Modehaus C. A. Herpich Söhne galt für einige Jahrzehnte als das bedeutendste Unternehmen der deutschen Pelzbranche. Ursprünglich eine Kürschnerei mit einem kleinen Pelzgeschäft, entwickelte sich Herpich zu einem Modehaus „in einer großartigen und vornehmen Aufmachung“ und einem der angesehensten Anbieter hochwertiger Pelze und zu einem Großhandelsunternehmen für Pelzkonfektion und Felle.
Das Unternehmen wurde nach dem Zweiten Weltkrieg von Julius Herpich und seiner Frau Hilde von Berlin nach Düsseldorf verlegt, Geschäftseröffnung in der Ladenstraße des Hotels Breidenbacher Hof, Theodor-Körner-Straße, war am 25. August 1949. Dem damaligen Stil exklusiver Kürschnergeschäfte entsprechend, hatten die Geschäftsräume das Ambiente feiner Wohnkultur, die Pelze waren fast ausschließlich in Wandschränken verborgen. Die Ladengestaltung übernahm Emil Fahrenkamp.
Im Jahr 1983 feierte man das 150-jährige Bestehen. Zu der Zeit wurde es von der Tochter Monika und dem Schwiegersohn Henning Walter geleitet, die 1973 in die Firma eingetreten waren.
Die Julius Herpich KG im Hotel Breidenbacher Hof, Seite Heinrich-Heine-Allee befand sich offenbar in den Räumen des zumindest bis etwa 1957 dort ansässigen Pelzhauses Bisegger-Kühn. Wie schon in Berlin, galt Herpich als eine besonders exklusive Pelzadresse. 1981 ist Herpich im Fachadressbuch das letzte Mal unter dieser Adresse vermerkt. 1979 ist die Firma dann unter der noch feineren Anschrift Königsallee 30 im neu erbauten Kö-Center angegeben. Am 15. November 2001 erfolgte ein Eintrag in das Handelsregister als Julius Herpich GmbH Pelze & Modellbekleidung. Im Herbst 1998 fand ein Räumungsverkauf wegen Geschäftsaufgabe statt, inzwischen ist der Eintrag gelöscht.
Werkstatt- und Verkaufsleiter für Pelze war über Jahre hinweg der Kürschnermeister Karl-Wilhelm Killich (* 10. November 1930; † ca. 2007). Nachmittags fand man ihn regelmäßig zum Kaffeetrinken gegenüber im Gourmetrestaurant Victorian, bis er sich selbständig machte und auf der Friedrichstraße 100 die Geschäftsräume des Pelzgeschäfts Helene Oel (geb. Schichberg) übernahm. 1954 befand sich das Geschäft von Helene Oel noch auf der Friedrichstraße 125, gegründet hatte sie es im Juli 1932 im Haus Wehrhahn 32.
Killich zur Seite stand dort sein Lebenspartner Ferid Jalouli (* 27. Mai 1951), der den Betrieb K. W. Killich ab Januar 2007 bis zur Geschäftsaufgabe im Jahr 2011 weiterführte.

### Pelzhaus Jordan

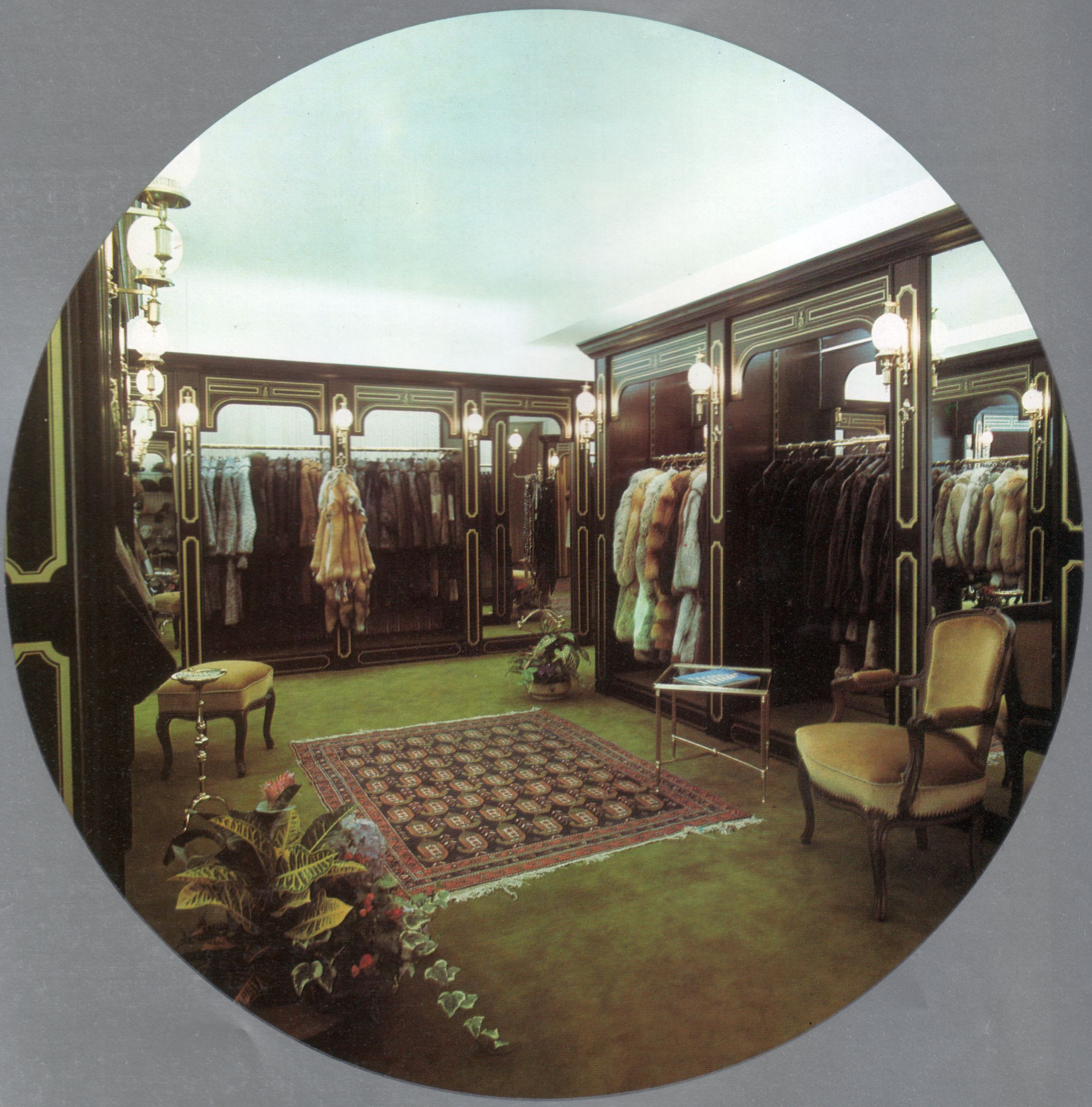
Pelzhaus Jordan, Königsallee (1975)

Im Jahr 1920 gründete in Magdeburg Friedrich Wilhelm Jordan (14. Februar 1900 in Magdeburg) das Pelzhaus Jordan. Sein Bruder Werner Jordan (̈* 30. September 1902 in Groß-Ottersleben) trat nach kurzer Zeit als Teilhaber der Firma bei. Nach Ablegung der Meisterprüfung von Friedrich Wilhelm Jordan wurde die Firma als F. u. W. Jordan in das Handelsregister eingetragen. Das Unternehmen erwarb in Magdeburg „einen guten Ruf und gehörte, in den schön gediegenen Räumen im eigenen Hause, zu den führenden Pelzhäusern Magdeburgs“ (Alte Ulrichstraße 14). Kürschnermeister Friedrich Wilhelm bekleidete in Magdeburg viele Ämter in der Handwerkerbewegung, unter anderem war er von 1946 bis 1951 Obermeister der Innung, geschäftsführender Vorstand der Lieferungsgenossenschaft für die Provinz Sachsen-Anhalt und wurde als Beirat in die Handwerkskammer gewählt.
Aufgrund der politischen und wirtschaftlichen Verhältnisse nach dem Zweiten Weltkrieg verließen die beiden Brüder Jordan 1951 Magdeburg und kamen nach Düsseldorf. Sie eröffneten, jetzt getrennt, zwei Pelzgeschäfte, die trotzdem mit dem gleichen Schriftzug, „Pelzhaus Jordan“ warben.
- Mit Königsallee 100 hatte der Handwerker Friedrich Wilhelm Jordan die „feinere“ Adresse gewählt, allerdings am südlichen Ende, dem auch „Kleine Kö“ genannten Stück, das durch die stark befahrene Graf-Adolf-Straße von der eigentlichen Einkaufsstraße abgetrennt ist.

Am 22. Oktober 1953 erfolgte für seine Firma die Eintragung mit der eigentlichen Firmenbezeichnung F. W. Jordan K. G. in das Düsseldorfer Handelsregister (Löschung ohne Liquidation im Handelsregister etwa August 1974). Seine Frau Ursula Jordan war als Kommanditistin beteiligt, seit 1962 auch die Söhne Thomas (* 18. Januar 1940; † 14. November 1998), Andreas (* 1944) und Matthias (* 1946), die alle ebenfalls ihre Meisterprüfung ablegten.
Nach der Eröffnung eines, vom bisherigen Laden 700 Meter entfernten, eleganten Zweitgeschäfts auf der Königstraße 3 im Jahr 1962, einer kurzen Nebenstraße der Königsallee, befand man sich nun auch mitten im exklusivsten Einkaufsteil Düsseldorfs.
Im Jahr 1971, ein Jahr nach dem 50-jährigen Geschäftsjubiläum, standen vier Kürschnermeister an der Spitze des Unternehmens, der Senior und Gründer Friedrich Wilhelm Jordan und seine Söhne Thomas, Andreas und Matthias. Außerdem gehörte die Seniorchefin und Mitgesellschafterin Ursula Jordan (geb. Nitsche) zur Geschäftsleitung. Durchschnittlich fünfzig Mitarbeiter waren zu der Zeit mit der Produktion und dem Verkauf beschäftigt. Im Jahr 1997 waren als Geschäftsführer die Kürschnermeister Tobias und Thomas Jordan eingetragen.
Die Unternehmer konnten die exklusiven Geschäftslagen jedoch nicht auf Dauer halten. Im Jahr 1973 ist die F. W. Jordan KG im Fachverzeichnis noch unter Königsallee 100 eingetragen; im Jahr 1966 noch auf der Graf-Adolf-Straße 9; 1979 noch als F. W. Jordan GmbH & Co. KG, Königstraße 3; 1983 dann auf der Kaiserstraße 5; 1989 auf der Goebenstraße 3.
Im Mai 1999 wurde das Unternehmen aufgelöst, Liquidator war Matthias Jordan (* 15. Dezember 1945), die letzten Geschäftsführer waren Thomas und Andreas Jordan, Matthias und Andreas Jordan wechselten anschließend in der Textilbranche.
Das Pelzhaus Jordan auf der Friedrichstraße, Werk des Architekten Peter Neufert (1970)
Externer Weblink
- http://elpub.bib.uni-wuppertal.de/servlets/DerivateServlet/Derivate-296/d050001b.pdf

- Der Kaufmann Werner Jordan hatte sein Ladenlokal mit angeschlossener Kürschnerwerkstatt immer in der Friedrichstadt auf der Friedrichstraße, zuletzt im nördlichen Teil, im Richtung Innenstadt gelegenen Abschnitt. Insbesondere im nördlichen, der Königsallee zugewandten Seite gilt sie als eine sogenannte 2-A-Geschäftslage, also eine sehr gute Verkaufslage, jedoch für eher weniger hochpreisige Produkte. Seit etwa 1952 war das Unternehmen auf der Friedrichstraße 110, 1955 bereits im Haus Nummer 73 und später, die erste Zeit zusätzlich, in Nummer 17, gegenüber der bald beginnenden Baustelle des 1978 fertiggestellten Hochhauses der Landesversicherungsanstalt, jetzt nur wenig von der Königsallee entfernt.

Schon das Ladenlokal im bereits eigenen Gebäude auf der Friedrichstraße 73 war sehr repräsentativ, noch typisch im Stil alter, etwas plüschiger Pelzgeschäfte. Den letzten Laden im ebenfalls eigenen Haus gestaltete der angesehene Architekt Peter Neufert modern und aufwendig, Fertigstellung 1970. Eine dekorative, bis in das erste Stockwerk reichende Natursteinwand bildete die Ladenrückwand. Da der Hauptartikel der bundesdeutschen Pelzmode der Nachkriegszeit das gelockte oder moirierte Persianerfell war, hatte Werner Jordan das Zweitgeschäft zuvor konsequent Persianerhaus genannt. Allerdings veränderte sich gerade um diese Zeit die Kundennachfrage, dank gestiegener Einkommen konnten sich immer mehr Bürger den noch begehrenswerteren Nerz leisten, und so firmierte auch der zweite Laden nach dem Umbau ebenfalls nur unter dem Namen Jordan. Das Ladenlokal In Haus Nummer 73 wurde etwa gleichzeitig mit dem Umbau der Nummer 17 aufgegeben.
Das im Rückblick vielleicht am anspruchsvollsten gestaltete Ladenlokal aller Düsseldorfer Nachkriegsgeschäfte wurde wie folgt beschrieben:

„Das vorherrschende gestalterische Element bei diesem Geschäftsbau ist der Quader. Der Eingangsbereich an der Friedrichstraße ist rahmenlos verglast und es ragen unterschiedlich große, weiß getünchte Quader von der Decke. Auch die innenarchitektonische Gestaltung ist von diesen geometrischen Formen bestimmt. Im Verkaufsraum dienen sie gleichzeitig als Blumentöpfe für das erste Obergeschoß, zwischen den Quadern
befinden sich Beleuchtungssysteme, die die reliefartige Deckengestaltung noch prägnanter zur Geltung bringen. Es gibt im gesamten Gebäude keine runden Formen, Inneneinrichtung und Außengestaltung sind dem konstruktiven Element gewidmet. In diesem Gebäude ist alles ‚von den Auslagen bis zu dem einzelnen Bügel‘ vom Atelier Neufert entworfen worden.“

Nachdem Werner Jordan das Düsseldorfer Unternehmen aufgab, übernahm das Pelzhaus Gerson aus Frankfurt die Geschäftsräume. Als auch Gerson das Geschäft schloss, wurde nach dem Besitzerwechsel das Innere zu einer zweigeschossigen, um einen Mittelhof angeordneten Ladengalerie mit verschiedenen Mietern umgebaut. Die zweigeschossige Natursteinwand blieb dabei erhalten. Mangels ausreichender Kundenfrequenz wurde das Ladencenter später wieder aufgegeben und das schwierig zu nutzende Gebäude blieb über längere Zeit nur teilgenutzt, nachdem ein dort mit seiner Praxis eingezogener Zahnarzt es erworben hatte. Einige Jahre befand sich dann eine Apotheke im Erdgeschoss, die weiterhin vorhandene Naturstein-Rückwand wurde wohl nicht mehr sichtbar gemacht.
- Für seinen Sohn, den Kürschnermeister Klaus Jordan, richtete Werner Jordan auf der damaligen Haupteinkaufsstraße Kölns, der Hohe Straße, ein Pelzgeschäft mit Werkstatt ein. Im Jahr 1958 residierte Klaus Jordan dort im Haus Nummer 103 in eigenen Räumen. Nach einem „radikalen Umbau“ wurde der Laden 1984 als ein „an sich kleines Geschäft mit räumlicher Durchlässigkeit, viel Glas und Spiegel, raffiniert-zwanglos dahingeworfen, weiß-grau, perfekt durchgestylt mit leicht futuristischer Kühle“ beschrieben.[132] Im Gegensatz zu seinem Vater engagierte er sich in seiner Branche, 1983 wurde er erneut zum Obermeister der Kürschnerinnung Köln-Bonn gewählt.[133] Den internationalen, der Königsallee ähnlichen Flair verlor die wohl weiterhin meistfrequentierte Hohe Straße weitgehend mit dem Verschwinden der teils exklusiven, inhabergeführten Einzelhandelsgeschäfte. Das Kölner Pelzhaus Jordan ist im Pelzbranchenverzeichnis des Jahres 1989 erstmals nicht mehr aufgeführt.

### Pelzhaus Kimmeskamp

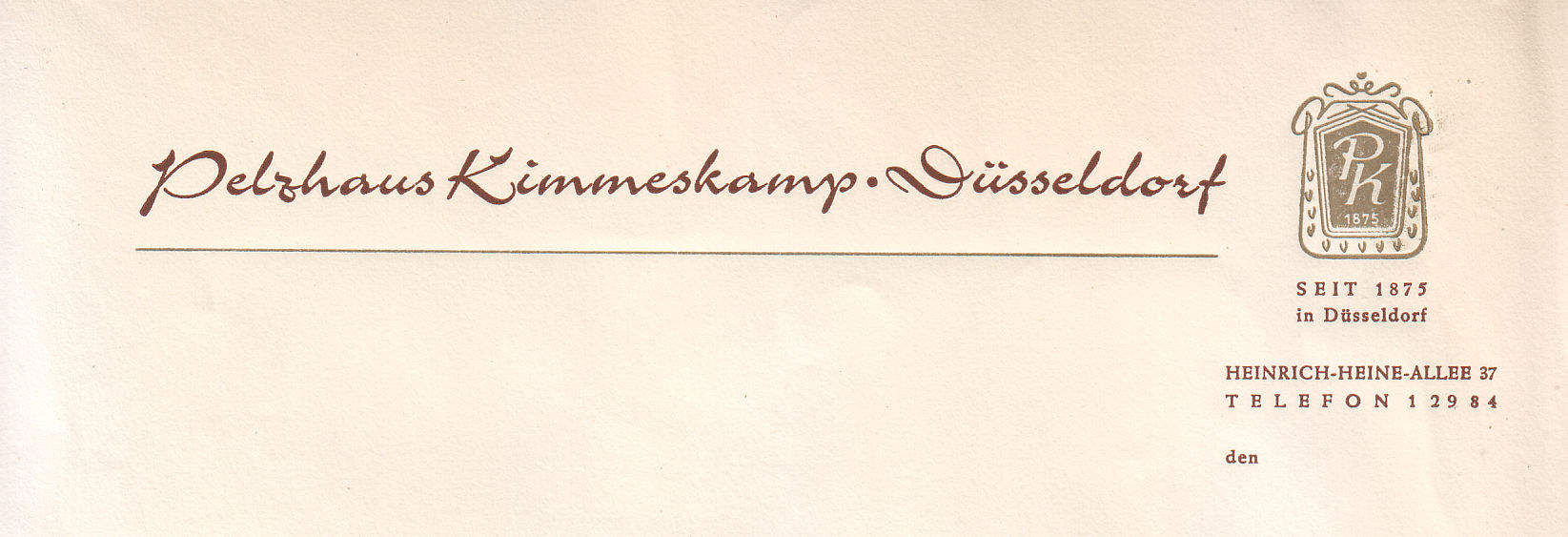
Briefkopf Pelzhaus Kimmeskamp (1971)

Im Jahr 1928 Düsseldorf meldete eine Fachzeitschrift, „das Pelzhaus Kimmeskamp, vorm. Wessoly, Hindenburgdamm 39 [die heutige Heinrich-Heine-Allee], das seit 1875 besteht, führt zurzeit einen größeren Neubau aus, durchgehend bis zur Neustraße. In den hinzugekommenen Räumen wird eine Spezialabteilung für Damen-Mäntel (Pelz) eingerichtet. Im Keller wird eine größere Tresoranlage zur Aufbewahrung von Pelzen geschaffen“. Im September desselben Jahres verkündete die Firma die Fertigstellung des angegliederten Neubaus.
Als letztes Familienmitglied führte Hilde Wieler-Kimmeskamp, geb. Busch (* 7. Juni 1911; † 18. August 2003) das Unternehmen, jahrelang unterstützt von der als resolut bekannten Direktrice Fräulein Meising (* 1910; † nach 2000).
In den letzten Jahren ihres Bestehens gehörte die Firma zur Pelzhandelsgesellschaft Rosenberg & Lenhart, Frankfurt am Main, zeitweilig mit dem Werkstattleiter Klaus Müller, der bereits vor dem Besitzerwechsel dort tätig war.

### Pelz Kunze

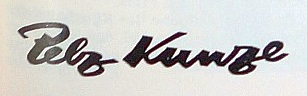
Pelz Kunze, Firmenschriftzug

Im September 1962 eröffnete Erich Kunze in Düsseldorf auf der Düsseldorfer Heinrich-Heine Allee 38 die Firma Pelz Kunze KG. Hervorgegangen ist sie aus seinem 1938 in Berlin-Wilmersdorf gelegenen Geschäft Pelz-Kunze, im Jahr 1949 noch Brandenburgische Straße 15, seit 1951 am Kurfürstendamm 52 und ab 1972 auf der Meinekestraße gelegenen, einem wiederum exklusiven Laden. Der Berliner Betrieb beschäftigte rund 40 Mitarbeiter. Persönlich haftende Gesellschafterin der von der Berliner Firma unabhängigen Pelz Kunze KG war Hildegard Kunze, während ihr Ehemann Erich Kunze und der Kaufmann Konrad Hellermann kommanditistisch beteiligt waren. Im August 1970 verlegte man den Düsseldorfer Betrieb zum Martin-Luther-Platz in das Gebäude des Simon-Bank-Centers, ein Ecklokal mit zwei Schaufenstern in guter Geschäftslage und Werkstatt in der ersten Etage.
Geführt wurde die Düsseldorfer Dependance von Kürschnermeister Joachim Frede (* 1924), der in Berlin bei Kunze gelernt hatte, und seiner Ehefrau Gisela Frede. Joachim Frede stammte aus einer alten Kürschnerfamilie. Sein Großvater war Adolf Doll, ein bekannter selbständiger Kürschner mit vielen Ehrenämtern in Berlin – unter anderem Vorsitzender des deutschen Reichsbundes der Kürschner. Joachim Frede war von 1949 bis 1955 im Pelzhaus Adolf Doll & Söhne tätig. 1955 legte er in Koblenz seine Meisterprüfung ab und bestand außerdem das Handelsabitur. Bis 1962 arbeitete er im Betrieb seines Vaters in Trier (Firma J. P. Schmitz). Auch die Ehefrau Gisela kam aus der Pelzbranche, sie hatte ebenfalls das Kürschnerhandwerk im Berliner Stammhaus der Kunzes erlernt.
Bereits 1936 findet sich im Adressbuch unter Pelzwarenhandlungen ein Adolf Frede auf der Königsallee 69, im Jahr 1938 dann auf der Oststraße 137.
Laut eigenen Angaben wurde von dem „Dior-Ring“ angehörenden Unternehmen ausschließlich eigengefertigte Ware vertrieben. Die unterste Preisgrenze des kleinen aber exklusiven Geschäfts lag bei Modellen aus Hochschurnutria, eine ansonsten eher mittlere Preislage im damaligen Pelzsortiment.

### Lipsia Pelze

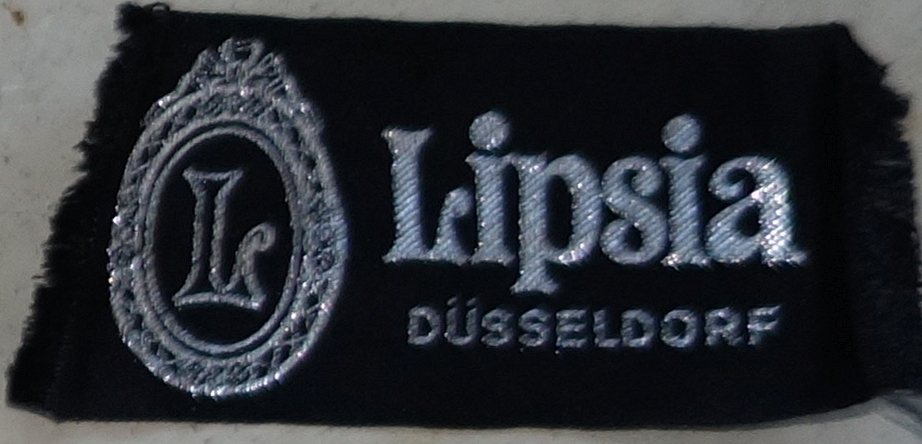
Web-Etikett Lipsia

Die Firma Lipsia gehörte, schon durch ihre seit 1962 hervorragende Lage in eigenen Räumen im Pavillon des neuerbauten Kö-Centers, zu den führenden Pelzanbietern im hochpreisigen Bereich. In den Textil-Mitteilungen hieß es 1983: „Wer in Düsseldorf von modischen Pelzen spricht, denkt sofort an Lipsia“. Geschäftsführer war zu der Zeit Rolf D. Becker. Der Name Lipsia, lateinisch für Leipzig, wies auf die ehemalige Pelzstadt hin, von wo der griechische Inhaber kam, der bereits als Kind nach Deutschland gekommen war, nach Westdeutschland wechselte. Die Firma Lipsia Pelze Achilles Pappageorgis, Frankfurt am Main wurde am 10. März 1975 im Handelsregister gelöscht.
Im Fachverzeichnis ist Lipsia in Düsseldorf erstmals im Jahr 1966 mit der Adresse Am Wehrhahn 30 eingetragen. Die letzten Geschäftsjahre befand sich dort nur noch die Werkstatt, Eingang Oststraße 1. Im Telefonbuch 1971/1972 ist Pelz-Import Lipsia unter zwei Adressen der Königsallee verzeichnet, noch auf der Königsallee 56 sowie im Kö-Center, außerdem Flingerstraße 43 sowie Oststraße 1. Ein altes textiles Lipsia-Einnähetikett nennt neben dem Firmensitz Frankfurt am Main und Düsseldorf auch Krefeld.
Achilles Pappageorgis starb am 22. Dezember 1972 im Alter von 58 Jahren an einem Herzinfarkt. Befreundet mit seiner Mitarbeiterin Helga Kraft (* 1928) hatte er ihr zu Lebzeiten den Düsseldorfer Teil des Unternehmens überschrieben, ein weiteres Geschäft bestand wohl in Griechenland. Auffallend war Helga Krafts Vorliebe für etwas ungewöhnliche Pelzfarben, insbesondere rosa. Sie sagte: „Ich habe als erste Pelze eingefärbt – in Pink, Lavendel, Reseda-Grün, Jeans-Blau oder Hummer-Rot. Das war 1959. Die Branche stand Kopf, die Kunden waren begeistert. Der Pelz ist ein allgemeines Kleidungsstück und Farben machen Frauen schöner“. Während der Zeit ihrer Selbständigkeit heiratete sie den Italiener Gennaro Nastri († Mai 2005), der eine florierende Eisdiele auf der Insel Capri besaß, und nahm dessen Namen mit an. Die Änderung im Handelsregister von Lipsia-Pelzimport Helga Kraft zu Lipsia Pelze Helga Kraft-Nastri erfolgte im Jahr 1982.
Kürschnermeister Wilhelm Werner, gelernt und später Werkstattleiter im Pelzhaus Jordan, Friedrichstraße, war von 1974 bis kurz vor Schließung der Lipsia Pelze Haute Couture GmbH Werkstattleiter der Werkstatt Oststraße 1, Ecke Am Wehrhahn und führte die Anproben auf der Königsallee aus. Anschließend ging er zu den Brüdern Slupinski, beide selbst Kürschnermeister, ebenfalls auf der Königsallee.
Im Jahr 1995 erfolgte der Räumungsverkauf wegen Geschäftsaufgabe; in die Geschäftsräume zog das ebenfalls inhabergeführte Damenmodegeschäft Eickhoff, vorher Königsallee 56, das ebenfalls eine bedeutende Pelzabteilung führte. Seit 2014 befindet sich dort das französische Modehaus Christian Dior.
Die Werkstatteinrichtung übernahm das Pelzhaus Erna Schäfer auf der Nordstraße 110, zuletzt Münsterstraße 27, zu dem auch eine der Verkäuferinnen von Lipsia wechselte, eine der Schwestern von Helga Nastri. Das Pelzhaus Schäfer bestand seit dem Jahr 1920, anfangs auf der Achenbachstraße 120, dann auf der Herderstraße, wo es im Krieg ausgebombt wurde. In Duisburg hatte es unter der Adresse Kuhtor 3 im Jahr 1925 „einen großzügigen Pelzsalon“ eröffnet. Im Jahr 1947 kam es in Düsseldorf zu einem Neuanfang auf der Blücherstraße 3, seit 1949 war der Betrieb neben der Betriebsstätte im 1. Stockwerk der Blücherstraße auch mit einem Ladenlokal auf der Nordstraße 110 ansässig. Von 1947 bis 1952 war Albert Liek als Geschäftsführer tätig, anschließend übernahm sein Sohn Dieter Liek die Leitung. Die Gründerin und Inhaberin Erna Schäfer starb 1970. Im Jahr 1987 ging das Unternehmen an den Kürschnermeister Werner Herold über.

### Pelzhaus Gebr. Loos

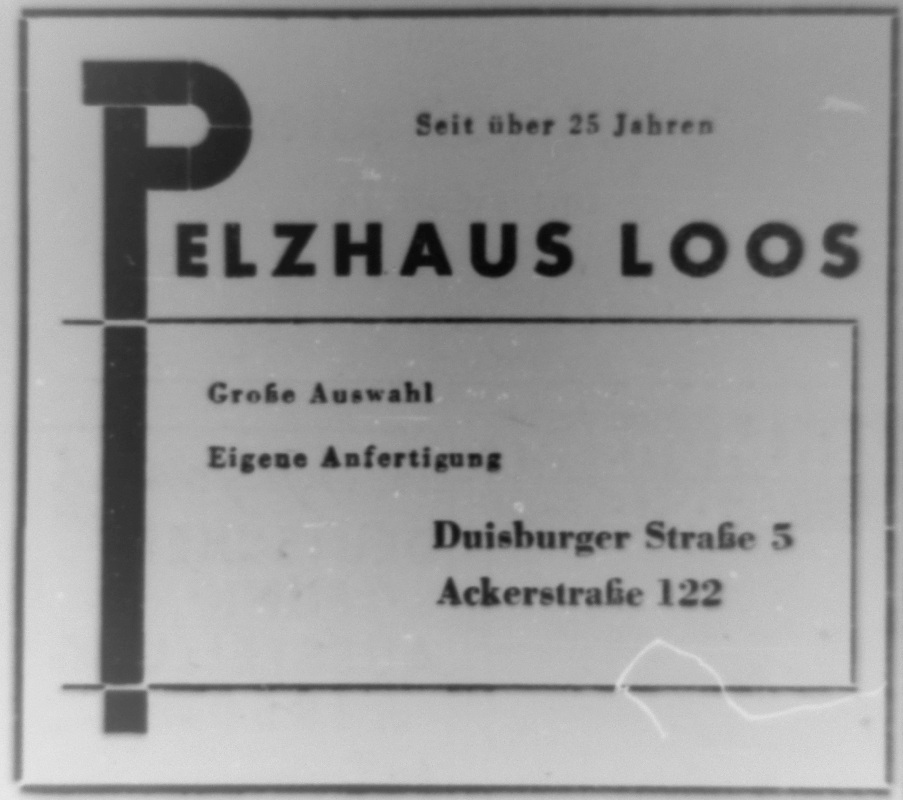
Anzeige Pelzhaus Loos, Duisburger Straße und Ackerstraße (1950)

Gegründet wurde das Pelzhaus Gebr. Loos im Jahr 1924 von Albert Loos auf der Klosterstraße 38. Seine Söhne Paul und Walter Loos († 1970), beide Kürschnermeister, arbeiteten schon frühzeitig im väterlichen Betrieb mit. Als 1938 auf der Nordstraße 25 a eine Filiale eröffnet wurde, betraute der Inhaber seinen Sohn Paul mit deren Leitung, während Walter Loos eine führende Position im Hauptgeschäft ausübte, bis er nach dem Tod seines Vaters dort die Geschäftsleitung übernahm.
In Verzeichnissen und Zeitungsanzeigen des Jahres 1950 finden sich die Geschäftsadressen Pfalzstraße 11 (Albert Loos), Duisburger Straße 5, Ackerstraße 122 (nicht mehr 1956) und Blumenstraße 7, und von 1966 bis 1979 Nordstraße 25a.
Nachdem Walter Loos 1970 gestorben war, wurde das Geschäft auf der Nordstraße aufgegeben. Paul Loos widmete sich nun ganz dem, wie es hieß, eleganten Geschäft mit zwei großen Schaufenstern auf der Klosterstraße. In der Werkstatt arbeiteten fast durchgängig sieben bis acht Fachkräfte. Im Fachverzeichnis ist es 1989 auf der Klosterstraße nicht mehr eingetragen.
Franz Loos (* 1919 in Düsseldorf; † 31. Dezember 2006) war als Fellhändler tätig. Er kam nach dem Krieg in die Pelzbranche und eröffnete im August 1951 einen Rauchwarenhandel. Seit Anfang 1984 Jahren bis zur Geschäftsaufgabe im Jahr 1998 wurde die Firma Franz Loos von seinem Sohn geführt.

### Adolf Nagel

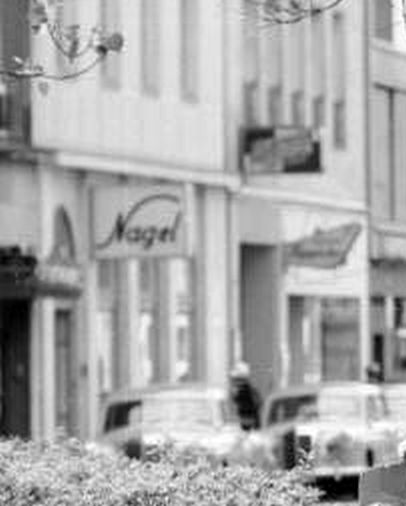
Ladenlokal Nagel (1960)

Kürschnermeister Adolf Nagel hatte seinen exklusiven Laden auf der Königstraße, einer kurzen Nebenstraße der Königsallee, gegenüber dem Kö-Center. 1950 ist er im Fachverzeichnis unter der Hausnummer 8 eingetragen, 1953 und später unter der Nummer 7.
Adolf Nagel war ein feingeistiger Mensch. Er verfasste ein 122 Seiten umfassendes, im Frühjahr 1965 erschienenes Poesiebändchen, „Plaudereien um Pelze“, in dem er auch profane, eher trockene Sachverhalte der Kürschnerei und Pelztierkunde gereimt zu erklären versuchte. Im Vorwort bemerkte er dazu: „Gespräche über Pelze waren während meiner jahrzehntelangen beruflichen Tätigkeit eine gewohnte Übung. Es lag zeitweilig verlockend nahe auch tangierende Themen miteinzubeziehen und mit dem gleichen heiteren Ernst zu behandeln. So gestaltete sich ganz von selbst manches sonst nüchterne Fachgespräch zu einer köstlichen und anregenden »Plauderei um Pelze«“. Bei Modenschauen in seinem Ladenlokal trug er schon einmal daraus vor:
| Südamerikanische Schmaschen (Schmasche = totgebornes Lamm) sind Boregos, Embros. Raschen Laufs, gefärbt, geschoren, kam Lincoln an die erste Stell als Bueno-Breitschwanzfell. | Spanisch’ Schmaschen: Lieferanten der Calajos, jedenfalls leicht und haltbar und Garanten guten Mantelmat'rials. Seiner Güte wegen droht, wie man sagt der »Kürschnertod«. | […] |

Im Jahr 1964 ging das Handelsgeschäft Adolf Nagel, Düsseldorf im Wege des Rechtsgeschäfts auf Rolf Boucher (* 29. September 1937), Kürschnermeister aus Nürnberg, über. In der Wintersaison 2001/02 beendete Boucher den Düsseldorfer Geschäftsbetrieb mit einem Räumungsverkauf bei einer angemeldeten Warensumme von 3,8 Millionen Mark. Mit seiner Ehefrau Angelika zog er in die Gegend von Baden-Baden, wo er 2007 wieder einen Gewerbebetrieb „zur Herstellung von Damenoberbekleidung aus Pelzen“ mit einem „Einzel- und Großhandel mit Damenoberbekleidung aus Textilien, Leder und Pelzen“ anmeldete.

### Schenkenbach Haute Couture

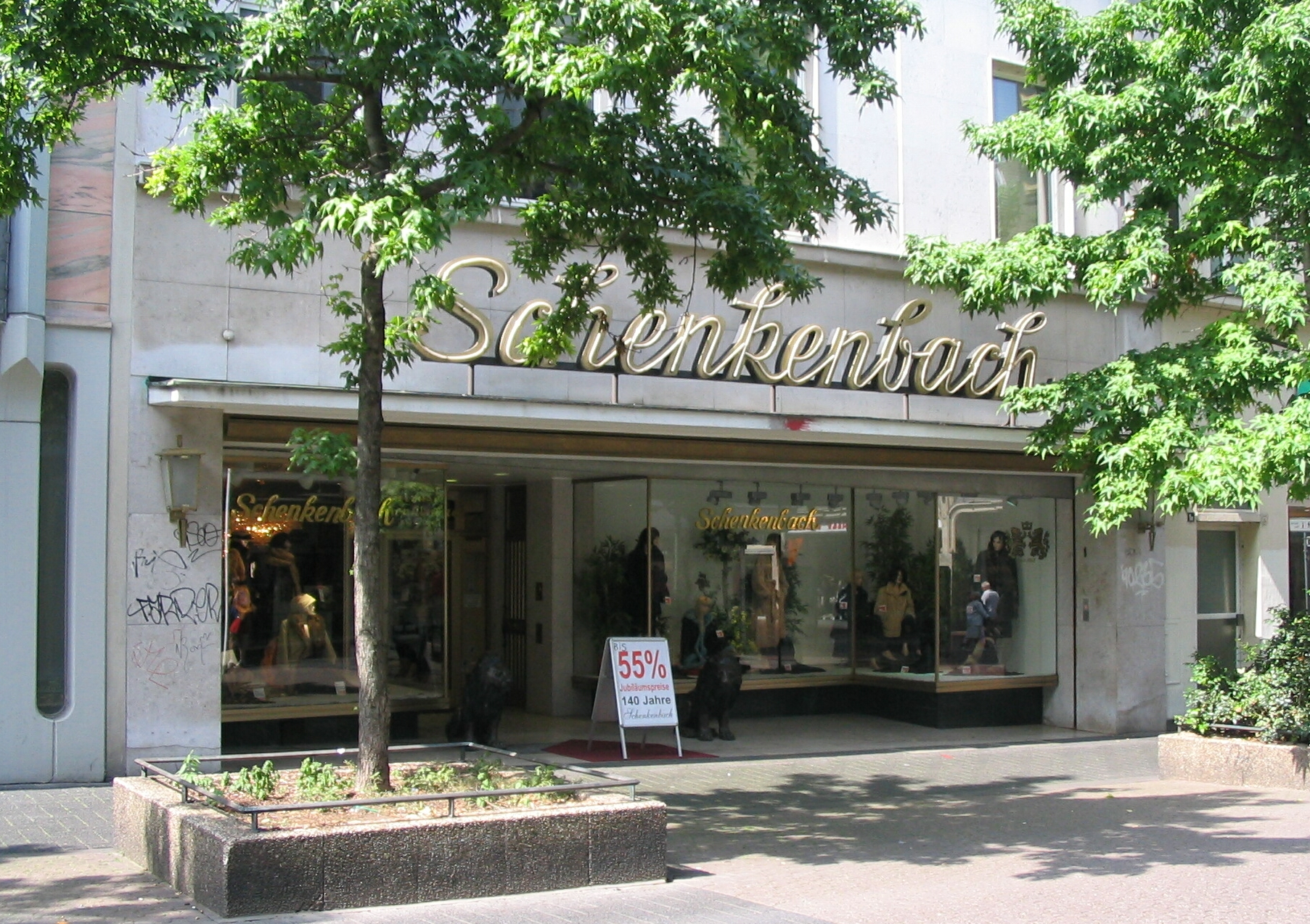
Pelzhaus Schenkenbach 140 Jahre in der Altstadt (2009)

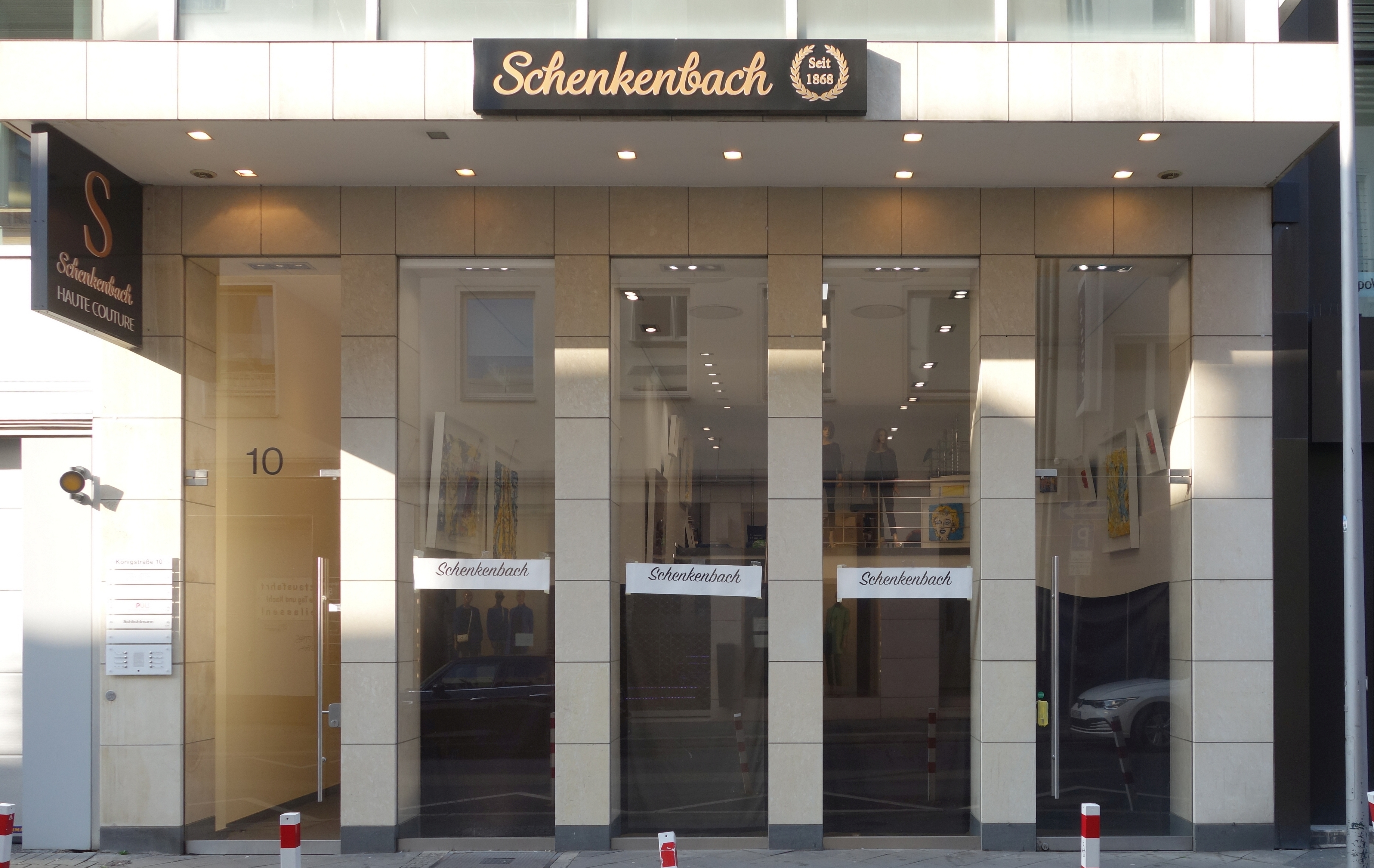
Schenkenbach Haute Couture, letztes, noch nicht eröffnetes, nur kurzzeitiges Ladenlokal auf der Königstraße (März 2020)

Das am längsten in Düsseldorf ansässige Pelzgeschäft war Schenkenbach Haute Couture, bis 2019 als Pelzhaus Schenkenbach firmierend. Bis Ende 2019 befand es sich in der Altstadt auf der Mittelstraße 1. Offiziell nahm zwar, das älteste Pelzgeschäft zu sein, in der Zeit ihres Bestehens die benachbarte Firma Wolff für sich in Anspruch, dies beruhte jedoch nur auf der ehemaligen Übernahme der älteren Firma der Geschwister Schwenkenberg. Eine Beschreibung aus dem Jahr 1971 traf auf das zwischenzeitlich vorsichtig renovierte Ladenlokal durchaus auch 2019 noch zu, dem Jahr vor dem Umzug zur Königstraße: „Man sieht es diesem eleganten Geschäft äußerlich nicht an, dass es eine über 100-jährige Tradition wahrt und zu den ältesten seiner Art am Platze gehört, aber man spürt in seinen vornehm ausgestatteten Räumen die gediegene Atmosphäre, die jenen Unternehmen anhaftet, wo über Generationen hinweg fachtüchtige und solide Handwerksmeister ihre Arbeit präsentieren“.
Der Gründer Johann Schenkenbach (* 1840 in Arnoldsdorf (Kreis Neiße); † 1909) kam im Jahr 1866 nach Düsseldorf und heiratete hier die Düsseldorferin Wilhelmine Weißmüller. Im Jahr 1868 eröffnete er in der Straße Am Stadtbrückchen 1 (Mittelstraße 1) ein Pelzgeschäft, wie damals üblich mit Schirmen, Herrenhüten und Stöcken. Laut dem Verzeichnis der Bürgermeisterei Düsseldorf zahlte er an Steuern im ersten Jahr sechs Reichstaler, 1875 inserierte er unter der Adresse Stadtbrückchen 4. Bald darauf erfolgte der Umzug in die Flinger Straße, neben dem späteren Laden (im Jahr 1888 noch die Nr. 21). Düsseldorf fing um diese Zeit durch die einsetzende Industrialisierung erst an, eine Großstadt zu werden. Der damit verbundene Aufschwung trug zur Entwicklung der Stadt und auch des Pelzhauses bei. Zudem scheint Johann Schenkenbach im Düsseldorfer Brauchtum gut vernetzt gewesen zu sein, „als Meister des rheinischen Humors“ spielte er im Vereinsleben eine bedeutende Rolle. Bereits 1906 konnte er das Grundstück Mittelstraße 1 erwerben, wo die Firma bis 2019 ansässig war.
Der älteste Sohn und Nachfolger Jean Schenkenbach (* 1873 in Düsseldorf; † 23. Dezember 1950; Ehefrau Anna Katharina Schenkenbach), legte im Jahr nach Jahren der Ausbildung im In- und Ausland 1909 die Meisterprüfung im Kürschnerhandwerk ab. Er modernisierte den Laden und spezialisierte sich auf die immer stärker in Mode gekommene Pelzbekleidung. Die Werkstatt wurde mit einem neun Monate dauernden Umbau unter der Zunahme des neu erworbenen Nachbargrundstücks erweitert und eine großzügige Schaufensterpassage wurde geschaffen. Es wurden für die Pelzverarbeitung wichtige, gut belichtete Arbeitsräume eingerichtet sowie technisch moderne Pelzaufbewahrungsräume mit den notwendigen Sicherungsanlagen, die durch einen Personenaufzug miteinander verbunden waren. Die damals geschaffene, große Außenwerbung befand sich noch 2019 an der Hausfront.
Das Pelzhaus Schenkenbach stand die meiste Zeit in besonderer Konkurrenz zum nahe gelegenen Mitbewerber Pelzhaus Wolff. Als die Firma Wolff noch Schwenkenberg hieß, bestand zudem noch eine erhebliche Namensähnlichkeit. Im Jahr 1900 stellte Jean Schenkenberg in einer Anzeige im Düsseldorfer Volksblatt klar: Unangenehmer Verwechslung halber erkläre, daß sich mein Geschäft  nur Flingerstraße 21  befindet. Das ist das Eckhaus zur Mittelstraße, auf der die Firma Schwenkenberg ansässig war und auf der auch das Pelzhaus Schenkenbach bis 2019 firmierte.
Jeans Sohn, Hans Schenkenbach (* 1910; Ehefrau Edith, geb. Weyand), lernte das Kürschnerhandwerk im elterlichen Betrieb und bildete sich anschließend in seinem Beruf und im kaufmännischen Bereich im In- und Ausland weiter. Im Januar 1933 legte er in Berlin seine Meisterprüfung ab. Nach seiner Rückkehr aus dem Krieg im Jahr 1945 übernahm er das Unternehmen. Achtzehn Jahre nach Kriegsende, im Jahr 1963, erfolgte ein Totalumbau des firmeneigenen Geschäftshauses, zu dem auch ein Schaufenster auf der Flinger Straße gehörte.
1967 legte der letzte Inhaber, H.-Bernd Schenkenbach, in Düsseldorf in vierter Generation seine Meisterprüfung ab. Er hatte zuvor seine Berufserfahrung in den Weltstädten Zürich, London, Stockholm, Montreal (Hudson’s Bay Company) und New York gesammelt. Im Jahr 2014 wurde er zum Obermeister gewählt, er war damit der letzte Obermeister der inzwischen aufgelösten Kürschnerinnung Düsseldorf. Der Sohn Boris absolvierte neben einer Kürschnerlehre, die er mit der Note „sehr gut“ abschloss, auch eine Banklehre. Er blieb nicht im väterlichen Betrieb tätig.
Für den Verkauf hatte die Firma zwei der Schwestern von Frau Nastri übernommen (Frau Jung war vorher bei Erna Schäfer, Nordstraße), der Inhaberin des ehemaligen Pelzhauses Lipsia auf der Königsallee.
Zum Beginn des Jahres 2020 zog das Unternehmen zur Königstraße 10 um, in der Außenwerbung nun als Schenkenbach Haute Couture firmierend, mit dem Zusatz „Seit 1868“. Anfang 2021, während der Covid-19-Pandemie-bedingten Geschäftsruhe, wurde das Ladenlokal bereits wieder aufgegeben und der Betrieb dauerhaft geschlossen.

### Slupinski

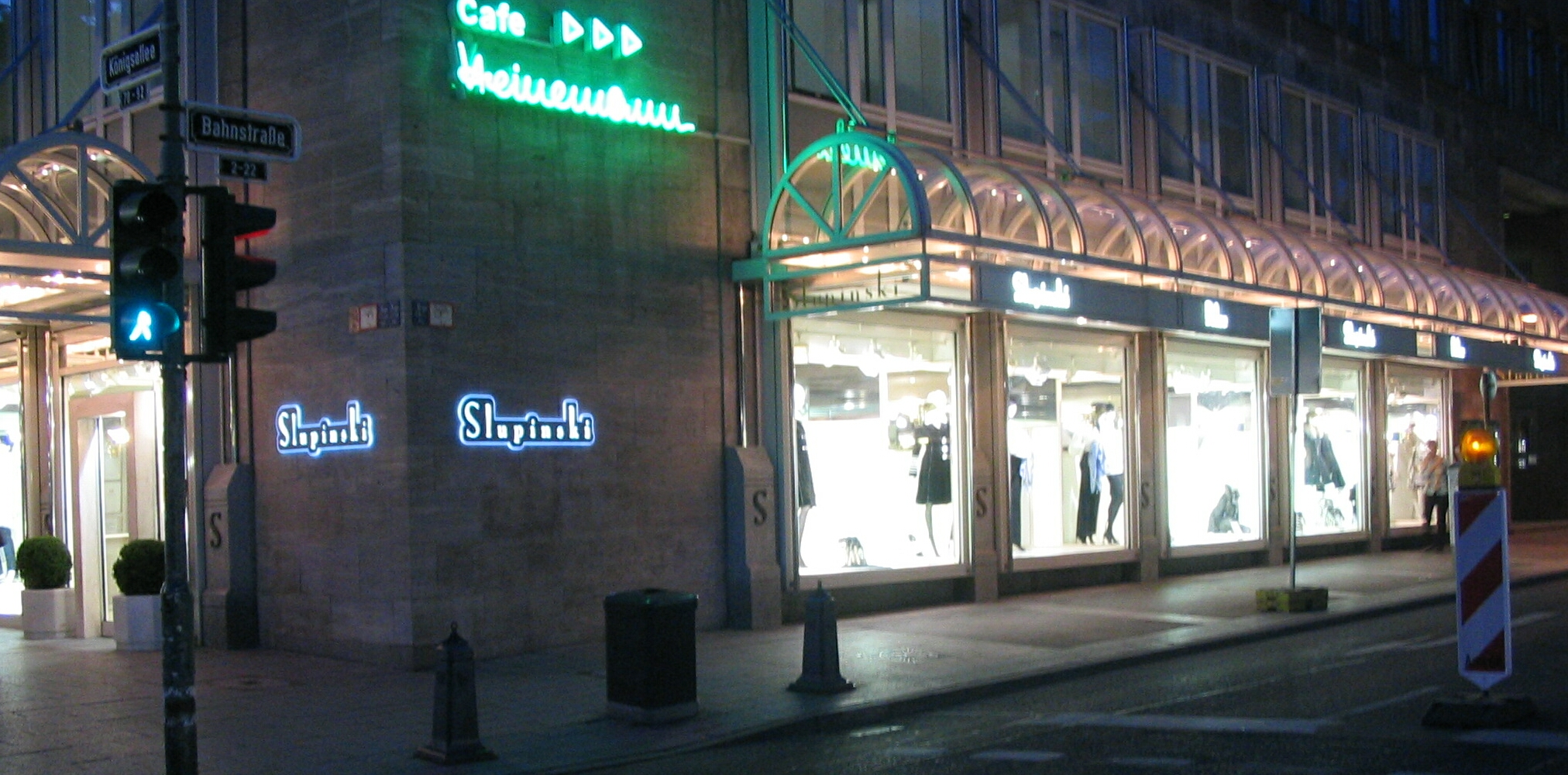
Slupinski (2009)

Nachdem Lipsia Pelze im Jahr 1995 ihr Geschäft auf der Königstraße geschlossen hatte, galt die Firma Slupinski in der Wahrnehmung unangefochten als das feinste Pelzgeschäft der Stadt. Eine Filiale befand sich im Schweizer Wintersportort St. Moritz. Besondere Beachtung in der Düsseldorfer Presse fand alljährlich der Pelz, den Slupinski der Venetia, Düsseldorfer Karnevalsprinzessin, für die Zeit des Karnevals 35 Jahre lang zur Verfügung stellte, eine Tradition die nach der Geschäftsaufgabe von keinem Kürschnerkollegen fortgesetzt wurde.
Die Gemeinschaftsmodeschauen der Slupinskis mit dem Düsseldorfer Modedesigner Hanns Friedrichs (1928–2012) und dem Juwelier Georg Hornemann waren „nunmal das immerwiederkehrende Mode-Ereignis in der Landeshauptstadt“.
Im Jahr 1928 war das 1920 gegründete Unternehmen mit dem Inhaber Heinrich Slupinski noch in Düsseldorf-Pempelfort auf der Stockkampstraße 48 verzeichnet, 1930 auf der Tonhallenstraße 4, 1933 dann auf der Schadowstraße 27, außerdem einige Häuser weiter Pelzwaren Gustav Slupinski auf der Schadowstraße 47 in der 1. Etage. Nach dem Zweiten Weltkrieg, im Jahr 1950, ist die Adresse Heinrich-Heine-Allee 44, im Jahr 1953 stattdessen Graf-Adolf-Straße 106, im Jahr 1973 stattdessen, zumindest bis 1983, Heinz Slupinski, Marktstraße 16–18.
Im August 1955 übernahm Heinz Slupinski (* 12. Dezember 1920), der Vater der letzten Inhaber, die Leitung der Firma. Im Zweiten Weltkrieg wurde das Geschäft, das damals bereits auf der Königsallee beheimatet war, zerstört und musste wieder aufgebaut werden, 1936 in Hausnummer 59 (auch/später? Nr. 61). Zunächst ins WZ-Center, auf der stillen Seite der Königsallee, zogen die Slupinskis 1986 weiter südlich in das Eckhaus Nummer 92. Am 1. Oktober 1984 erfolgte ein Neueintrag im Handelsregister unter dem Namen P. und A. Slupinski, Düsseldorf, Königsallee 27; Gesellschafter waren jetzt die beiden Söhne Peter und Udo Alexander Slupinski. Im Jahr 1986 ging das Geschäft endgültig auf Peter und Alexander Slupinski, beide Kürschnermeister über.
Immer wieder wurden Düsseldorfer Pelzbetriebe, trotz teilweise aufwändiger Sicherungsanlagen, von Einbrechern heimgesucht. Am 28. März 1974 wurden bei Slupinski Felle und Mäntel im Verkaufswert von wohl drei bis vier Millionen Mark gestohlen, für deren Wiederbeschaffung Heinz Slupinski eine Belohnung von 60.000 DM aussetzte. Die Einbrecher stahlen zuerst seine Geschäftsschlüssel bei einem Einbruch in die Privatwohnung, gelangten damit in die Geschäftsräume auf der Marktstraße in der Altstadt und stellten die Alarmanlage ab. Es handelte sich bei der gestohlenen Ware zum Teil um bereits verkaufte, noch nicht ausgelieferte Ware. Zwei Jahre später wurden im Pelzhaus Gerson Pelze im Wert von etwa 400.000 Mark gestohlen, als Mittäter stellten sich dort die Inhaber des angrenzenden Sex-Shops heraus.
Als das Pelzhaus Lipsia auf der Königsallee schloss, kam dessen Werkstattleiter, Kürschnermeister Wilhelm Werner, zu Slupinski. Er blieb hier bis zum Eintritt in seinen Ruhestand, half jedoch auch danach noch bei entsprechendem Arbeitsanfall aus.
Peter Slupinski pflegte nebenbei das Polospiel. Er siegte mit seinem Team bei einem Turnier in São Paulo, Brasilien, zu dem 25 Mannschaften angetreten waren. Im Jahr 2009 war er zweiter Vorsitzender das Rhein Polo Clubs.
Der Firmensitz in Düsseldorf war zur Zeit der Geschäftsaufgabe um die Jahreswende 2012/2013 Königsallee 92, Ecke Bahnstraße. Der Mietpreis des gepachteten, rund 200 Quadratmeter großen Ladens betrug zuletzt rund 200 Euro pro Quadratmeter (das wären, wenn korrekt angegeben, nur für die Ladenfläche rund 40.000 Euro), mit Werkstatt und Lagerräumen waren es etwa 600 Quadratmeter. Das Ladenlokal wechselte anschließend mehrfach den Mieter und beherbergte im Jahr 2019 im vorderen Teil, zur Königsallee hin, ein kleines Café. Ein weiterer, seit November 2003 bestehender Firmeneintrag der Brüder unter dem Namen Peral Pelze, zuletzt unter der Privatadresse von Udo Slupinski, wurde im September 2017 im Handelsregister gelöscht.
Am 1. April 2014 übernahm Urs Walder, Inhaber des Wyssbrod Pelzparadies in Zürich, von Peter & Inger Slupinski die seit 1989 in St. Moritz befindliche Pelz-Boutique in der Via Maistra 10, „gegenüber vom altehrwürdigen Nobelhotel Badrutt’s Palace und in unmittelbarer Nähe der anderen feinen Adressen an der Via Serlas“.
Über die ehemals Schweizer Slupinski-Dependance verlautete 2015: „Mit dem Pelzparadies Wyssbrod schliesst Ende April 2016 ein weiteres Traditionsgeschäft an der Zürcher Bahnhofsstrasse seine Türen. Die neuen Mietkonditionen seien nach dem Totalumbau des Gebäudes für das Unternehmen nicht mehr tragbar, heisst es in einer Mitteilung vom Samstag. Hinzu komme das schwierige Umfeld für den gesamten Detailhandel. Die Dieter Wyssbrod AG konzentriere sich auf den 2014 neu übernommenen Standort «Slupinski Furs» in St. Moritz“. Die Homepage von Slupinski Pelze wies 2019 als Inhaber die Dieter Wyssbrod AG aus.

### Pelze Toursel
Der Verkaufsraum des Kürschnermeisters Rudolf Toursel (* 1931) auf der Kölner Straße 63, Nähe Worringer Platz, war klein, für ein Pelzgeschäft eher winzig. Dafür war sein Ruf als hervorragender Fachmann umso größer. Die Werkstatt befand sich eine Etage höher und der Laden war von dort nur, nach Eintreten eines Kunden so schnell wie möglich, durch das Treppenhaus über eine Hintertür zu erreichen. In denselben Räumen befand sich nach der Geschäftsaufgabe im Jahr 1991 bis 2007 der Betrieb von Kürschnermeister Alfred Klemm (* 29. Mai 1935; † 2022), der sein Geschäft seit Juli 1960 auf der Steinstraße 28 und davor auf der Nordstraße 25a hatte.
Rudolf Toursel war humorvoll, gebildet und überzeugend beredt. Nicht nur nach heutigen Sicherheitsbestimmungen unzulässig, ließ sich die von außen offene Ladentür nach verschiedenen Trickdiebstählen von innen nur noch durch das Drücken eines versteckten Knopfes öffnen. Als Toursel eines Tages mit der Waffe zur Herausgabe seines Geldes gezwungen werden sollte, gelang es ihm nach einem furchtlosen 20-minütigem Gespräch bei geöffneter Kasse, Inhalt etwa 500 Mark, und dem Hinweis, er könne ohne seine Hilfe den Laden nicht verlassen und er möge sich doch nicht durch eine solche Art von Einkommen sein Leben zerstören, den Räuber zur Aufgabe zu bewegen. Der nahm erschöpft das Magazin aus der Waffe, um zu zeigen, dass sie nicht geladen sei, und der Inhaber ließ ihn mit 20 Mark frei. Sein späterer Kommentar: „Ganz cool war ich im Nachhinein jedoch keinesfalls!“
Toursel stammt aus einer alten Thüringer Kürschnerfamilie: Sein Urgroßvater Theodor Toursel, Kürschnermeister und Fellhändler, gründete das Unternehmen im Jahr 1860 in Stadtilm. Auch der Großvater Eduard Toursel war in dem Beruf tätig, ebenso Rudolf Toursels Vater, sein Bruder, sein Onkel (Fritz Toursel; † 1994 im Alter von fast 90 Jahren) und seine Nichte Claudia (Tochter von Kürschnermeister Egon Toursel, Claudia Pelze, Kürschnermeisterin in Potsdam).
Der Großvater von Rudolf Toursel gründete als Kürschnermeister und Fellhändler 1893 ein weiteres Stammhaus in Kranichfeld, Thüringen. Nachdem sein Sohn Rudolf, der Vater von Rudolf II, Kürschner und Mützenmacher, in den Betrieb eingetreten war, nannten sie die Firma um in Eduard Toursel & Sohn. 1923 legte Rudolf Toursel sen. mit 22 Jahren nach Absolvierung der Meisterschule die Meisterprüfung ab. Die Firma Egon Toursel aus Bernburg (Saale) gewann im ersten Pelzmodellwettbewerb der DDR im Jahr 1964 eine Medaille.
Der später nach Düsseldorf übersiedelnde Rudolf Toursel jun. war von 1949 bis 1951 als Kürschnergehilfe in Dessau-Roßlau tätig. Von 1952 bis 1953 besuchte er die Kürschnerschule in Leipzig, wo er den Aufstand des 17. Juli miterlebte. Im September 1953 legte er die Meisterprüfung als Kürschner und Mützenmacher ab. In den Jahren 1956 bis 1963 arbeitete er als Meister bei der Firma Gustav Kriech in Frankfurt am Main. In dieser Zeit verfasste er die diversen, bis 1965 in der Fachzeitschrift „Rund um den Pelz“ erschienenen, mit detaillierten Zeichnungen versehenen Fachartikel über die Verarbeitung der unterschiedlichen Pelzarten, nachkriegsbedingt herrschte bei vielen seiner Kürschnerkollegen noch lange ein großer Nachholbedarf an aktuellem Fachwissen. Am 1. April 1963 trat er als Mitinhaber in die Firma Beitz & Toursel ein.
Am 1. April 1965 übernahm er das von Kürschnermeister Werner Haase geführte Pelzgeschäft mit Kürschnerei, vormals Worringer Straße 122, auf der Kölner Straße 63 unter dem neuen Namen Rudolf Toursel, Kürschnermeister Düsseldorf. Er hatte sich bereits einen besonderen Ruf in der Branche erworben, so dass er noch im selben Jahr in den Vorstand der Kürschner-Innung Düsseldorf gewählt wurde, in dem er bis zu seiner Geschäftsaufgabe im Jahr 1990 tätig blieb.
In dem bis dahin trostlosen Hinterhof des Geschäftshauses hatte er einen Farngarten angelegt, den er von seiner Werkstatt aus einsehen konnte. Von seinen Urlauben brachte er verschiedene Farnarten mit, die in dem schattigen Hof offensichtlich gut gediehen. Als alleiniger Einzelsieger wurde er im Rahmen des nordrhein-westfälischen Wettbewerbs des Jahres 1984 „Mehr Grün in die Stadt“ ausgezeichnet und kam damit im Jahr darauf in das Fernsehen des Westdeutschen Rundfunks. Rudolf Toursel erinnerte sich: „Leider kamen darauf viele Innenhofbesichtiger, jedoch wenig potentielle Kunden“.
Auch noch im Ruhestand im rheinland-pfälzischen Luftkurort Straßenhaus pflegt er seine Hobbys weiter, Klavierspiel, Fotografie, ein Tagebuch und eine Familiengeschichte (gegen Ende 2016 mit 1700 handgeschriebenen DIN-A-4-Seiten), Lesen, Reisen und wieder ein großer Ziergarten mit etlichen selbstgestalteten künstlerischen Gartenobjekten. Bis gegen Ende 2016 entstanden etwa vierzig Gedichte. Er ist Mitglied in zwei Chören, wirkt in Neuwied in großen Projektchören mit (Schöpfung/Elias/Paulus). Häufig erfüllt er Wünsche für Moderationen und humoristische Vorträge. Im Jahr 2017 konnte man nach einer Veranstaltung „Kunst in den Gärten“ lesen: „Im Garten Toursel begegnete man als Besucher einem Herrn, der im Schatten von Bäumen und Sträuchern ruhend neben einer Mönchs-Statue Goethe-Gedichte rezitierte“.

### Unger Pelz-Import

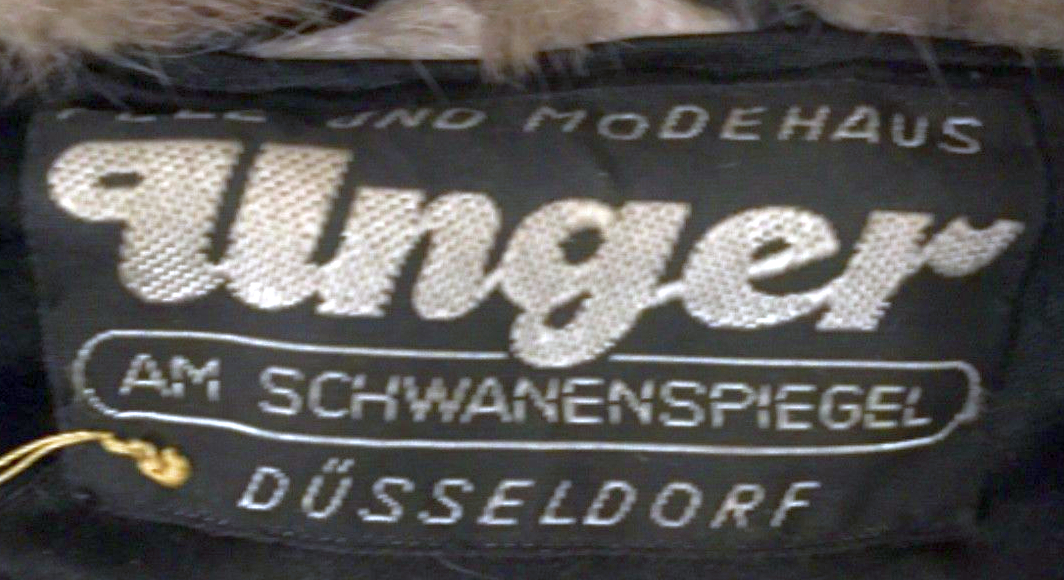
Web-Etikett Pelz- und Modehaus Unger

Der erste Eintrag für einen Erich Unger im Fachadressbuch erfolgte 1956 für die Adersstraße 49. Bereits im folgenden Jahr war die Firma als Pelze-Unger unter der davon nicht weit entfernten, endgültigen Adresse Am Schwanenspiegel, Haroldstr. 32 als Pelze-Unger verzeichnet. An gleicher Stelle befand sich zumindest bis in die Kriegszeit, damals Adolf-Hitler-Straße, die Pelzhandlung Wilh. Wothge. Spätestens 1967 firmierte Unger unter dem, den Handel herausstreichenden Namen Unger Pelz-Import, im Gegensatz zu den sich hauptsächlich als Handwerksbetrieb profilierenden Konkurrenten.
Die Firma Unger-Pelz-Import lag mit ihrem geräumigen Ladenlokal Nähe des Graf-Adolf-Platzes am Rand der City. Dies versuchte die Geschäftsführung durch eine intensive, auch preisbezogene Werbung auszugleichen. Sie geriet damit gelegentlich in Konflikt mit ihren Wettbewerbern. An der Fassade warb man mit der Abbildung einer Hand, mit der Aufschrift „Aus erster Hand“. Die Konkurrenten ließen es der Firma erfolgreich untersagen, weiterhin diese Aussage zu verwenden. Mit der Begründung, das sei eine unzulässige Herausstellung, schließlich würde üblicherweise kein Kürschner, auch keiner der Mitbewerber, Pelze aus zweiter Hand verkaufen.
Als die zuletzt von Frau Unger geleitete Firma etwa 1986 von dem Kürschnermeister Claus Fritzsche (1957–2018) übernommen wurde, kam es erneut zu einer Auseinandersetzung. Da das Unternehmen zuvor einen Räumungsverkauf wegen Geschäftsaufgabe veranstaltet hatte, durfte der neue Inhaber gemäß den damaligen Bestimmungen für zwei Jahre dort nur eine Werkstatt ohne Lagerverkauf unterhalten.
Nach Aufgabe der Geschäftsräume Am Schwanenspiegel eröffnete das Ehepaar Fritzsche auf der Felix-Klein-Straße 1 in Düsseldorf-Golzheim ein kleines Ladenlokal mit Werkstatt. Anfangs war der Inhaber Claus Fritzsche. Nach dem überraschenden Tod ihres Ehemanns beendete Elisabeth Fritzsche, Modeatelier Fritzsche – Meisteratelier für Pelz und Leder nach einem Räumungsverkauf Ende März 2019 den Betrieb.

### Pelzhaus Vesterling

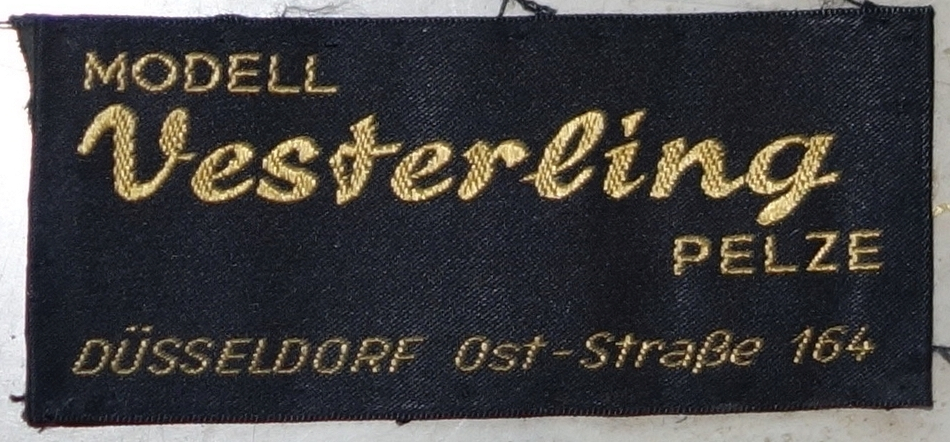
Web-Etikett Modellpelze Vesterling

Die beiden Brüder und Kürschnermeister, Fred (Fredi) Vesterling (* 25. August 1933 in Halberstadt/Harz; † 14. September 2010 in Düsseldorf) und Günter Vesterling (†) gründeten die Pelzhaus Vesterling KG im Juni 1958 im damals neu errichteten Haus Bismarckstraße 60. Von dort zogen sie, nicht weit davon entfernt, 1969 in ein eigenes Mietshaus auf der Oststraße 164, fast gegenüber dem damaligen Kaufhaus Horten. Auf etwa 80 m² Ladenfläche zeigten sie gediegen modische Pelze, die Werkstatt umfasste 90 m².
Während der Schwerpunkt von Günter Vesterling auf der Werkstattarbeit lag, war dies bei Fredi die Geschäftsführung. Günter hatte seine Fachkenntnisse nach der Lehre in Betrieben in Düsseldorf, Luzern und Zürich vervollkommnet und 1960 mit der Meisterprüfung in Düsseldorf abgeschlossen.
Fred Vesterling war der am längsten amtierende Obermeister der Kürschnerinnung Düsseldorf. Im Jahr 1968 wurde er zum Stellvertreter gewählt, von 1972 bis 2008 war er Innungsobermeister, 1981 wurde er Vizepräsident des Zentralverbands des Kürschnerhandwerks. Ab 1975 Fachdozent an der Meisterschule des Kürschnerhandwerks Düsseldorf und Mitglied des Meisterprüfungsausschusses, seit 1980 Vorstandsmitglied der Innungskrankenkasse Düsseldorf. Sein Hauptaugenmerk, innerhalb der deutschen Pelzbranche aufmerksam verfolgt, galt der Bekämpfung des unlauteren Wettbewerbs im Pelzhandel.
Im Jahr 1971 gaben die Brüder an, ausschließlich Pelze aus eigener Fertigung zu verkaufen. Zu der Zeit beschäftigten sie durchschnittlich acht bis zehn Mitarbeiter. Sie gehörten zu den ersten Düsseldorfer Kürschnern, die auf den internationalen Auktionen Rohware kauften.
Nach einem Räumungsverkauf ab September 2007 setzten sich die beiden Kürschnermeister zur Ruhe. Fred Vesterling starb im September 2010.
Kürschnermeister Ralf Gansen, ausgebildet bei Vesterling, Meisterprüfung in Düsseldorf und Ateliermeister bei Slupinski, leitet seit Ende 2019 die Ausbildung der angehenden Kürschner an der Berufsfachschule in Fürth.

### Pelz-Wolff

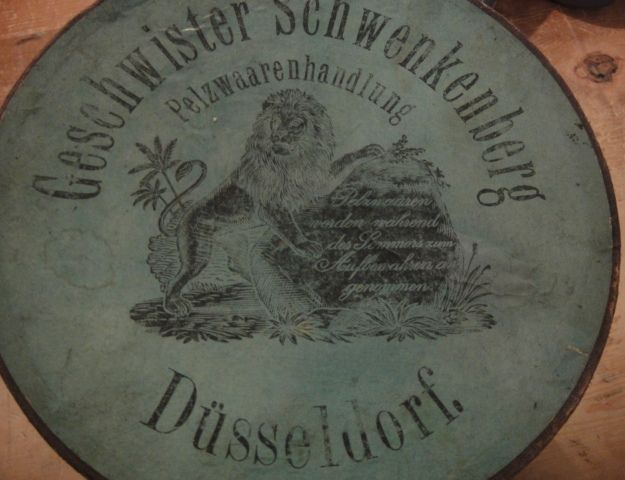
Deckel eines Muffkartons der Pelzwarenhandlung Geschwister Schwenkenberg

Das Pelzhaus Wolff führte sich mit dem Gründungsdatum 27. Oktober 1806 auf die Familie Schwenkenberg zurück, die ihr Geschäft in der Altstadt, Bolkerstraße im Haus „Zum schwarzen Hündchen“ hatte – in der Ehrentafel des Adressbuches der Firmen, die älter als 25 Jahre sind, wurde die Firma Wolff 1929 jedoch nicht genannt. Das Angebot der Schwenkenbergs bestand anfangs hauptsächlich aus selbstgefertigten Fußsäcken und Galanteriewaren, wie Muffe, Pelzbesätze und auch Innenfutter für Herrenmäntel, Pelzmäntel in der späteren Art waren noch nicht üblich. Vor Weihnachten 1877 inserierte Diedr. Schwenkenberg, jetzt Grabenstraße 4, sein „außerordentlich reichhaltiges Lager von Pelzwaaren in allen Sorten zu billigen, aber festen Preisen“. Unter der ehemaligen Adresse der Firma Wolff, Mittelstraße 8, firmierte im Jahr 1863 Andreas Möller, ein Kappenmacher und Kürschner.
Der spätere Namensgeber Hubert Wolff stammt aus einer Familie mit einer noch weiter zurückreichenden Kürschnertradition. Die 1782 in Hagen in Westfalen durch den Kürschnermeister und Hutmacher J. B. Wolff als handwerkliche Hutmacherei gegründete Firma bekam um 1815 durch maschinell arbeitende Hutfabbriken überstarke Konkurrenz. Die Wolffs verlegten sich daher immer mehr auf die Kürschnerei. Im Jahr 1881 vermachte der kinderlos gebliebene J. B. Friedrich Wolff das Geschäft seinem Neffen Fritz Wolff (9 Kinder) für einen Abschlag von 6000 Goldmark und eine Jahresmiete von 450 Goldmark. Als einer der ersten Hagener Unternehmer erhielt er eine Eintragung im dortigen Handelsregister, als Pelz- & Rauchwaren-Handlung Fritz Wolff jun. Im Jahr 1932 folgte Josef P. Wolff (* 29. Juni 1890), ältester Sohn von Fritz Wolff (* 29. Juni 1890).
In Hagen heiratete 1958 die Tochter von Josef P. Wolff, die Kürschnerin Tochter Christel Wolff, den Kürschnermeister Kurt Schleuter (* 16. Dezember 1929; † 18. September 2019). Sein Sohn, Kürschner und Kaufmann Jochen Schleuter, Ehefrau Ute Grünewald-Schleuter, und in 8. Generation deren Tochter Maya Schleuter, führen seitdem in Hagen die Firma unter dem auf das Gründungsjahr bezugnehmenden Namen Wolff 1782 als Mode- und Pelzhaus weiter.Stand 2020 Eine weitere verwandte Wolff-Kürschner-Familie hatte von 1975 bis 1994 ein Pelzhaus in Bochum, Harmoniestraße 14. Eine frühe Postkarte zeigt das dortige Geschäft Pelz Wolff auf der Bongardstraße.
Die beiden Brüder Hubert machten sich, Hubert Wolff in Düsseldorf und Anton Wolff in Bochum, als Kürschner selbständig. 1920 übernahm der Kürschnermeister Hubert Wolff den Betrieb Schwenkenberg und legte mit dem Pelzhaus H. Wolff den Grundstein zu einem modernen, eleganten Pelzgeschäft. Zwanzig Jahre lang stand ihm seine Tochter Emmi, Düsseldorfs erste Kürschnermeisterin, zur Seite. 1950 warb man mit „Mittelstraße 8/17, 5 Generationen Kürschnerei“.
Hubert Wolff leitete als Obermeister die Innung vom 19. Mai 1954 bis zu seinem Tod am 10. September 1967. Emmi führte das Unternehmen zunächst allein weiter. Sie arbeitete später den Neffen Werner Wolff und dessen aus der Damenoberbekleidung kommende Frau Irmgard als Nachfolger ein, bevor sie sich 1969 aus dem Geschäftsleben zurückzog. Lehrlingswart Werner Wolff erteilte nebenberuflich regelmäßig Berufsschulunterricht.
Als das Ehepaar Wolff sich zum Ende des Jahres 2005 zur Ruhe setzte, empfahl es seinen Kunden in einem Schreiben für die künftige Betreuung ihrer Pelze „zwei erfahrene Kollegen“, die Firma Slupinski auf der Königsallee und die Firma Kuhn auf der Friedrichstraße 25. Die beiden Kürschnermeister Klaus-Peter und Frauke Kuhn hatten sich 1971 auf der Düsseldorfer Corneliusstraße als Pelzmodelle Kuhn selbständig gemacht, 1986 waren sie auf die Friedrichstraße 23 umgezogen. Im selben Haus hatte im Jahr zuvor der spätere Großbäcker Heiner Kamps sein erstes Filialgeschäft eröffnet. Gründer der Kürschnerei Kuhn war der Großvater Georg Kuhn, dessen Sohn Heinz Kuhn mit seiner Ehefrau Hildegard die seit 1904 angemeldete Berliner Firma Pelz-Kuhn weiterführte. Nach dem Tod von Frau Kuhn beendete der Ehemann Ende 1984 seinen Geschäftsbetrieb auf der Albrechtstraße in Berlin-Steglitz. Die Geschäftsschließung in Düsseldorf wegen Eintritt in den Ruhestand erfolgte Ende März 2010. Seitdem die Kürschnermeister mit ihren Geschäftsräumen in das Nachbargebäude umzogen waren, belegt das Unternehmen Kamps mit seinem Backwarenladen nach einem Umbau das gesamte Erdgeschoss.Stand 2025

### Sonstige
Josef Schächter

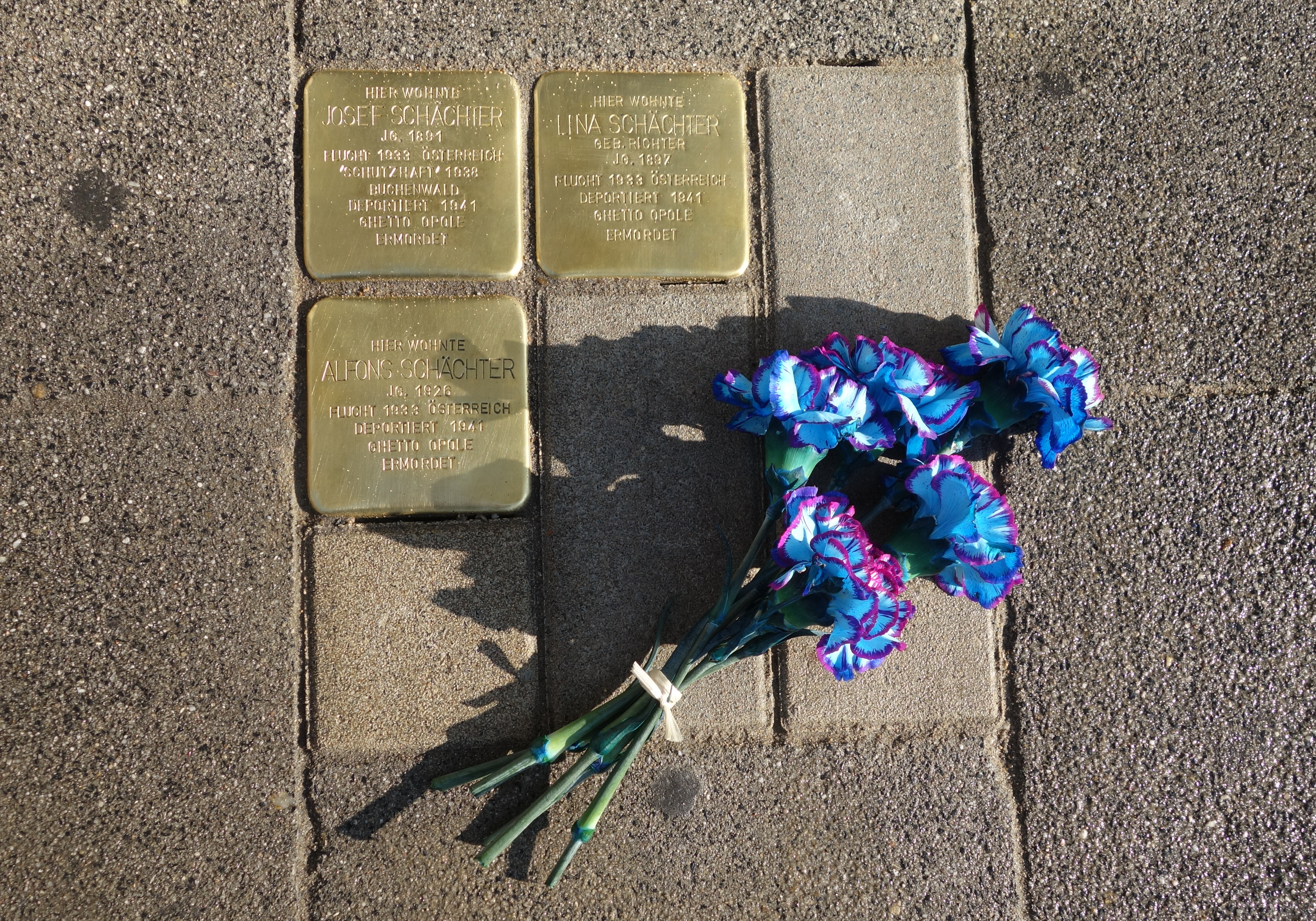
Stolpersteine für Josef, Lina und Alfons Schächter, Carlsplatz 24

Der Kaufmann Josef Schächter (geb. 10. März 1891 in Galizien) unterhielt mehrere Pelzwarenläden, einer befand sich am Karlsplatz 24, ein anderer Königsallee 72, nicht alle zeitgleich. Im Jahr 1930 war er im Adressbuch unter der Altstadtadresse Hohe Straße 51 eingetragen. Die Familie Schächter wurde während des Holocausts ermordet, nur die Tochter überlebte.
Josef Schächter hatte die Wienerin Lina Richter (geb. 1. Juli 1897 in Wien) geheiratet. Ihre gemeinsame Tochter Erika Schächter wurde am 19. Mai in Wien geboren. Der Sohn Alfons Schächter kam am 25. Januar 1926 in Düsseldorf zur Welt.
In der Ausgabe vom 21. Januar 1933(?) vermeldete der Deutsche Reichsanzeiger: „In dem Konkursverfahren über das Vermögen des Kaufmanns Josef Schächter in Düsseldorf, Prinz-Georg-Str. 91, Inhaber zweier unter der der Firma Pelzwarenspezialhaus Josef Schächter betriebenen Pelzwarengeschäfte in Düsseldorf, Königsallee 72, und Duisburg, Königstr. 46, ist der Eröffnungsbeschluss vom 22. Dezember 1933 dahin ergänzt, dass sich das Konkursverfahren auch auf das unter der Firma A. Richter in Bielefeld, Obernstr. 39, betriebene Pelzwarengeschäft erstreckt.“
Die Familie war inzwischen aufgrund des Boykotts der jüdischen Geschäfte zurück nach Wien gezogen. Nach dem „Anschluss“ Österreichs an das Deutsche Reich wurden Josef, Lina und Alfons Schächter am 26. Februar 1941 nach Opole deportiert, einer Kleinstadt südlich von Lublin. Ihr Transport gehörte zu zwei Transporten mit insgesamt 2003 jüdischen Männern, Frauen und Kindern, die den Wiener Aspangbahnhof mit dem Ziele Opole verließen, wo sich ein Außenlager des KZ Auschwitz befand. Bereits im Frühjahr 1942 begann die Liquidation des Ghettos von Opole. Am 31. März 1942 ging ein Transport in das Vernichtungslager Belzec ab, und im Mai und Oktober 1942 folgten Deportationen in das Vernichtungslager Sobibor. Von den 2003 nach Opole deportierten Wiener Juden sind 28 Überlebende bekannt. Die drei Familienmitglieder Schächter waren nicht darunter. Die Tochter Erika konnte – möglicherweise mittels eines Kindertransports – das Deutsche Reich verlassen. Sie lebte nach dem Krieg in den Vereinigten Staaten von Amerika.
Pelz-Matthiessen, am 16. September 1926 von Kürschnermeister Theodor Matthiessen als Etagengeschäft gegründet, hatte das Stammhaus in Heide (Holstein). Ihren Ruf als herausragende Pelzdesigner mit viel prominenter Kundschaft erwarben die Inhaber mit der 1947 bezogenen Zweigstelle in Westerland auf Sylt. Die am 1. Dezember 1950 in Düsseldorf eröffnete zweite Filiale auf der Königsallee 38/40 scheint nicht lange bestanden zu haben, 1955 ist sie im Fachverzeichnis der Branche nicht mehr aufgeführt. Die Enkelin Susanne Matthiessen (* 1963) schilderte in ihrem 2020 erschienenen Bestseller „Ozelot und Friesennerz“ und in einem 2022 erschienenen Buch ihre Jugenderlebnisse auf Sylt und im Sylter Kürschnerbetrieb ihrer Eltern.
Pelz-Orlob wurde 1889 durch Hubert Orlob, Kürschner- und Mützenmacher, und Frau Adele, auf der Linienstraße 18 gegründet, im Jahr 1950 und noch 1955 ist Hubert Orlob auf der Merkurstraße 34 verzeichnet. Die Firma bestand bis 1992 oder 1993 in Düsseldorf-Gerresheim, Ellerstraße 161. Das Ladenlokal der Geschwister Paul Heinz (gest. 1991) und Gerda Orlob (geb. 26. Mai 1921, gest. 10. April 2008) war ein Kuriosum, es muss wohl schon bei seiner Ersteinrichtung nicht einer damals aktuellen Ladengestaltung entsprochen haben. Über dem Wandspiegel befand sich ein oder mehrere Geweihe, die ausliegenden Pelzmodezeitschriften waren uralt, vorn auf dem betagten Verkaufstresen stand ein weißes Kaninchen mit einem Zylinderhut. Originell waren auch die aufrecht stehenden, präparierten weißen Frettchen oberhalb der Regale. Gerda Orlob konnte sie mit Namen benennen, sie lebten einmal auf dem hinter dem Laden befindlichen Hof. Dort befand sich bis zum Schluss ein Gehege, das durch einen rund um den Hinterhof, an den Wänden befindlichen Auslauf aus Abwasserrohren ergänzt wurde.
Neben Kürschnerartikeln und den zugehörenden Serviceleistungen wurden bis zum Schluss Hutwaren und Schirme angeboten.
Georg Krampe (* 27. Mai 1941; † 6. Oktober 2014) begann mit einem Ladenlokal auf der Kölner Straße, Haus Nummer 280. Dort betrieb bereits sein Vater Fritz Krampe nicht nur einen Handel mit Fellen und Pelzwaren, sondern auch eine Gaststätte. Seine Lehre hatte Georg Krampe in Düsseldorf im Pelzhaus Herpich absolviert, als Geselle arbeitete er in den Düsseldorfer Werkstätten der Firmen Loos, Lefin und Jordan (Friedrichstraße). Seine Meisterprüfung hatte er im Alter von nur 21 Jahren nach Besuch der Meisterschule Hamburg abgelegt, damit dürfte er wohl der jemals jüngste Düsseldorfer Kürschnermeister gewesen sein. Bevor er sich Anfang 1966 unter dem Namen Pelzmoden Krampe selbständig machte, war er als Zuschneider und Modellentwerfer für Pelzbekleidung im Ausland tätig. Lag sein Schwerpunkt anfangs auf der Maßanfertigung und Servicearbeiten, änderte sich dies nach seinem Wegzug aus dem elterlichen Haus, für kurze Zeit in einen sehr kleinen Laden auf der Königstraße, dann auf die Trinkausstraße 1, etwa 1987. Das Eckgeschäft befand sich zwischen der Königsallee und der Altstadt und hatte schnell vor allem Laufkundschaft. Für die meisten seiner bisherigen Kunden war sein Angebot jetzt zu modisch und zu hochpreisig. Im Dezember 2008 gab er sein Geschäft auf, wohl wegen einer sich bereits anbahnenden Krankheit, er starb im Jahr 2014.
Jochen Korth (* 21. Januar 1942) hatte seinen Pelzsalon nur wenige Jahre an der Königsallee. Am 25. August 1973 eröffnete er zusammen mit seiner Frau Renate (* 24. Januar 1945; † 13. Juli 2023) das Fachgeschäft, das „vorwiegend elegante Modelle im guten Genre“ führen sollte. Der Kürschnermeister, Sohn des renommierten Frankfurter Rauchwarenhändlers Heinrich Korth (* 1911; † ca. 1995), Spezialität Zobelfelle, hatte sich diese exklusive Geschäftsadresse für seinen Geschäftsbeginn ausgesucht. Die Stadtsparkasse hatte dort ein neues Gebäude errichtet, mit einem „Kö-Passage“ genannten Durchgang von der Graf-Adolf-Straße zur Bahnstraße. Es bestand jedoch keine Notwendigkeit für die Passanten, diese Passage zu benutzen, es fehlte zudem die Großzügigkeit der übrigen Ladencenter. Obwohl sich hier die meiste Zeit neben weiteren Geschäften auch ein Kino befand, wurde die Passage mit den schwer zu vermietenden Ladenlokalen später zurückgebaut; Korth war zuvor zur Lindemannstraße 15b am Brehmplatz umgezogen. Anschließend verlegte er seinen Betrieb in die nahegelegene Rethelstraße 144. Nach der Geschäftsaufgabe, noch im besten Mannesalter, widmete er sich weitgehend seinem Hobby, der Modelleisenbahn. Weiterhin 1991 war er jedoch unter der Adresse Heinrich-Biesenbachstraße 23 als Kürschner im Pelzfachverzeichnis eingetragen. Er ist 2019 seit längerem Vorsitzender eines Modellbahn-Clubs; die Vereins-Außenanlage mit 1300 Meter Gleisen einer Gartenbahn auf einem ehemaligen Bahngelände in der Nähe des Unterbacher Sees ist mit Personen befahrbar und an bestimmten Tagen für die Öffentlichkeit zugängig.
„Pelzmotte“, unter diesem originellen Namen eröffnete um die Jahreswende 1984/1985 Dorothee Trimborn als Geschäftsführerin in der szenigen Mata-Hari-Passage in der Flinger Straße eine Pelz-Boutique. In einer kleinen Anzeige pries sie die Boutique an, als „der verrückte pelzladen aus rotem marmor mit attraktiven jungen pelzen!“. Außer der, wegen der Namensgleichheit nahe liegenden, Erwähnung und einem Ladenfoto in der humoristischen Fachzeitschrift der Pelzbranche „Die Pelzmotte“ scheint das Unternehmen kaum Spuren hinterlassen zu haben, in den Internetforen über die Passage findet es wohl keine Erwähnung.
Clemens Große-Segerath firmierte von 1991 bis März 1995 mit seinem Betrieb unter der Postadresse Königsallee 21, auf der sogenannten „stillen Seite“ der Kö. Tatsächlich lag das Geschäft am hinteren Ende des Trinkaus-Centers, Trinkausstraße Ecke Heinrich-Heine-Allee, gegenüber von Pelzmoden Krampe. Den Düsseldorfer Verkauf leitete seine Ehefrau, sein Hauptbetrieb mit Werkstatt war in Oberhausen, von wo aus er auch einen Pelzkonfektions-Großhandel betrieb. Als kreativer Kürschner besaß er einen guten Ruf in der Pelzbranche. Besonders erfolgreich waren seine erstmals Anfang der 1980er Jahre kreierten nappierten Herrenjacken, -westen und -mäntel aus Persianer, insbesondere in der braunen Persianerfarbe „sur“. Im Jahr 2016 kündigte Clemens Große-Segerath im Alter von 83 Jahren auch für Dortmund für Ende August die bevorstehende Geschäftsaufgabe an.

## Pelze der Anna Maria Luisa von der Pfalz während ihrer Zeit in Düsseldorf, 1691 bis 1717

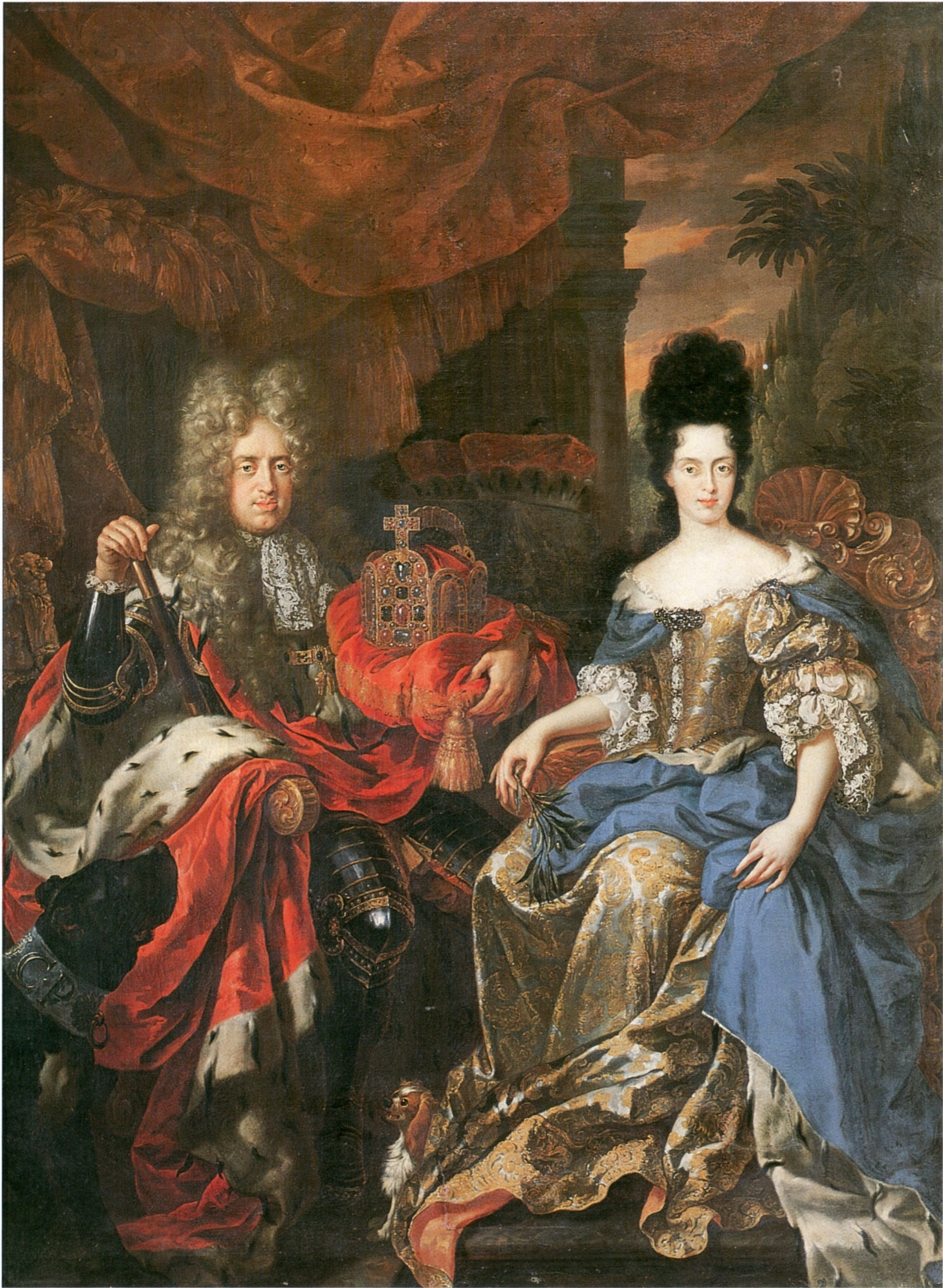
Johann Wilhelm von der Pfalz und Anna Maria Luisa von der Pfalz in hermelingefütterten Roben

Anna Maria Luisa de’ Medici lebte seit ihrer Vermählung mit Johann Wilhelm von der Pfalz („Jan Wellem“) im Jahr 1691 bis zu ihrer Rückkehr nach Florenz nach dem Tod ihres Gatten im Jahr 1717 als Kurfürstin von der Pfalz im Zentrum Düsseldorfs.
Weitere der noch vorhandenen Belege der Hofhaltung der Anna Maria Luisa von der Pfalz, außer dem bereits genannten über eine Pelzreinigung und Aufbewahrung durch den Kürschner Johann Welen, nennen folgende Pelzteile, Pelzzutaten oder Pelz-Dienstleistungen, für die Kurfürstin oder als von ihr beabsichtigtes Geschenk, oft auf Veranlassung ihres Kammerdieners und Leibschneiders Arnold Rütten:
- 1 Pelzhaube vom Hauben-Kürschner Johannes Bader.[210]
- 1 mit Zobel gefütterter Pelz; ein grüner Samtpelz; 1 ½ Lot graue Seide sowie 1 ½ Lot weiße und isabellfarbene Seide, mit angehängtem Zettel über Verwendung für den Pelz der Kurfürstin; rosenfarbenes Moiré zu einem mit Zobel gefütterten Pelz, Weiß auf den grünen Samtpelz, an einen Pelz.[211]
- 1 Pelzwerk [Innenfutter] aus 100 Mexikanischen Eichhörnchenfellen für 8 ½ Reichstaler und 1 ½ Reichstaler Macherlohn zuzüglich 1 Reichstaler für den [Über-]Rock vom jetzt als Beruf „Bundführer“ [Bundfütterer?!] genannten Johann Wilhelm (Wolon).[212]
- 1 Hermelinpelz an dem für 1 ½ Reichstaler Arbeitslohn anfiel, zuzüglich einer Veränderung von 30 Alb. [in Köln kamen 80 Albus auf einen Reichsthaler]. 1 Fuchs-Muff („Stuch“) für Franck aus Heidelberg für 12 Sn.[wohl Silbergroschen]. Beides vom Hofbandwirker Johann Vehlen.[213]
- 1 Pelzkragen für 45 Alb.[214]
- Pelzkragen und Handschuhe für 40 Kr., für Güttigs Töchterchen.[215]
- Pelzkanten an 2 Kleider für 12 ¾ Rtl. für Frau Steingens und 1 Paar Mützen (¾ Rtl.). Vom „Hofbundführer“ [Hofbundfütterer?!] Johannes Wohlen (Wolon) für das Kind Güttigs 1 weißen Muff (¾ Rtl.), 1 Pelzkragen (¼ Rtl. 5 Alb.) und 1 Paar Pelzhandschuhe (20 Alb.).[216]
- Laut einer vom „»Hofbundsführer« Johannes Nolon (Nohlen) für die Anfertigung gemäß der durch Kammerdiener und Leibschneider Rütten überbrachten Anordnung der Kurfürstin von 1 Muff („Stauchen“ [besonders ein kurzer enger Muff]) und 1 Pelzkragen für das Töchterchen des Güdig („Judeligs“) (2 Oberländische Gld.) sowie 1 „Fantanzsche“ (1 Oberländischer Gld.)“.[217]
- 1 Moskowitische Bärenhaut, gekauft beim „Buntfrärs“ David Geilmeyer.[218]
- 2 Garnituren Hermelin wurden vom Hofkürschner Franz David Geilmeier gesäubert und gebleicht und eine Garnitur aus 32 Stück Hermelin, das Stück zu 32 Sbr. (16 Rtl.) „sowie Auffrischung des Alten (3 Rtl.)“.[219]
- 1 Pelz-Falbula (24 Gld.), 1 blaue Falbula (12 Gld.), 1 rosenfarbene (15 Gld.) und eine kaffeefarbene mit Silber (25 Gld.).[220]
- Vom Kürschner Franz David Geilmeier 1 Palatine aus 3 Zobeln (20 Rtl.), 1 Kräglein dazu (2 Rtl. 30 Sbr.), 1 Paar Samthandschuhe (1 Rtl. 30 Sbr.), Bleichen von 8 Ellen Hermelin für die Kurfürstin (8 Rtl.) und Fertigung von 2 ¼ Ellen neuen Hermelin (5 Rtl.).[221]
- Vom Kürschner Franz David Geilmeier 1 Paar weiße Samthandschuhe mit weißem englischen Kaninchenfutter für 2 Rtlr. 30 Sbr. (2 Rtl. 40 Alb.).[222]
- Dem Kürschner Franz David Geilmeier in Auftrag gegebene 1 Paar schwarze Samthandschuhe mit Englischem Kaninchenfellfutter (2 Rtl. 30 Sbr.) und Macherlohn (15 Sbr.).[223]
- Vom Kürschner Franz David Geilmeier bestellt 1 Paar weiße Samthandschuhe mit weißem englischen Kaninchenfutter aus 5 Stück Kaninchen.[224]
- Per Postwagen 6 schwarze Füchse (362 Gld. 12 Sbr.) und 2 Muffe (6 Gld. 10 Sbr.).[225]
- 1 goldsilberne Kette mit Fransen für den Muff des kleinen Zwergs der Kurfürstin (10 Rtl.) sowie 1 Silberring für den Muff (2 ½ Rtl.).[226]
- 7 „Zimber“ [1 Zimmer = 40 Stück] Moskauer feine Hermeline für 98 Rtl. (95 Rtl. 44 Alb.) vom Frankfurter Kaufhändler Johann Peter Thiel(en).[227]
- 2 Stück aus 7 „Zimer“ Hermelin gearbeitete „Handreck“, einer davon mit Falbeln und Schwänzen, der andere mit Schwarzscheckigen verziert, für 30 Rtl. Arbeitslohn, und 1 Hermelin-Staupe mit Fey [Fehfell] gefüttert, wozu die Hermeline gegeben wurden (6 Rtl.).[228]
- Ein Überrest des Fellwerks wurde geputzt (9 Sbr.).[229]
- Vom Hofkürschner Franz David Geilmeier gefertigtes Paar Samthandschuhe mit Englischem Kaninchenfutter aus 5 Fellen (2 Rtl. 30 Sbr.) und Macherlohn (15 Sbr.).[230]
- Pelze und Fellwerk wurden geputzt (15 Gr.)[231]
- Pelze und Fellwerk wurden geputzt (1 Rtl. 5 Sbr.) und eine Bärenhaut repariert (1 Rtlr. 5 Sbr.).[232]
- 3 reiche Pelzsachen (45 Rtl.), 2 desgleichen (24 Rtl.), 2 Muffe (2 Rtl.), 1 Schärpe (35 Rtl.), 632 Ellen Chenille (21 Rtl. 4 Sbr.), 1 Muff (2 Rtl.) und anderes, bezahlt an die Witwe Picard (Pickart).[233]
- Von der Witwe Picard 1 Kinderhaube (5 Rtl.), 1 grauer Muff (4 Rtl.), 1 Fächer (1 Rtl. 30 Sbr.) und 6 Paar Handschuhe (1 Rtl. 30 Sbr.).[234]
- Auf Bestellung vom Hofkürschner Franz David Geillmeyer gearbeitete Arbeiten, und zwar Füttern 1 Nachtrock mit 2 Moskowitischen Luchs-Fellen (10 Rtl.), für die Ärmel 26 Stück Grau-Wercks-Felle (9 Rtl.) und Macherlohn (1 Rtl. 30 Sbr.).[235]
- Vom Schneider Matthiaß Zeltz, neben anderem, Arbeitslohn für 1 Pelzrock (1 Rtl.).[236]

## Daten
- Im Zeitraum seit Gründung der Zwangsinnungen, im Rahmen der Gleichschaltung und Umstrukturierung der Handwerksorganisationen nach der Machtübernahme durch die Nationalsozialisten, seit dem Jahr 1934 bis zum Jahr 1973 wurden, bei wohl jeweils regulärer dreijähriger Lehrzeit, etwa 170 Kürschnerlehrlinge ausgebildet, aus Düsseldorf, Neuss und Umgegend kommend. Die Lehrzeit der etwa 350 ausgebildeten Pelznäherinnen betrug jeweils zwei Jahre.[237]